# Historique du parcours européen de l'Olympique lyonnais
 (octobre 2024).
- Si vous ne connaissez pas le sujet, laissez ce bandeau (vous pouvez alors contacter les auteurs).
- Si vous supprimez le contenu mis en cause (vous pouvez préalablement contacter les auteurs),

argumentez précisément cette suppression dans la page de discussion
(un manque de référence n'est pas un argument ; une recherche réelle de référence doit avoir été effectuée, être formellement documentée).
 (octobre 2024).
Si vous disposez d'ouvrages ou d'articles de référence ou si vous connaissez des sites web de qualité traitant du thème abordé ici, merci de compléter l'article en donnant les références utiles à sa vérifiabilité et en les liant à la section « Notes et références ».
 (octobre 2024).

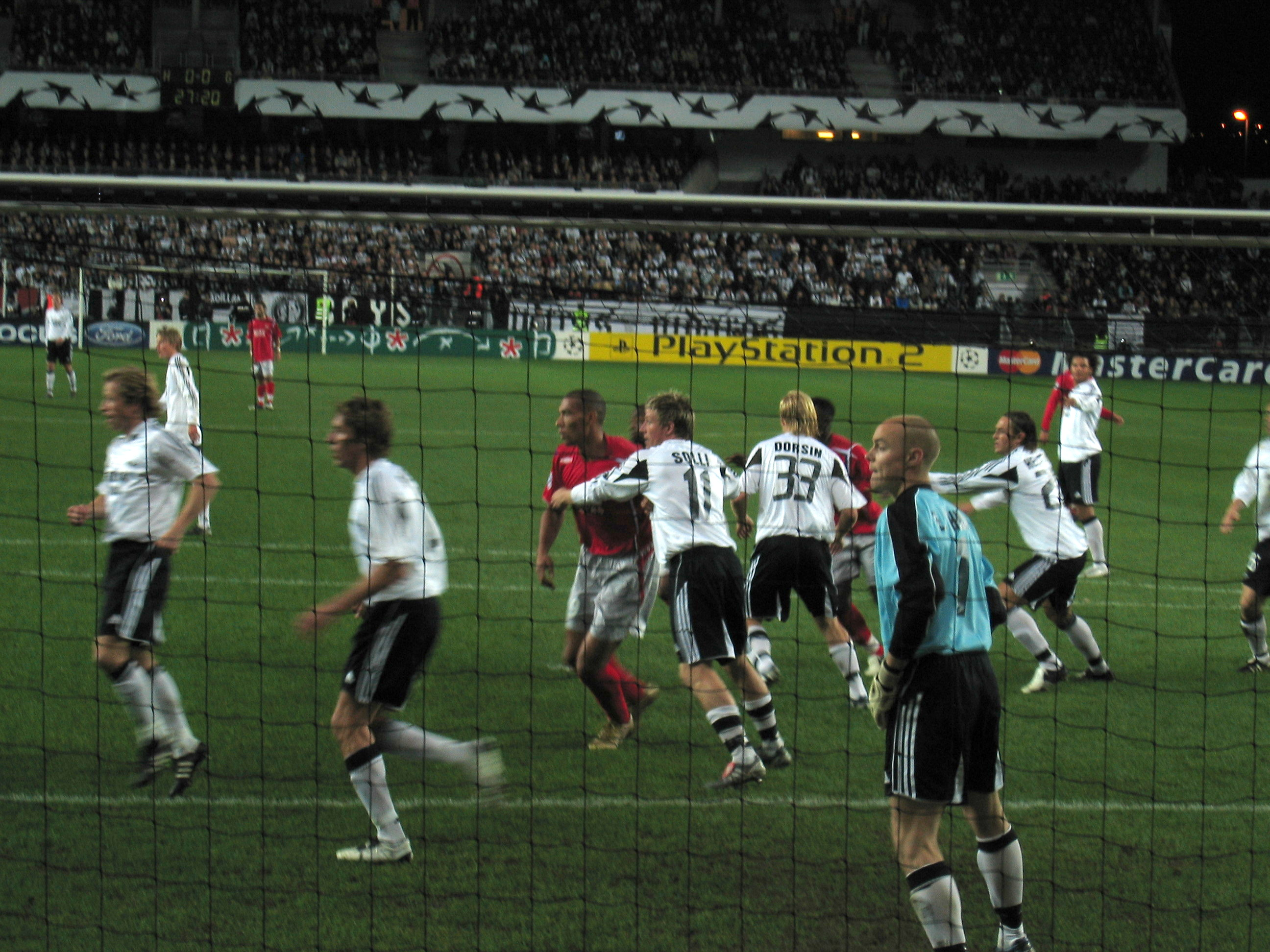
Lors d'un match contre Rosenborg en 2005

L’histoire de l'Olympique lyonnais masculin en compétitions européennes commence à la fin des années 1950. Le club se qualifie régulièrement pour les différentes compétitions existantes à l'échelle continentale, sauf durant la difficile décennie des années 1980. Cependant, ce n'est qu'à la fin des années 1990 que l'OL parvient à se qualifier chaque année en coupe d'Europe, pour une série de 23 saisons consécutives (depuis la saison 1997-1998 jusqu'à la saison 2019-2020). En comptant la saison 2024-2025, l'OL a au total participé durant 37 saisons différentes à des compétitions européennes et est ainsi le club français qui a joué le plus de matchs de coupes d’Europe.
 Preuve de la densité de cette histoire européenne, le club rhodanien a, en comptant les trois adversaires inédits rencontrés lors de la Ligue Europa 2024-2025, déjà affronté 100 clubs européens, issus de 32 nations différentes.
Cette page regroupe un historique complet (par saison) du parcours européen de l'Olympique lyonnais, dresse le bilan global de celui-ci, ainsi que des tableaux plus détaillés afin d'analyser les rencontres et les performances du club sur la scène continentale.
Depuis la fin des années 1950 jusqu'à la saison 2024-2025, l'OL a participé à :
- dix-huit Ligue des champions (C1), dont deux participations qui se sont limitées aux tours préliminaires et barrages ;
- quatre Coupes des coupes (C2, qui s'est déroulée de 1960 à 1999) ;
- neuf Coupes de l'UEFA (C3, ainsi dénommée de 1971 à 2009), dont trois en étant reversé depuis la Ligue des champions et une via la Coupe Intertoto ;
- sept Ligue Europa (C3, depuis 2009), dont deux en étant reversé depuis la Ligue des champions et incluant une participation limitée aux tours préliminaires ;
- une Coupe Intertoto ;
- et quatre Coupes des villes de foires.

## Parcours par saison de l'Olympique lyonnais en compétitions européennes

### Années 1960
Les premières saisons européennes de l'Olympique lyonnais sont difficiles, et il faut attendre la quatrième tentative pour voir le club faire un véritable parcours. Il atteindra ainsi en 1963 - 1964 le stade des demi-finales, niveau qu'il n'atteindra à nouveau que 46 ans plus tard.
La Coupe des villes de foire se joue sur invitation, auprès de villes dans lesquelles se tiennent des foires internationales. Cela explique pourquoi l'Olympique lyonnais y ait participé malgré des classements modestes en championnat de France.
| Saison    | Compétition                | Tour | Pays | Club        | Résultat domicile | Résultat extérieur | Notes                                                                                           |
| --------- | -------------------------- | ---- | ---- | ----------- | ----------------- | ------------------ | ----------------------------------------------------------------------------------------------- |
| 1958-1960 | Coupe des villes de foires | 1/8  |      | Inter Milan | 1-1               | 0-7                | Cette compétition se jouait alors sur deux ans pour ne pas perturber les calendriers nationaux. |

| Saison    | Compétition                | Tour | Pays | Club       | Résultat domicile | Résultat extérieur | Notes |
| --------- | -------------------------- | ---- | ---- | ---------- | ----------------- | ------------------ | ----- |
| 1960-1961 | Coupe des villes de foires | 1/8  |      | FC Cologne | 1-3               | 2-1                |       |

| Saison    | Compétition                | Tour     | Pays | Club                | Résultat domicile | Résultat extérieur | Notes |
| --------- | -------------------------- | -------- | ---- | ------------------- | ----------------- | ------------------ | ----- |
| 1961-1962 | Coupe des villes de foires | 1er tour |      | Sheffield Wednesday | 4-2               | 2-5                |       |

L'OL est qualifié pour la Coupe des vainqueurs de coupe en 1963 grâce à sa finale de Coupe de France perdue contre Monaco, qui était lui qualifié pour la Coupe des clubs champions grâce à son doublé coupe de France - championnat.
| Saison    | Compétition      | Tour     | Pays | Club              | Résultat domicile | Résultat extérieur | Notes |
| --------- | ---------------- | -------- | ---- | ----------------- | ----------------- | ------------------ | --- |
| 1963-1964 | Coupe des coupes | 1er tour |      | B 1913 Odense     | 3-1               | 3-1                | |
| 1963-1964 | Coupe des coupes | 1/8      |      | Olympiakos        | 4-1               | 1-2                | |
| 1963-1964 | Coupe des coupes | 1/4      |      | Hambourg SV       | 2-0               | 1-1                | |
| 1963-1964 | Coupe des coupes | 1/2      |      | Sporting Portugal | 0-0               | 1-1                | Défaite 0-1 au match d'appui à l'extérieur. À cette époque, les règlements ne donnaient pas d'avantage pour les buts marqués chez l'adversaire. |

L'OL est qualifié pour la Coupe des coupes en 1964 grâce à sa victoire en Coupe de France.
| Saison    | Compétition      | Tour     | Pays | Club     | Résultat domicile | Résultat extérieur | Notes |
| --------- | ---------------- | -------- | ---- | -------- | ----------------- | ------------------ | ----- |
| 1964-1965 | Coupe des coupes | 1er tour |      | FC Porto | 0-1               | 0-3                |       |

L'OL est qualifié pour la Coupe des coupes en 1967 grâce à sa victoire en Coupe de France.
| Saison    | Compétition      | Tour     | Pays | Club              | Résultat domicile | Résultat extérieur | Notes                                      |
| --------- | ---------------- | -------- | ---- | ----------------- | ----------------- | ------------------ | ------------------------------------------ |
| 1967-1968 | Coupe des Coupes | 1er tour |      | FC Aris Bonnevoie | 2-1               | 3-0                |                                            |
| 1967-1968 | Coupe des Coupes | 1/8      |      | Tottenham Hotspur | 1-0               | 3-4                |                                            |
| 1967-1968 | Coupe des Coupes | 1/4      |      | Hambourg SV       | 2-0               | 0-2                | Défaite 0-2 au match d'appui à l'extérieur |

L'OL est qualifié pour l'édition 1968-1969 de la Coupe des villes de foire sur invitation.
| Saison    | Compétition                | Tour     | Pays | Club                 | Résultat domicile | Résultat extérieur | Notes                    |
| --------- | -------------------------- | -------- | ---- | -------------------- | ----------------- | ------------------ | ------------------------ |
| 1968-1969 | Coupe des villes de foires | 1er tour |      | Académica de Coimbra | 1-0               | 0-1                | Qualification à la pièce |
| 1968-1969 | Coupe des villes de foires | 2d tour  |      | Vitória Setúbal FC   | 1-2               | 0-5                |                          |

### Années 1970
L'OL est qualifié pour la Coupe des coupes en 1973 grâce à sa victoire en Coupe de France.
| Saison    | Compétition      | Tour     | Pays | Club           | Résultat domicile | Résultat extérieur | Notes |
| --------- | ---------------- | -------- | ---- | -------------- | ----------------- | ------------------ | ----- |
| 1973-1974 | Coupe des coupes | 1er tour |      | Reipas Lahti   | 2-0               | 0-0                |       |
| 1973-1974 | Coupe des coupes | 1/8      |      | PAOK Salonique | 3-3               | 0-4                |       |

L'OL est qualifié pour l'édition 1974-1975 de la coupe UEFA grâce à sa quatrième place en championnat.
| Saison    | Compétition | Tour | Pays | Club                 | Résultat domicile | Résultat extérieur | Notes |
| --------- | ----------- | ---- | ---- | -------------------- | ----------------- | ------------------ | ----- |
| 1974-1975 | Coupe UEFA  | 1/32 |      | Red Boys Differdange | 7-0               | 4-1                |       |
| 1974-1975 | Coupe UEFA  | 1/16 |      | Moenchenglachbach    | 2-5               | 0-1                |       |

L'OL est qualifié pour l'édition 1975-1976 de la coupe UEFA grâce à sa troisième place en championnat.
| Saison    | Compétition | Tour | Pays | Club      | Résultat domicile | Résultat extérieur | Notes |
| --------- | ----------- | ---- | ---- | --------- | ----------------- | ------------------ | ----- |
| 1975-1976 | Coupe UEFA  | 1/32 |      | FC Bruges | 4-3               | 0-3                |       |

### Années 1990

#### 1991-1992
L'OL est qualifié pour l'édition 1991-1992 de la coupe UEFA grâce à sa cinquième place en championnat.
| Saison    | Compétition | Tour | Pays | Club            | Résultat domicile | Résultat extérieur | Notes |
| --------- | ----------- | ---- | ---- | --------------- | ----------------- | ------------------ | ----- |
| 1991-1992 | Coupe UEFA  | 1/32 |      | Östers IF Växjö | 1-0               | 1-1                |       |
| 1991-1992 | Coupe UEFA  | 1/16 |      | Trabzonspor     | 3-4               | 1-4                |       |

#### 1995-1996
L'OL est qualifié pour l'édition 1995-1996 de la coupe UEFA grâce à sa deuxième place en championnat.
| Saison    | Compétition | Tour | Pays | Club              | Résultat domicile | Résultat extérieur | Notes |
| --------- | ----------- | ---- | ---- | ----------------- | ----------------- | ------------------ | ----- |
| 1995-1996 | Coupe UEFA  | 1/32 |      | SC Farense        | 1-0               | 1-0                |       |
| 1995-1996 | Coupe UEFA  | 1/16 |      | Lazio Rome        | 2-1               | 2-0                |       |
| 1995-1996 | Coupe UEFA  | 1/8  |      | Nottingham Forest | 0-0               | 0-1                |       |

#### 1997-1998
L'OL est qualifié pour l'édition 1997 de la coupe Intertoto grâce à sa huitième place en championnat.
Après quatre victoires en matchs de poule, l'OL s'impose en demi-finale contre le club turc d'İstanbulspor puis le Montpellier HSC en finale, ce qui constitue sa première confrontation contre un club français sur la scène européenne.
L'OL est alors un des trois vainqueurs de la Coupe Intertoto 1997 et se qualifie donc pour la Coupe UEFA.
Après une victoire aisée contre le club danois du Brøndby IF en 32e de finale, le club rhodanien se fait éliminer contre l'Inter Milan en seizième de finale, malgré une victoire en Italie au match aller, sur le score de 2 à 1 avec des buts de Ludovic Giuly et Alain Caveglia. On note que l'Inter Milan remportera le trophée cette année-là.
| Saison    | Compétition     | Tour   | Pays | Club              | Résultat domicile | Résultat extérieur | Notes                                                                     |
| --------- | --------------- | ------ | ---- | ----------------- | ----------------- | ------------------ | ------------------------------------------------------------------------- |
| 1997      | Coupe Intertoto | J 1    |      | FC Rapid Bucarest | X                 | 2-1                | La phase de groupes se joue sans aller retour                             |
| 1997      | Coupe Intertoto | J 2    |      | Odra Wodzisław    | 5-2               | X                  | La phase de groupes se joue sans aller retour                             |
| 1997      | Coupe Intertoto | J 3    |      | MŠK Žilina        | X                 | 5-0                | La phase de groupes se joue sans aller retour                             |
| 1997      | Coupe Intertoto | J 4    |      | Austria Vienne    | 2-0               | X                  | La phase de groupes se joue sans aller retour                             |
| 1997      | Coupe Intertoto | 1/2    |      | İstanbulspor      | 2-0               | 1-2                | Lyon remporte la Coupe Intertoto et est qualifié pour la coupe de l'UEFA. |
| 1997      | Coupe Intertoto | Finale |      | Montpellier HSC   | 3-2               | 1-0                | Lyon remporte la Coupe Intertoto et est qualifié pour la coupe de l'UEFA. |
| 1997-1998 | Coupe UEFA      | 1/32   |      | Brøndby IF        | 4-1               | 3-2                |                                                                           |
| 1997-1998 | Coupe UEFA      | 1/16   |      | Inter Milan       | 1-3               | 2-1                |                                                                           |

#### 1998-1999
L'OL est qualifié pour l'édition 1998-1999 de la coupe UEFA grâce à sa sixième place en championnat.
Après avoir éliminé Blackburn, l'Étoile rouge de Belgrade et le FC Bruges en 32e, 16e et 8e de finale, l'OL affronte le Bologne FC en quart de finale. Malgré une victoire 2 à 0 au match retour au Stade de Gerland, le club rhodanien est éliminé à la suite d'une défaite 3-0 au match aller.
| Saison    | Compétition | Tour | Pays | Club                     | Résultat domicile | Résultat extérieur | Notes |
| --------- | ----------- | ---- | ---- | ------------------------ | ----------------- | ------------------ | ----- |
| 1998-1999 | Coupe UEFA  | 1/32 |      | Blackburn Rovers         | 2-2               | 1-0                |       |
| 1998-1999 | Coupe UEFA  | 1/16 |      | Étoile rouge de Belgrade | 3-2               | 2-1                |       |
| 1998-1999 | Coupe UEFA  | 1/8  |      | FC Bruges                | 1-0               | 4-3                |       |
| 1998-1999 | Coupe UEFA  | 1/4  |      | Bologne FC               | 2-0               | 0-3                |       |

### Années 2000
Les années 2000 voient l'Olympique lyonnais devenir une équipe régulière de la compétition phare : la Ligue des champions.
Avec des fortunes diverses, il parvient à s'insérer dans le haut du classement officiel UEFA, malgré son échec répété à atteindre le dernier carré (ce qu'il ne fera qu'en 2010). Cette régularité lui permet ainsi de prétendre au premier chapeau des tirages au sort des groupes lors de la dernière saison de la décennie 2000.

#### 1999-2000
L'OL est qualifié pour le tour préliminaire de l'édition 1999-2000 de la Ligue des champions pour la première fois de son histoire grâce à sa troisième place en championnat.
Après une sérieuse déconvenue au troisième tour préliminaire contre le club slovène du NK Maribor, l'OL n'accède donc pas aux phases de poules et est reversé en Coupe UEFA.
Après avoir éliminé les Finlandais du HJK Helsinki et les Écossais du Celtic FC en gagnant ses quatre matchs, son parcours s'arrête en seizièmes de finale contre le Werder Brême, malgré une victoire 3-0 au match aller avec un doublé de Sonny Anderson.
| Saison    | Compétition         | Tour    | Pays | Club         | Résultat domicile | Résultat extérieur | Cl. Uefa 1 an | Cl. Uefa 5 ans | Notes |
| --------- | ------------------- | ------- | ---- | ------------ | ----------------- | ------------------ | ------------- | -------------- | --- |
| 1999-2000 | Ligue des champions | 3e tour |      | NK Maribor   | 0-1               | 0-2                | 31            | 20             | Qualifié pour la première fois pour le tour préliminaire de Ligue des champions, Lyon échoue à se qualifier pour les poules et est reversé en Coupe UEFA. |
| 1999-2000 | Coupe UEFA          | Tour 1  |      | HJK Helsinki | 5-1               | 1-0                | 31            | 20             | |
| 1999-2000 | Coupe UEFA          | Tour 2  |      | Celtic FC    | 1-0               | 1-0                | 31            | 20             | |
| 1999-2000 | Coupe UEFA          | 1/16    |      | Werder Brême | 3-0               | 0-4                | 31            | 20             | |

#### 2000-2001
L'OL est qualifié pour l'édition 2000-2001 de la phase de qualification de la Ligue des champions grâce à sa troisième place en championnat. Après une victoire au tour préliminaire contre le club slovaque du FK Inter Bratislava, le club rhodanien accède pour la première fois aux phases de poules de la Ligue des champions.
Finissant deuxièmes de la première phase de poules derrière Valence, avec 9 points, les Lyonnais se qualifient pour la deuxième phase de groupes. Malgré une victoire impressionnante contre le Bayern Munich (vainqueur de l'épreuve cette année-là) trois à zéro à domicile avec notamment un sublime doublé du jeune Sidney Govou, ils finissent troisièmes avec 8 points derrière le club bavarois et Arsenal, à la différence de buts particulière face au club londonien.
France football juge que le parcours du club en Ligue des champions « sauve l'honneur français ». Pour leur première véritable année dans cette compétition, ils ont « vraiment su élever leur niveau de jeu en deuxième partie de l'épreuve ». Éliminés par l'Arsenal de Thierry Henry au goal-average particulier, ils paient surtout leur match nul de la dernière journée contre le Spartak Moscou, alors qu'ils avaient leur destin en main. Cependant, ils se sont montrés à la hauteur et ils « permettent de dire que la France a encore un petit rôle à jouer dans la Ligue des champions des temps modernes ».
Première phase de groupes - Groupe C
| Rang | Équipe             | Pts | J | G | N | P | Bp | Bc | Diff |  | Résultats (▼ dom., ► ext.) |     |     |     |     |
| ---- | ------------------ | --- | - | - | - | - | -- | -- | ---- |  | -------------------------- | --- | --- | --- | --- |
| 1    | Valence CF         | 13  | 6 | 4 | 1 | 1 | 7  | 4  | +3   |  | Valence CF                 |     | 1-0 | 2-1 | 1-1 |
| 2    | Olympique lyonnais | 9   | 6 | 3 | 0 | 3 | 8  | 6  | +2   |  | Olympique lyonnais         | 1-2 |     | 1-0 | 3-1 |
| 3    | Olympiakos         | 9   | 6 | 3 | 0 | 3 | 6  | 5  | +1   |  | Olympiakos                 | 1-0 | 2-1 |     | 2-0 |
| 4    | SC Heerenveen      | 4   | 6 | 1 | 1 | 4 | 3  | 9  | -6   |  | SC Heerenveen              | 0-1 | 0-2 | 1-0 |     |

Deuxième phase de groupes - Groupe C
| Rang | Équipe             | Pts | J | G | N | P | Bp | Bc | Diff |  | Résultats (▼ dom., ► ext.) |     |     |     |     |
| ---- | ------------------ | --- | - | - | - | - | -- | -- | ---- |  | -------------------------- | --- | --- | --- | --- |
| 1    | Bayern Munich      | 13  | 6 | 4 | 1 | 1 | 8  | 5  | +3   |  | Bayern Munich              |     | 1-0 | 1-0 | 1-0 |
| 2    | Arsenal FC         | 8   | 6 | 2 | 2 | 2 | 6  | 8  | -2   |  | Arsenal FC                 | 2-2 |     | 1-1 | 1-0 |
| 3    | Olympique lyonnais | 8   | 6 | 2 | 2 | 2 | 8  | 4  | +4   |  | Olympique lyonnais         | 3-0 | 0-1 |     | 3-0 |
| 4    | Spartak Moscou     | 4   | 6 | 1 | 1 | 4 | 5  | 10 | -5   |  | Spartak Moscou             | 0-3 | 4-1 | 1-1 |     |

La 5e journée est marqué par un match de très haut niveau de la part de Olympique lyonnais à domicile contre le futur champion d'Europe le Bayern Munich. Une victoire nette 3-0 et un doublé pour le jeune attaquant Sidney Govou avec des réalisations à la 13e et 21e.
Pourtant Lyon ne franchira pas ce second tour, tenu en échec (1-1) à Moscou contre le Spartak et finissant derrière Arsenal au goal-average particulier.

#### 2001-2002
Pour sa deuxième participation de son histoire en phase de poules de Ligue des champions, l'OL termine troisième de son groupe, avec 9 points, derrière le FC Barcelone et le Bayer Leverkusen (finaliste de l'épreuve cette année-là), malgré une victoire 4 à 2 en Allemagne.
Le club rhodanien est alors reversé en Coupe de l'UEFA. Il affronte le FC Bruges en seizième de finale. Après une défaite 4 à 1 en Belgique, Lyon réalise l'exploit en renversant la situation au match retour à Gerland, gagnant 3 à 0 avec un triplé de l'attaquant vedette Sonny Anderson, dont le dernier but inscrit dans les dernières minutes.
Cependant, en huitième de finale, l'OL s'incline contre le Slovan Liberec. Après un match nul à domicile, les Lyonnais sombrent en République tchèque en perdant 4 à 1 au match retour.
Parcours en Ligue des Champions
Première phase de poules - Groupe F
| Rang | Équipe             | Pts | J | G | N | P | Bp | Bc | Diff |  | Résultats (▼ dom., ► ext.) |     |     |     |     |
| ---- | ------------------ | --- | - | - | - | - | -- | -- | ---- |  | -------------------------- | --- | --- | --- | --- |
| 1    | FC Barcelone       | 15  | 6 | 5 | 0 | 1 | 12 | 5  | +7   |  | FC Barcelone               |     | 2-1 | 2-0 | 1-0 |
| 2    | Bayer Leverkusen   | 12  | 6 | 4 | 0 | 2 | 10 | 9  | +1   |  | Bayer Leverkusen           | 2-1 |     | 2-4 | 2-1 |
| 3    | Olympique lyonnais | 9   | 6 | 3 | 0 | 3 | 10 | 9  | +1   |  | Olympique lyonnais         | 2-3 | 0-1 |     | 3-1 |
| 4    | Fenerbahçe         | 0   | 6 | 0 | 0 | 6 | 3  | 12 | -9   |  | Fenerbahçe                 | 0-3 | 1-2 | 0-1 |     |

| 18 septembre 2001 | Olympique lyonnais | 0 - 1 | Bayer Leverkusen | Stade Gerland, Lyon |
|                   |                    |       | 75e Kirsten      |                     |

| 25 septembre 2001 | Fenerbahçe | 0 - 1 | Olympique lyonnais | Stade Şükrü Saraçoğlu, Istanbul |
|                   |            |       | 89e Delmotte       |                                 |

| 10 octobre 2001 | FC Barcelone                      | 2 - 0 | Olympique lyonnais | Camp Nou, Barcelone |
|                 | Kluivert 78e · Rivaldo 87e (pen.) |       |                    |                     |

| 17 octobre 2001 | FC Barcelone               | 2 - 1 | Bayer Leverkusen | Camp Nou, Barcelone |  |
|                 | Kluivert 12e · Enrique 38e |       | 32e Ramelow      |                     |  |

|  | Olympique lyonnais                        | 3 - 1 | Fenerbahçe | Stade Gerland, Lyon |  |
|  | Govou 45+1e · Carrière 53e · Delmotte 68e |       | 35e Oktay  |                     |  |

|  | Olympique lyonnais           | 2 - 3 | FC Barcelone                             | Stade Gerland, Lyon |  |
|  | Luyindula 66e · Carrière 88e |       | 9e Kluivert · 18e Rivaldo · 90+3e Gerard |                     |  |

|  | Bayer Leverkusen              | 2 - 4 | Olympique lyonnais                     | BayArena, Leverkusen |  |
|  | Sebescen 45+2e · Berbatov 52e |       | 32e 38e Carrière · 64e Née · 81e Govou |                      |  |

Parcours en Coupe de l'UEFA
| Date | Tour         | Adversaire        | Lieu | Score | Buteurs de l'OL        | Public |
| ---- | ------------ | ----------------- | ---- | ----- | ---------------------- | ------ |
| -    | 1/16e aller  | Club Bruges KV    | Ext. | 4 - 1 | Luyindula 83e          | 14 670 |
| -    | 1/16e retour | Club Bruges KV    | Dom. | 3 - 0 | Anderson 19e, 23e, 90e | 39 583 |
| -    | 1/8e aller   | FC Slovan Liberec | Dom. | 1 - 1 | Govou 90e              | 26 069 |
| -    | 1/8e retour  | FC Slovan Liberec | Ext. | 4 - 1 | Müller 17e             | 9 506  |

#### 2002-2003
parcours en Ligue des champions
Groupe D
| Rang | Équipe             | Pts | J | G | N | P | Bp | Bc | Diff |  | Résultats (▼ dom., ► ext.) |     |     |     |     |
| ---- | ------------------ | --- | - | - | - | - | -- | -- | ---- |  | -------------------------- | --- | --- | --- | --- |
| 1    | Inter Milan        | 11  | 6 | 3 | 2 | 1 | 12 | 8  | +4   |  | Inter Milan                |     | 1-0 | 1-2 | 3-0 |
| 2    | Ajax Amsterdam     | 8   | 6 | 2 | 2 | 2 | 6  | 5  | +1   |  | Ajax Amsterdam             | 1-2 |     | 2-1 | 1-1 |
| 3    | Olympique lyonnais | 8   | 6 | 2 | 2 | 2 | 12 | 9  | +3   |  | Olympique lyonnais         | 3-3 | 0-2 |     | 5-0 |
| 4    | Rosenborg BK       | 4   | 6 | 0 | 4 | 2 | 4  | 12 | -8   |  | Rosenborg BK               | 2-2 | 0-0 | 1-1 |     |

| Date              | Tour                           | Adversaire     | Lieu | Score | Buteurs de l'OL                                                         | Class. | Public |
| ----------------- | ------------------------------ | -------------- | ---- | ----- | ----------------------------------------------------------------------- | ------ | ------ |
| 17 septembre 2002 | Phase de groupes – 1re journée | Ajax Amsterdam | Ext. | 2 - 1 | S. Anderson 84e                                                         | -      | 35 000 |
| 25 septembre 2002 | Phase de groupes – 2e journée  | Rosenborg      | Dom. | 5 - 0 | E. Carrière 6e, T. Vairelles 26e 45e, S. Anderson 33e, P. Luyindula 75e | -      | 37 505 |
| 2 octobre 2002    | Phase de groupes – 3e journée  | Inter Milan    | Ext. | 1 - 2 | Govou 21e, S. Anderson 60e                                              | -      | 31 448 |
| 22 octobre 2002   | Phase de groupes – 4e journée  | Inter Milan    | Dom. | 3 - 3 | S. Anderson 21e 75e, E. Carrière 44e                                    | -      | 37 770 |
| 30 octobre 2002   | Phase de groupes – 5e journée  | Ajax Amsterdam | Dom. | 0 - 2 | -                                                                       | -      | 38 134 |
| 12 novembre 2002  | Phase de groupes – 6e journée  | Rosenborg      | Ext. | 1 - 1 | Govou 84e                                                               | 3e     | 21 008 |

- Classement : 3e ; 8 points ; 2 V, 2 N, 2 D ; 12 buts pour, 8 buts contre, +4

Parcours en Coupe de l'UEFA
| Date             | Tour         | Adversaire  | Lieu | Score | Buteurs de l'OL | Public |
| ---------------- | ------------ | ----------- | ---- | ----- | --------------- | ------ |
| 28 novembre 2002 | 1/16e aller  | Denizlispor | Ext. | 0 - 0 | -               | -      |
| 12 décembre 2002 | 1/16e retour | Denizlispor | Dom. | 0 - 1 | -               | -      |

#### 2003-2004

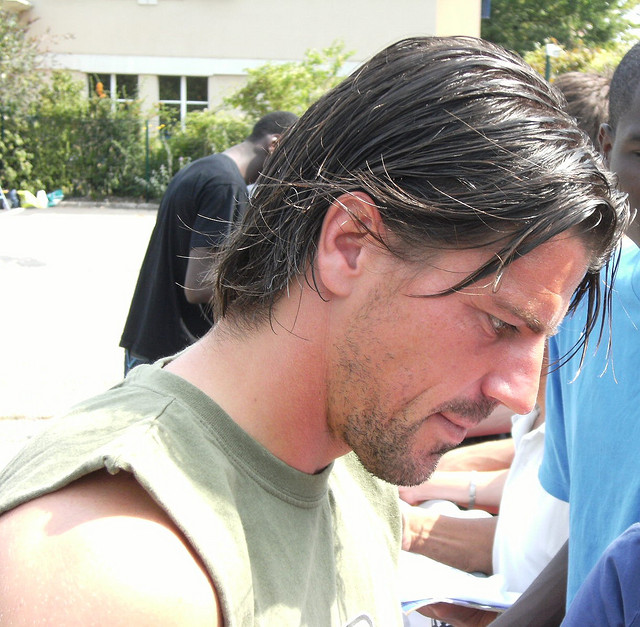
Grégory Coupet

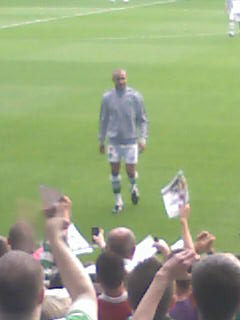
Henrik Larrson, lors d'un match de gala au Celtic, après sa carrière à Barcelone qu'il entame l'année suivant sa rencontre avec l'olympique lyonnais.

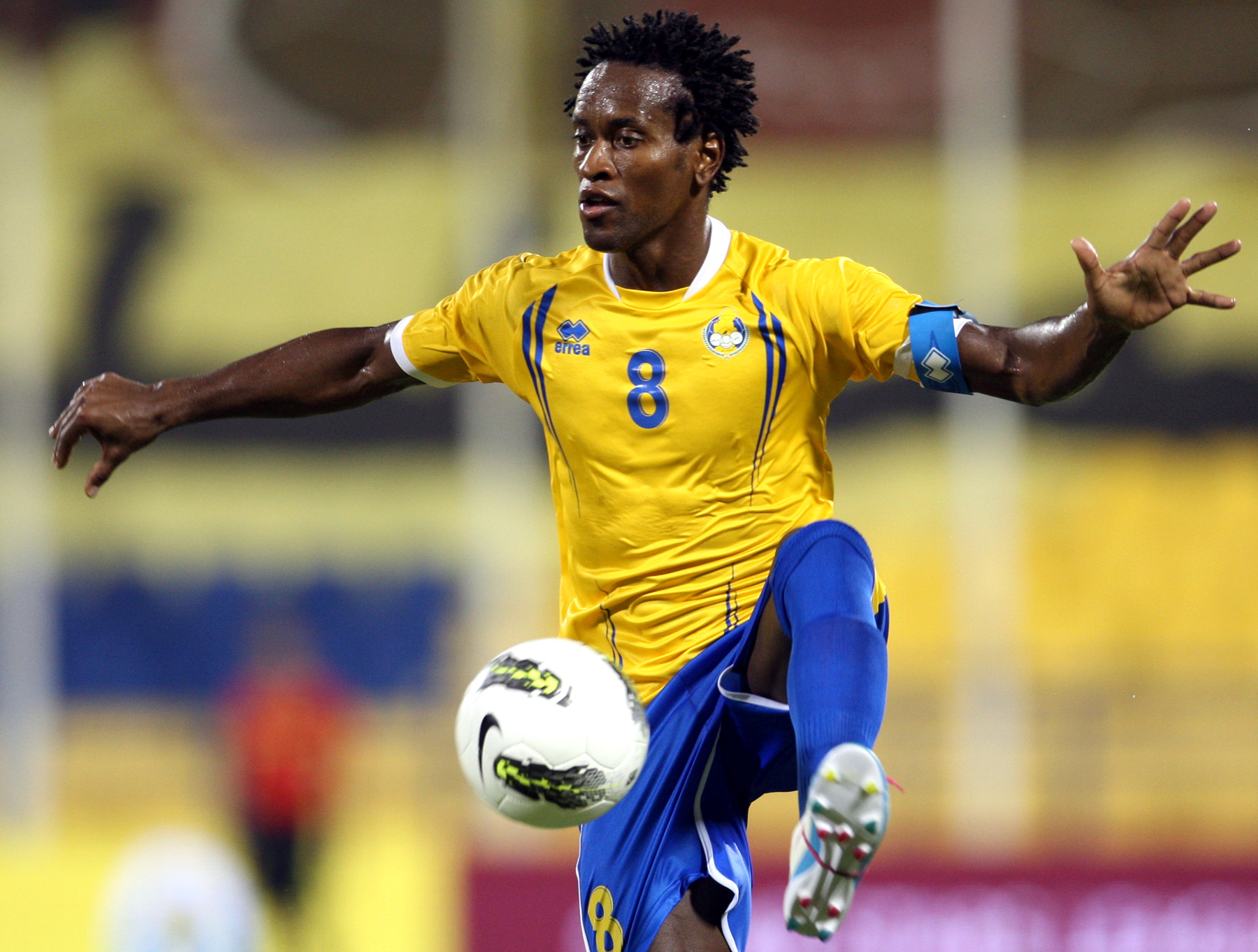
Zé Roberto, une des stars du club allemands.

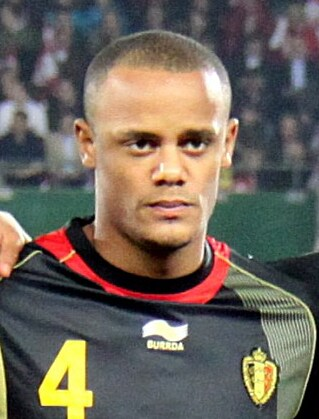
Le défenseur Vivcent Kompany fait ses débuts internationaux lors de ce match.

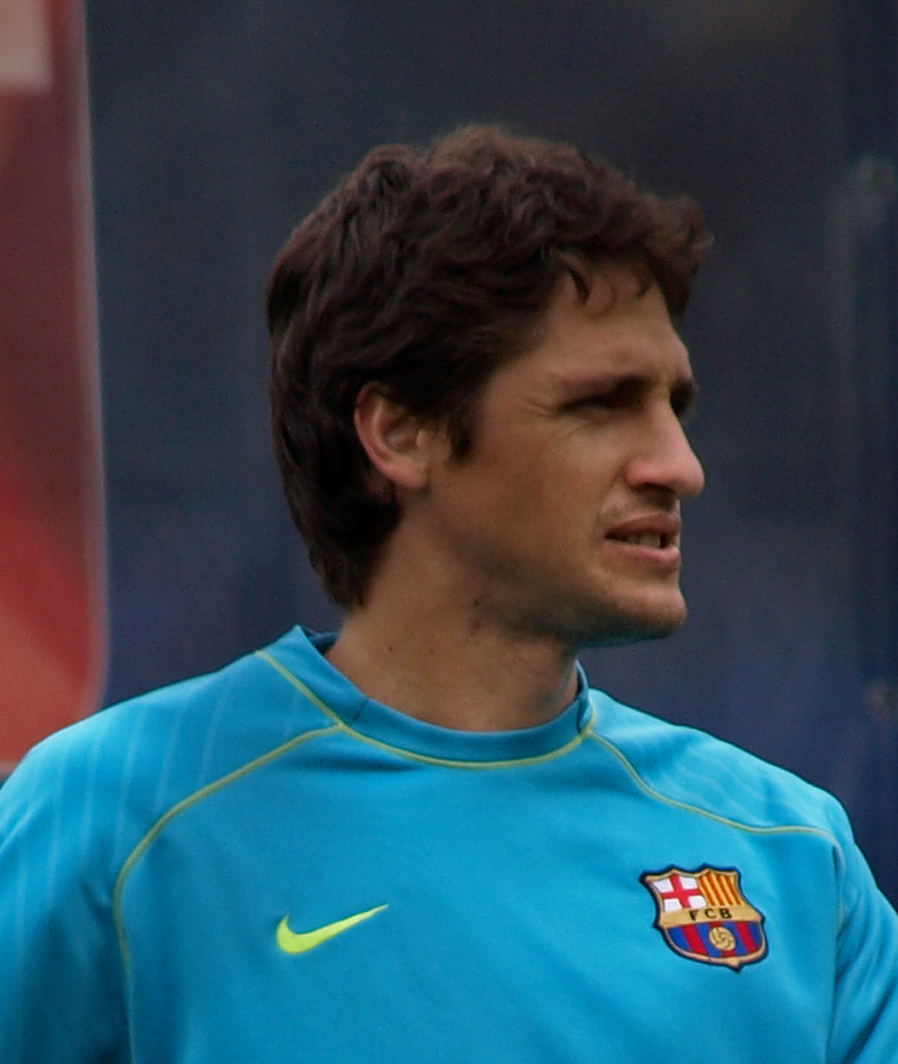
Edmilson.

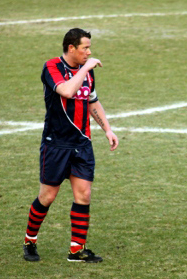
Deflandre

Lors de la saison 2003-2004, les ambitions de l'OL sont encore plus élevées qu'auparavant, le club étant dans une période de progression constante, ayant remporté lors de la saison 2002-2003, son deuxième titre national. Un cap sera franchi par le club lyonnais, puisque celui-ci parvient pour la première fois de son histoire en quart de finale de la Ligue des champions.
Lyon est d'abord qualifié pour cette compétition car il est le champion de France en titre. Il est accompagné par Marseille et Monaco. Finissant premier de son groupe, en gagnant notamment chez le Bayern Munich (ouverture du score par Juninho sur un puissant coup franc d'une trentaine de mètres se logeant dans la lucarne d'Oliver Kahn, meilleur gardien du monde à ce moment-là), les joueurs de Paul Le Guen accèdent pour la première fois de l'histoire du club à la phase finale à élimination directe.
Triomphant de la Real Sociedad en huitième de finale grâce à deux victoires 1 à 0 (but csc à l'aller au Pays basque, et but de Juninho au retour à Gerland), Lyon s'incline ensuite en quart de finale contre le FC Porto de José Mourinho, vainqueur de l'épreuve cette année-là.
Si la déception est réelle après cette élimination, pendant que l'AS Monaco atteint la finale de la compétition, ce premier quart de finale donne goût à l'OL de vivre de plus belles aventures européennes encore.
| Saison    | Compétition         | Tour             | Pays | Club           | Résultat domicile | Résultat extérieur | Cl. Uefa 1 an | Cl. Uefa 5 ans | Notes |
| --------- | ------------------- | ---------------- | ---- | -------------- | ----------------- | ------------------ | ------------- | -------------- | --- |
| 2003-2004 | Ligue des champions | Phase de groupes |      | Bayern Munich  | 1-1               | 2-1                | 10            | 18             | Lyon termine premier de son groupe avec 10 points. |
| 2003-2004 | Ligue des champions | Phase de groupes |      | Celtic FC      | 3-2               | 0-2                | 10            | 18             | Lyon termine premier de son groupe avec 10 points. |
| 2003-2004 | Ligue des champions | Phase de groupes |      | RSC Anderlecht | 1-0               | 0-1                | 10            | 18             | Lyon termine premier de son groupe avec 10 points. |
| 2003-2004 | Ligue des champions | 1/8              |      | Real Sociedad  | 1-0               | 1-0                | 10            | 18             | Lyon atteint pour la 1re fois la phase finale des matchs à élimination directe, éliminé en quart de finale contre le futur vainqueur de l'épreuve cette année-là. |
| 2003-2004 | Ligue des champions | 1/4              |      | FC Porto       | 2-2               | 0-2                | 10            | 18             | Lyon atteint pour la 1re fois la phase finale des matchs à élimination directe, éliminé en quart de finale contre le futur vainqueur de l'épreuve cette année-là. |

#### 2004-2005
Champion français en titre, l'Olympique lyonnais domine aisément les débats à l'échelle nationale, ne lui reste qu'à passer un cap en Europe, à la suite de son quart de finale la saison précédente contre le FC Porto.
Outre ces individualités, le technicien Paul Le Guen décide de mettre en place le 4-3-3 et ce trio Diarra – Essien – Juninho, point fort de l'équipe, qui va faire souffrir tous les milieux d’Europe. "Avant son arrivée, je crois que c’était plus 4-5-1 ou 4-4-2, déclarera plus tard Jérémy Clément qui entre dans la rotation au milieu à cette époque. Mais lui a changé pour les faire jouer ensemble. C’est ça qui a fait la force de l’équipe à l’époque et c’est finalement resté dans l’ADN du club. Djila [Diarra], devant la défense, il n'y avait pas mieux à son poste. Michael Essien, le poste de milieu relayeur était fait pour lui et Juninho, ce n’est pas le peine de détailler je crois".
Ainsi emmené par l'un des meilleurs milieux de la scène continentale, guidé en attaque par l'expérience de Wiltord (en provenance d'Arsenal), qui remplace en pointe le Brésilien Giovane Élber (blessé dès le début de saison), l'OL s'envole en Championnat mais aussi en Ligue des champions. Le club finit premier de son groupe de Ligue des champions, notamment devant le Manchester United de Sir Alex Ferguson (menés par des joueurs tels que Ryan Giggs, Paul Scholes ou Ruud van Nistelrooy), avec 13 points - quatre victoires, un nul, une défaite - et se qualifie pour le deuxième huitième de finale de son histoire dans la compétition.
À ce stade, le club rhodanien élimine avec maestria le Werder Brême. L'OL ramène une victoire 3 à 0 de son déplacement en Allemagne, ponctué par un coup franc lointain sublime de Juninho. Au retour, l'OL réalise un match record à Lyon, "un feu d’artifice historique dont Gerland se souviendra éternellement : 7-2", avec notamment un triplé de Sylvain Wiltord. Le score cumulé de 10 à 2 pour l'OL contre les Allemands est un message fort envoyé à l'Europe : par ce score record en phase à élimination directe de Ligue des champions, Les Lyonnais affichent clairement leurs ambitions dans une compétition dont ils ne se veulent plus de simples outsiders.
Malheureusement, le scénario au tour suivant est cruel. Opposé pour la première fois de son histoire au PSV Eindhoven de Guus Hiddink, club le moins côté des quarts de finale sur le papier, l'OL pense pouvoir enfin accéder aux demi-finales. Cependant, les joueurs français concèdent à domicile le match nul un partout après la réponse en fin de partie du milieu néerlandais Phillip Cocu au but de début de match de Malouda. Sous pression après ce nul (avec but concédé à domicile), le président Jean-Michel Aulas dramatise l’enjeu en évoquant le duel retour comme "le match le plus important de l’histoire du club". Le scénario paraît alors se répéter aux Pays-Bas puisque Wiltord ouvre le score en début du match (qualifiant provisoirement l'OL) mais les Bataves égalisent à nouveau et multiplie les coups de vice, à l'image de son capitaine néerlandais Mark van Bommel. L'OL est alors poussé dans les premières prolongations de son histoire en Ligue des champions. Durant celles-ci, un penalty manifeste aurait dû être sifflé par l'arbitre danois Nielsen pour Lyon en raison d'une faute évidente sur le Brésilien Nilmar, injustice considérée comme l'une des plus cruelles subies par le club français dans son histoire. Le sort du match est finalement décidé aux tirs au but, les premiers disputés par l'OL dans une compétition européenne. Malgré la réussite de Juninho et Hatem Ben Arfa et un arrêt de Grégory Coupet, l'OL s'inclinera 2 tab à 4 (échecs de Michael Essien et Eric Abidal), privant le club d'une première demi-finale dans la compétition.
Bien que champions de France pour la quatrième fois de suite quelques mois après, le scénario de cette élimination gâche la saison lyonnaise, car le club a l'impression de ne pas parvenir à entrer dans le gotha européen. Quelques années plus tard, l'attaquant Bryan Bergougnoux se remémorera ainsi : "Je me souviens que Juni était vraiment très remonté contre l’arbitre. Il a même fait une réflexion au staff en disant qu’on était un petit club et qu’on ne nous respectait pas. Il disait qu’il fallait que ça change car sinon on se ferait voler à chaque fois". Cela est confirmé par cette remarque conjointe de Jérémy Clément et François Clerc : "Si on avait été le Real Madrid ou l’AC Milan, peut-être que le penalty aurait été sifflé".
Parcours en Ligue des champions
| Rang | Équipe             | Pts | J | G | N | P | Bp | Bc | Diff |  | Résultats (▼ dom., ► ext.) |     |     |     |     |
| ---- | ------------------ | --- | - | - | - | - | -- | -- | ---- |  | -------------------------- | --- | --- | --- | --- |
| 1    | Olympique lyonnais | 13  | 6 | 4 | 1 | 1 | 17 | 8  | +9   |  | Olympique lyonnais         |     | 2-2 | 4-2 | 5-0 |
| 2    | Manchester United  | 11  | 6 | 3 | 2 | 1 | 14 | 9  | +5   |  | Manchester United          | 2-1 |     | 6-2 | 4-1 |
| 3    | Fenerbahçe         | 9   | 6 | 3 | 0 | 3 | 10 | 13 | -3   |  | Fenerbahçe                 | 1-3 | 3-0 |     | 1-0 |
| 4    | Sparta Prague      | 1   | 6 | 0 | 1 | 5 | 2  | 13 | -11  |  | Sparta Prague              | 1-2 | 0-0 | 0-1 |     |

Avec quatre victoires, un match nul et une défaite, l'Olympique lyonnais termine premier du groupe D en ayant marqué dix-sept buts et encaissé huit.
Huitièmes de finale
| Match aller 28 février 2005 | Werder Brême | 0–3   | Lyon                                  | 20:45 - Weserstadion, Brême                         |                                                     |
|                             |              | (0–1) | Wiltord 9e · Diarra 77e · Juninho 80e | Spectateurs : 36 923 Arbitrage : Frank De Bleeckere | Spectateurs : 36 923 Arbitrage : Frank De Bleeckere |
|                             | Rapport      |       |                                       | Spectateurs : 36 923 Arbitrage : Frank De Bleeckere | Spectateurs : 36 923 Arbitrage : Frank De Bleeckere |

| Match retour 9 mars 2005 | Lyon                                                                                                | 7–2   | Werder Brême                   | 20:45 - Stade de Gerland, Lyon                                  |                                                                 |
|                          | Wiltord 8e · Essien 17e · Essien 30e · Wiltord 54e · Malouda 60e · Wiltord 63e · Berthod 79e (pen.) | (3–1) | Micoud 32e · Ismaël 57e (pen.) | Spectateurs : 38 922 Arbitrage : Valentin Valentinovitch Ivanov | Spectateurs : 38 922 Arbitrage : Valentin Valentinovitch Ivanov |
|                          | Rapport                                                                                             |       |                                | Spectateurs : 38 922 Arbitrage : Valentin Valentinovitch Ivanov | Spectateurs : 38 922 Arbitrage : Valentin Valentinovitch Ivanov |

L'OL se qualifie pour les quarts de finale, en dominant largement le Werder de Brême sur le score total de 10-2 sur les deux rencontres, dont un 7-2 au match retour à Gerland.
Quarts de finale
| Match aller 6 avril 2005 | Lyon        | 1–1   | PSV Eindhoven | 20:45 - Stade de Gerland, Lyon                     |                                                    |
|                          | Malouda 12e | (1–0) | Cocu 79e      | Spectateurs : 39 178 Arbitrage : Pierluigi Collina | Spectateurs : 39 178 Arbitrage : Pierluigi Collina |
|                          | Rapport     |       |               | Spectateurs : 39 178 Arbitrage : Pierluigi Collina | Spectateurs : 39 178 Arbitrage : Pierluigi Collina |

| Match retour 14 avril 2005 | PSV Eindhoven   | 1–1   | Lyon        | 20:45 - Philips Stadion, Eindhoven |                                |
|                            | Alex 50e        | (1–1) | Wiltord 10e | Arbitrage : Kim Milton Nielsen     | Arbitrage : Kim Milton Nielsen |
|                            | Rapport         |       |             | Arbitrage : Kim Milton Nielsen     | Arbitrage : Kim Milton Nielsen |
|                            | Tirs au but 4–2 |       |             | Arbitrage : Kim Milton Nielsen     | Arbitrage : Kim Milton Nielsen |

Scénario cruel pour l'OL qui se fait éliminer aux tirs au but après deux matchs nul 1-1 face au PSV Eindhoven. L'histoire retiendra notamment un penalty oublié sur Nilmar en fin du match retour aux Pays-Bas.

#### 2005-2006
Lors de la première phase, le champion de France, nouvellement entraîné par Gérard Houllier, fait partie du groupe F. L'OL est une équipe complète, possédant de nombreux internationaux français qui iront l'été 2006 en finale de la Coupe du monde (Gregory Coupet, Eric Abidal, Florent Malouda, Sylvain Wiltord, Sidney Govou, etc), un milieu de terrain parmi les meilleures d'Europe avec le puissant Mahamadou Diarra, un Juninho au sommet de son art, le talentueux Tiago (venu remplacer le départ de Michael Essien pour 38 millions d'euros à Chelsea l'été précédent, à ce moment-là vente la plus chère de l'histoire de l'OL et même du championnat de France), et l'attaquant brésilien Fred qui vient combler le poste faible de Lyon depuis le départ de Sonny Anderson, celui d'avant-centre.
Avec cinq victoires et un match nul, l'OL arrive en tête de son groupe avec 16 points, le meilleur bilan de son histoire dans la compétition, et se qualifie pour les huitièmes de finale. Pour sa première confrontation de son histoire avec le Real Madrid, l'OL s'impose 3 à 0 à domicile contre le club comptant le record de victoires dans l'épreuve. Lors d'une partition collective de haut niveau, les buts rhodaniens sont inscrits dans la première demi-heure du match, par l'attaquant norvégien John Carew (à la suite d'un coup franc de Juninho), Juninho (coup franc direct) et Sylvain Wiltord (en conclusion d'une sublime action collective). En outre, le meneur de jeu brésilien de l'OL voit son penalty arrêté par le gardien Iker Casillas quelques minutes avant la mi-temps, ce qui aurait pu alourdir la marque. Plus tard, le début de match impressionnant de l'OL fut décrit ainsi : "Trente minutes éternelles. Sans doute les plus belles de l’histoire du club". L'OL décrochera aussi le point du nul en Espagne lors du match retour, en égalisant grâce à une splendide talonnade du surprenant John Carew.
En huitième de finale (le troisième de son histoire dans la compétition), comme lors du quart de finale de la saison 2004-2005, l'OL affronte le PSV Eindhoven. Cette fois-ci l'issue est plus heureuse avec deux victoires par un but à zéro à l'extérieur (but de Juninho) et quatre buts à zéro au retour à Gerland (avec un doublé de Tiago) qui permettent aux Lyonnais de prendre leur revanche et ainsi de se qualifier pour le troisième quart de finale de Ligue des champions de l'histoire du club.
Le club rhodanien est alors opposé à un autre adversaire inédit dans son histoire, le Milan AC, finaliste de l'édition précédente et deuxième club ayant gagné le plus de titres dans l'histoire de la compétition. Le club lombard a conservé les cadres de son sacre de 2003 : Andrea Pirlo, Clarence Seedorf, Dida, Pippo Inzaghi, Paolo Maldini, Gennaro Gattuso, Alessandro Nesta, Andriy Chevtchenko, pour ne citer qu'eux. Cependant, avant le quart de finale aller, le fossé avec Lyon paraît mince, les Gones étant solides à tous les postes. Au moment du tirage au sort, Juninho déclare d'ailleurs : "L'AC Milan est un des plus grands clubs d'Europe. Mais celui qui veut être champion, comme nous voulons l'être, n'a pas à choisir un adversaire. Ce sera un match d'égal à égal.". Sans leur meneur brésilien, suspendu au match aller, les Lyonnais concèdent un match nul zéro partout lors du match aller à domicile contre les hommes de Carlo Ancelotti mais les hommes de Gérard Houllier abordent le match retour avec beaucoup d'ambition. En effet, avant de poser le pied à San Siro le 5 avril 2006, les Lyonnais n'ont plus perdu depuis plus d'un an et 29 matches à l'extérieur et la légende milanaise Paolo Maldini déclarera après coup : "Avant ce match, nous étions préoccupés". Bénéficiant du retour de leur maître artilleur brésilien et dans un inhabituel mais ambitieux 4-2-3-1 (avec Wiltord en soutien de Fred pour répondre à la suspension de Tiago), les Gones entament bien la rencontre, se procurant des occasions, mais encaissent contre le cours du jeu un but d'Inzaghi à la 25e minute, les éliminant provisoirement. Cependant, cinq minutes plus tard, le milieu Malien Diarra égalise d'un coup de tête à la retombée d'un coup franc indirect, qualifiant ainsi virtuellement son club. L'OL semble à ce moment serein, le gardien de l'époque déclarant rétrospectivement : "On avait réussi à éteindre San Siro et ce n'est pas une mince affaire. C'était une sensation incroyable à vivre. Ce stade est très vertical et fermé, c'est quasiment une salle tellement ça résonne. Et il n'y avait plus rien. On avait imposé notre atmosphère.". Les deux équipes se procurent peu d'occasions et Fred est même à deux doigts de donner l'avantage avant la pause, sa tête heurtant le poteau. En deuxième mi-temps, le match demeure équilibré, même si Wiltord doit sauver un ballon sur sa ligne à la 75e minute. Cependant, la différence d'expérience entre les deux clubs va se faire sentir dans la gestion de la fin de match jusque dans les dernières minutes. Alors que maintenir le match nul aurait permis aux Lyonnais de se qualifier, les Milanais marquent à la 88e à la suite d'une erreur d'Abidal, et gonflent le score dans le temps additionnel après une mauvaise relance de François Clerc, s'imposant alors 3 à 1. Éliminés en quarts de finale de Ligue des champions pour la troisième saison de suite, les Lyonnais, après le traumatisme d'Eindhoven la saison précédente, peuvent nourrir d'immenses regrets, ayant à nouveau été tout proches d'accéder aux demi-finales pour la première fois de leur histoire. Pour de nombreux joueurs et membres du staff du club, cette élimination est probablement la plus rageante de l'histoire du club : selon Grégory Coupet, "le plus gros regret, c'est Milan", tandis que pour Patrick Müller déclara : "C'est le pire souvenir de mon passage à Lyon. Il manque deux minutes. Deux minutes de trop. C’est le grand Milan et on a l’équipe pour les battre. Franchement, honnêtement hein, je pensais que l’OL était capable de gagner la Ligue des champions. 0-0 à domicile, 1-1 à la 88e mais la suite…". Cette élimination, l'une des plus douloureuses de l'histoire du club, sera aussi le dernier quart de finale en Ligue des champions pour le grand OL des années 2000 mené par Juninho. Ainsi, bien que les Lyonnais seront leaders cette saison de la 5e à la dernière journée de L1, la finissant avec 15 points d'avance sur le dauphin bordelais, ce traumatisme européen demeurera intense, comme un plafond de verre jamais dépassé : "il manquera à cette génération son grand soir en phase à élimination directe.".
Parcours en Ligue des champions
| Rang | Équipe             | Pts | J | G | N | P | Bp | Bc | Diff |  | Résultats (▼ dom., ► ext.) |     |     |     |     |
| ---- | ------------------ | --- | - | - | - | - | -- | -- | ---- |  | -------------------------- | --- | --- | --- | --- |
| 1    | Olympique lyonnais | 16  | 6 | 5 | 1 | 0 | 13 | 4  | +9   |  | Olympique lyonnais         |     | 3-0 | 2-1 | 2-1 |
| 2    | Real Madrid        | 10  | 6 | 3 | 1 | 2 | 10 | 8  | +2   |  | Real Madrid                | 1-1 |     | 4-1 | 2-1 |
| 3    | Rosenborg BK       | 4   | 6 | 1 | 1 | 4 | 6  | 11 | -5   |  | Rosenborg BK               | 0-1 | 0-2 |     | 1-1 |
| 4    | Olympiakos         | 4   | 6 | 1 | 1 | 4 | 7  | 13 | -6   |  | Olympiakos                 | 1-4 | 2-1 | 1-3 |     |

En huitièmes de finale, et comme lors des quarts de finale de la saison 2004-2005, l'OL affronte le PSV Eindhoven.
Huitièmes de finale
| Match aller 21 février 2006 | PSV Eindhoven | 0–1   | Lyon        | 20:45 - Philips Stadion, Eindhoven |                            |
|                             |               | (0–0) | Juninho 64e | Arbitrage : Kyros Vassaras         | Arbitrage : Kyros Vassaras |
|                             | Rapport       |       |             | Arbitrage : Kyros Vassaras         | Arbitrage : Kyros Vassaras |

| Match retour 8 mars 2006 | Lyon                                           | 4–0   | PSV Eindhoven | 20:45 - Stade de Gerland, Lyon              |                                             |
|                          | Tiago 26e · Tiago 45e · Wiltord 71e · Fred 89e | (2–0) |               | Spectateurs : 37 901 Arbitrage : Mike Riley | Spectateurs : 37 901 Arbitrage : Mike Riley |
|                          | Rapport                                        |       |               | Spectateurs : 37 901 Arbitrage : Mike Riley | Spectateurs : 37 901 Arbitrage : Mike Riley |

En quarts de finale, Lyon affronte le Milan AC, finaliste de la précédente édition.
| Match aller 29 mars 2006 | Lyon    | 0–0   | Milan AC | 20:45 - Stade de Gerland, Lyon                 |                                                |
|                          |         | (0–0) |          | Spectateurs : 39 316 Arbitrage : Konrad Plautz | Spectateurs : 39 316 Arbitrage : Konrad Plautz |
|                          | Rapport |       |          | Spectateurs : 39 316 Arbitrage : Konrad Plautz | Spectateurs : 39 316 Arbitrage : Konrad Plautz |

| Match retour 4 avril 2006 | Milan AC                                      | 3–1   | Lyon       | 20:45 - Stadio Giuseppe Meazza, Milan        |                                              |
|                           | Inzaghi 25e · Inzaghi 88e · Chevtchenko 90+3e | (1–1) | Diarra 30e | Spectateurs : 78 894 Arbitrage : Terje Hauge | Spectateurs : 78 894 Arbitrage : Terje Hauge |
|                           | Rapport                                       |       |            | Spectateurs : 78 894 Arbitrage : Terje Hauge | Spectateurs : 78 894 Arbitrage : Terje Hauge |

Lyon est éliminé de la Ligue des champions 2005-2006 en quarts de finale par le Milan AC avec un score cumulé de trois buts à un. Comme lors de la précédente édition, les Lyonnais étaient tout près d'accéder aux premières demi-finales de leur histoire puisqu'ils étaient provisoirement qualifiés à quelques minutes du terme du match retour, avant de concéder deux buts en fin de match.

#### 2006-2007
Qualifié pour la Ligue des champions 2006-2007 grâce à sa victoire dans le championnat de France en 2006, le club de Jean-Michel Aulas ne réussit qu'un parcours en demi-teinte en Ligue des champions, son élimination par l'AS Rome en huitième de finale tranchant avec un parcours brillant en phase de poule et en championnat.
Le tirage au sort des phases de poule le place dans le groupe du Real Madrid (pour la deuxième année de suite), du Dinamo Kiev et du Steaua Bucarest. Le club joue son premier match au stade de Gerland contre le Real Madrid de l'entraîneur italien Fabio Capello et gagne sur le score de deux buts à zéro, les deux buts ayant été marqués en première mi-temps (par Fred et Tiago). Ensuite, l'OL enchaîne deux matchs à l'extérieur à Bucarest et à Kiev qu'il remporte par trois buts à zéro. Le quatrième match contre Kiev lui permet de s'assurer sa qualification pour la suite de la compétition. Lyon conclut alors la phase de poule par deux matchs nuls contre Madrid et le Steaua Bucarest.
Avec quatre victoires et deux matchs nuls, Lyon termine premier de son groupe dans cette phase de poule avec quatorze points. L'équipe se qualifie pour les huitièmes de finale de la compétition pour la quatrième fois (consécutivement) de son histoire, avec un bilan de douze buts marqués pour trois encaissés. Il termine pour la deuxième année de suite en tête de sa poule devant le Real Madrid, avec à nouveau une victoire à domicile et un match nul à l'extérieur contre le club espagnol.
Le tirage au sort lui offre des rencontres en huitième de finale contre l'AS Rome, première confrontation de l'histoire de l'OL avec le club de la Louve. Les dirigeants de l'OL semblent confiants après ce tirage, comme l'atteste la déclaration de Bernard Lacombe, bras droit du Président Aulas : "C'est bien de tirer la Roma car nous ne l'avons jamais jouée. On sait qu'on va devoir se méfier. Il y a des joueurs de grand talent mais c'est une équipe irrégulière. En championnat, elle n'est pas toujours performante. Elle sait cependant se motiver sur un seul évènement". Même la presse italienne semble voir en l'OL le grand favori de ce match et même du tournoi puisque le journaliste Massimo Franchi, du média italien Tuttosport assure : "C'est la bonne année pour Lyon. C'est le pire adversaire possible pour la Roma !". Entre-temps, toutefois, l'OL montre des signes de faiblesses en championnat inédits depuis le début de son règne : souverains lors de la phase aller, les Gones ne décrochent qu'un point en quatre rencontres de Ligue 1 à la reprise et son sortis par l'OM en 8e de finale de Coupe de France. Apparaissent aussi des crispations dans le vestiaire rhodanien avec la formation de clans. C'est donc avec un collectif moins performant que l'OL dispute le premier match à Rome, rencontre qui se termine sur un match nul sans qu'aucun but ne soit marqué, les deux équipes manquant d'inspiration. Supposés plus forts individuellement et censés disposer d'un collectif solide, le match retour doit alors donner l'occasion aux Lyonnais de témoigner de leur supériorité. Néanmoins, tandis que l'OL essaye de faire le jeu, c'est l'inverse qui se produit. Les Italiens, menés par leur entraîneur Luciano Spalletti et leur légende Francesco Totti, profitent de contres pour créer la surprise et finissent par s'imposer deux buts à zéro. Le deuxième but du Brésilien Alessandro Mancini, marqué après une succession de passements de jambes face à Anthony Réveillère, est un parfait symbole de la déconvenue subie par l'OL ce soir-là.
L'OL est ainsi éliminé de la compétition en huitièmes de finale, ce qui constitue une très grande déception compte tenu des objectifs du champion de France, de son effectif et son parcours récent en Ligue des champions. C'est aussi un énorme coup dur pour le leader de l'équipe, Juninho, qui s'exprime ainsi : "C'est la quatrième année que nous passons à côté, lâche-t-il après la rencontre. Il faut se remotiver pour le championnat même si après l'avoir gagné cinq fois de suite, c'est difficile pour moi.". Si l'OL termine tout de même avec un sixième titre national, il perd la finale de la Coupe de la Ligue, face à Bordeaux, alors qu'il rêvait d'un quadruplé en début de saison. L'entraîneur Gérard Houllier quittera le club à l'été suivant, sans avoir donc réussi à qualifier l'Olympique lyonnais en demi-finales de Ligue des champions. Rétrospectivement, l'on peut ainsi dire que cette saison qui devait être celle de la domination confirmée de l'OL sonne en réalité le début du déclin de l'OL : "Le club est entré en bourse, et son président Jean-Michel Aulas a lancé le projet de grand stade s'inspirant de l'Emirates d'Arsenal. Vu de loin, Lyon change de dimension. Vu du terrain, l'OL a perdu de sa superbe".
Phase de poules (Groupe E)
| Rang | Équipe             | Pts | J | G | N | P | Bp | Bc | Diff |  | Résultats (▼ dom., ► ext.) |     |     |     |     |
| ---- | ------------------ | --- | - | - | - | - | -- | -- | ---- |  | -------------------------- | --- | --- | --- | --- |
| 1    | Olympique lyonnais | 14  | 6 | 4 | 2 | 0 | 12 | 3  | +9   |  | Olympique lyonnais         |     | 2-0 | 1-1 | 1-0 |
| 2    | Real Madrid        | 11  | 6 | 3 | 2 | 1 | 14 | 8  | +6   |  | Real Madrid                | 2-2 |     | 1-0 | 5-1 |
| 3    | Steaua Bucarest    | 5   | 6 | 1 | 2 | 3 | 7  | 11 | -4   |  | Steaua Bucarest            | 0-3 | 1-4 |     | 1-1 |
| 4    | Dynamo Kiev        | 2   | 6 | 0 | 2 | 4 | 5  | 16 | -11  |  | Dynamo Kiev                | 0-3 | 2-2 | 1-4 |     |

Huitièmes de finale
| Titulaires : |  |
| |  |
| Doni · Christian Panucci · Philippe Mexès · David Pizarro · Francesco Totti · Rodrigo Taddei 85e · Daniele De Rossi · Simone Perrotta · Matteo Ferrari · Max Tonetto · Alessandro Mancini 75e \ · |  |
| Remplaçants : |  |
| Gianluca Curci · Christian Wilhelmsson 75e · Ricardo Faty · Marino Defendi · Mirko Vučinić 85e · Aleandro Rosi · Marco Cassetti \ ·                                                               |  |
| Entraîneur : |  |
| Luciano Spalletti \ |  |

| Titulaires : |  |
| |  |
| Grégory Coupet · François Clerc · Cris · Éric Abidal · Sébastien Squillaci · Juninho · Tiago · Jérémy Toulalan · Florent Malouda · Fred 73e · Sidney Govou \ · |  |
| Remplaçants : |  |
| Rémy Vercoutre · Cláudio Caçapa · Anthony Réveillère · Kim Källström · Fábio Santos · Hatem Ben Arfa · Milan Baroš 73e \ ·                                     |  |
| Entraîneur : |  |
| Gérard Houllier |  |

| Titulaires : |  |
| |  |
| Doni · Christian Panucci · Philippe Mexès · David Pizarro · Francesco Totti · Rodrigo Taddei 85e · Daniele De Rossi · Simone Perrotta · Matteo Ferrari · Max Tonetto · Alessandro Mancini 75e \ · |  |
| Remplaçants : |  |
| Gianluca Curci · Christian Wilhelmsson 75e · Ricardo Faty · Marino Defendi · Mirko Vučinić 85e · Aleandro Rosi · Marco Cassetti \ ·                                                               |  |
| Entraîneur : |  |
| Luciano Spalletti \ |  |

| Titulaires : |  |
| |  |
| Grégory Coupet · François Clerc · Cris · Éric Abidal · Sébastien Squillaci · Juninho · Tiago · Jérémy Toulalan · Florent Malouda · Fred 73e · Sidney Govou \ · |  |
| Remplaçants : |  |
| Rémy Vercoutre · Cláudio Caçapa · Anthony Réveillère · Kim Källström · Fábio Santos · Hatem Ben Arfa · Milan Baroš 73e \ ·                                     |  |
| Entraîneur : |  |
| Gérard Houllier |  |

| Titulaires : |  |
| |  |
| Grégory Coupet · Cris · Anthony Réveillère 69e · Éric Abidal · Sébastien Squillaci · Juninho · Tiago · Mahamadou Diarra · Florent Malouda · Fred · Sidney Govou · |  |
| Remplaçants : |  |
| Rémy Vercoutre · François Clerc · Patrick Müller · Kim Källström · Karim Benzema 69e · Milan Baroš · Sylvain Wiltord ·                                            |  |
| Entraîneur : |  |
| Gérard Houllier |  |

| Titulaires : |  |
| |  |
| Doni · Philippe Mexès · David Pizarro · Francesco Totti · Rodrigo Taddei · Cristian Chivu · Daniele De Rossi · Simone Perrotta · Max Tonetto · Alessandro Mancini 88e · Marco Cassetti · |  |
| Remplaçants : |  |
| Gianluca Curci · Christian Wilhelmsson · Ricardo Faty 88e · Marino Defendi · Matteo Ferrari · Mirko Vučinić · Aleandro Rosi ·                                                            |  |
| Entraîneur : |  |
| Luciano Spalletti |  |

| Titulaires : |  |
| |  |
| Grégory Coupet · Cris · Anthony Réveillère 69e · Éric Abidal · Sébastien Squillaci · Juninho · Tiago · Mahamadou Diarra · Florent Malouda · Fred · Sidney Govou · |  |
| Remplaçants : |  |
| Rémy Vercoutre · François Clerc · Patrick Müller · Kim Källström · Karim Benzema 69e · Milan Baroš · Sylvain Wiltord ·                                            |  |
| Entraîneur : |  |
| Gérard Houllier |  |

| Titulaires : |  |
| |  |
| Doni · Philippe Mexès · David Pizarro · Francesco Totti · Rodrigo Taddei · Cristian Chivu · Daniele De Rossi · Simone Perrotta · Max Tonetto · Alessandro Mancini 88e · Marco Cassetti · |  |
| Remplaçants : |  |
| Gianluca Curci · Christian Wilhelmsson · Ricardo Faty 88e · Marino Defendi · Matteo Ferrari · Mirko Vučinić · Aleandro Rosi ·                                                            |  |
| Entraîneur : |  |
| Luciano Spalletti |  |

#### 2007-2008
Cette saison, l'unique d'Alain Perrin à la tête de l'équipe, confirme l'impression que les plus belles années du grand Lyon sont derrière lui. L'une des seules satisfaction vient de l'éclosion au plus haut niveau du talent du jeune attaquant formé au club Karim Benzema, qui confirme les belles promesses entrevues lors de la saison antérieure.
Par conséquent, l'Olympique lyonnais est - comme lors de la saison précédente - éliminé en huitième de finale de la Ligue des champions et échoue encore dans l'objectif d'atteindre les demi-finales de la compétition. Le bourreau de l'OL est cette fois Manchester United de Sir Alex Ferguson, qui l'emporte un à zéro à Old Trafford au match retour à la suite d'n match nul un partout à l'aller à Lyon (but de Benzema). Le club mancunien sera finalement le vainqueur de la coupe cette année-là.
Au préalable, Lyon avait bataillé en poules puisque la qualification avait été arrachée grâce à une victoire contre les Rangers, en Écosse, lors de l'ultime journée, permettant au champion de France de finir deuxième derrière le FC Barcelone, avec 10 points. C'est la première fois en cinq ans que l'OL ne termine pas premier de son groupe.
Classement après la phase de poule:
|   | Équipes            | Points | Joué | Gagné | Nul | Perdu | Buts pour | Buts contre | Diff. | Situation                                 |
| - | ------------------ | ------ | ---- | ----- | --- | ----- | --------- | ----------- | ----- | ----------------------------------------- |
| 1 | FC Barcelone       | 14     | 6    | 4     | 2   | 0     | 12        | 3           | +9    | qualifié pour les 8e de finale de la C1   |
| 2 | Olympique lyonnais | 10     | 6    | 3     | 1   | 2     | 11        | 10          | +1    | qualifié pour les 8e de finale de la C1   |
| 3 | Rangers FC         | 7      | 6    | 2     | 1   | 3     | 7         | 9           | -2    | reversé en 16e de finale de la coupe UEFA |
| 4 | VfB Stuttgart      | 3      | 6    | 1     | 0   | 5     | 7         | 15          | -8    | éliminé                                   |

Huitièmes de finale
| Pays | Club               | Aller | Total | Retour | Club              | Pays |
| ---- | ------------------ | ----- | ----- | ------ | ----------------- | ---- |
|      | Olympique lyonnais | 1 - 1 | 1 - 2 | 0 - 1  | Manchester United |      |

#### 2008-2009
Alors qu'il s'agit de la première année de Claude Puel aux manettes du club, les Lyonnais sont moins dominateurs qu'auparavant. La saison 2008-2009 sera d'ailleurs la première depuis huit ans où l'OL ne remportera pas le titre de champion de France.
Comme la saison passée, l'OL termine deuxième de son groupe de Ligue des champions, avec 10 points, cette fois derrière le Bayern Munich, chez qui il a fait match nul à la deuxième journée.
L'OL s'incline ensuite largement contre le FC Barcelone en huitième de finale (le sixième 1/8 de l'histoire du club), sur le score cumulé de 6 à 3 sur les deux rencontres, après avoir fait match nul 1-1 à domicile (ouverture de la marque par Juninho sur un coup franc excentré mémorable) au match aller. Le club catalan gagnera par la suite la Ligue des champions quelques mois plus tard.
À l'été 2009, une page sera tournée au club avec les départs de deux joueurs phares : Juninho (départ libre au Qatar) et Karim Benzema (pour 35 millions d'euros, au Real Madrid).
Phase de poules (Groupe F)
| Rang | Équipe             | Pts | J | G | N | P | Bp | Bc | Diff |  | Résultats (▼ dom., ► ext.) |     |     |     |     |
| ---- | ------------------ | --- | - | - | - | - | -- | -- | ---- |  | -------------------------- | --- | --- | --- | --- |
| 1    | Bayern Munich      | 14  | 6 | 4 | 2 | 0 | 12 | 4  | +8   |  | Olympique lyonnais         |     | 2-3 | 2-0 | 2-2 |
| 2    | Olympique lyonnais | 11  | 6 | 3 | 2 | 1 | 14 | 10 | +4   |  | Bayern Munich              | 1-1 |     | 3-0 | 3-0 |
| 3    | ACF Fiorentina     | 6   | 6 | 1 | 3 | 2 | 5  | 8  | -3   |  | Steaua Bucarest            | 3-5 | 0-1 |     | 0-1 |
| 4    | Steaua Bucarest    | 1   | 6 | 0 | 1 | 5 | 3  | 12 | -9   |  | ACF Fiorentina             | 1-2 | 1-1 | 0-0 |     |

Huitième de finale
| Pays | Club               | Aller | Total | Retour | Club         | Pays |
| ---- | ------------------ | ----- | ----- | ------ | ------------ | ---- |
|      | Olympique lyonnais | 1 - 1 | 3 - 6 | 2 - 5  | FC Barcelone |      |

| Match aller                 | Lyon                                 | 1 - 1   | Barcelone                            | Stade de Gerland, Lyon                          |                                                 |
| Mardi 24 février 2009 20:45 | Juninho 7e                           | (1 - 0) | Henry 67e                            | Spectateurs : 39 258 Arbitrage : Wolfgang Stark | Spectateurs : 39 258 Arbitrage : Wolfgang Stark |
| Mardi 24 février 2009 20:45 | Toulalan 24e · Grosso 32e · Cris 88e | Rapport | Alves 33e · Puyol 61e · Busquets 63e | Spectateurs : 39 258 Arbitrage : Wolfgang Stark | Spectateurs : 39 258 Arbitrage : Wolfgang Stark |

| Match retour                | Barcelone                                           | 5 - 2   | Lyon                                                                                 | Camp Nou, Barcelone                                 |                                                     |
| Mercredi 11 mars 2009 20:45 | Henry 25e 27e · Messi 39e · Eto'o 42e · Keita 90+5e | (4 - 1) | Makoun 44e · Juninho 48e                                                             | Spectateurs : 86 368 Arbitrage : Tom Henning Øvrebø | Spectateurs : 86 368 Arbitrage : Tom Henning Øvrebø |
| Mercredi 11 mars 2009 20:45 | Henry 45+1e                                         | Rapport | Cris 12e · Juninho 35e, 90+1e · Delgado 49e · Grosso 64e · Makoun 70e · Toulalan 76e | Spectateurs : 86 368 Arbitrage : Tom Henning Øvrebø | Spectateurs : 86 368 Arbitrage : Tom Henning Øvrebø |

### Années 2010

#### 2009-2010
La saison 2009-2010 est historique pour l'Olympique lyonnais.
Pour la première fois de son histoire, le club parvient dans le dernier carré de la plus prestigieuse des compétitions de football. Pourtant, au fil des années, l'OL a perdu nombre de ses joueurs phares des années 2000, et donc une partie de sa puissance passée, laissant de nombreux regrets et un goût d'inachevé vis-à-vis des différents parcours lyonnais en Ligue des champions. À ce titre, demeurent seulement cinq rescapés de la désillusion de San Siro en quarts de finale en 2006 : Rémy Vercoutre, Cris, Sidney Govou, Anthony Réveillère et François Clerc. Aussi, pour la première année aux manettes de Claude Puel, la saison précédente de championnat de France a vu l'OL finir troisième à l'échelle nationale, alors que le club rhodanien visait un 8e titre d'affilée. Une cohésion d'équipe à certains moments retrouvée, l'OL écrira l'une des plus belles pages de son histoire européenne. Son parcours s'achèvera fin avril face au Bayern Munich en demi-finale.
Au préalable, Lyon doit passer par le tour de barrages, lors duquel il élimine avec facilité Anderlecht (8-2 sur l'ensemble des deux matchs), avec un triplé au match retour du nouveau venu, Lisandro López, acheté pour 24 millions d'€ (record dans l'histoire du club) dans le but de succéder à Karim Benzema (parti au Real Madrid l'été précédent).
En phase de poules, l'OL est confronté à la Fiorentina, déjà rencontrée lors de l'édition précédente, et deux clubs qu'il n'a jamais affrontés de son histoire : le modeste club hongrois de Debrecen VSC et surtout Liverpool, troisième au classement UEFA avant le tirage au sort et cinq fois vainqueur de la compétition (notamment vainqueur en 2005 et finaliste en 2007). Le club s'impose à quatre reprises, pour un nul et une seule défaite (à Florence lors de l'avant-dernière journée). Outre deux victoires sur le score de 4 à 0 contre le petit poucet hongrois, l'OL s'impose à domicile contre la Fiorentina et font preuve d'une force mentale manifeste dans ses matchs de prestige contre les Reds. À Anfield, lors la troisième journée de groupe, les Lyonnais encaissent l'ouverture du score en fin de première mi-temps mais égalisent grâce au premier but de la carrière du futur capitaine lyonnais Maxime Gonalons (milieu défensif de formation mais entré en défense centrale pour remplacer Cris, sorti blessé en fin de première mi-temps), avant de s'imposer dans les prolongations grâce à un but de son ailier argentin César Delgado à la suite d'n débordement de Govou. Lors de la journée suivante, un match nul contre les Britanniques assure à l'OL sa qualification à Gerland. Liverpool avait à nouveau ouvert la marque mais un but égalisateur en fin de match de Lisandro López délivre l'OL, qui finit ensuite deuxième de son groupe avec 13 points derrière la Fiorentina, mais devant Liverpool. C'est la septième qualification en huitièmes de finale de Ligue des champions pour l'OL.
En 1/8 de finale, le tirage désigne comme adversaire de l'OL le Real Madrid, entraîné par le Chilien Manuel Pellegrini et emmenés par ses deux Ballons d'Or, le Portugais Cristiano Ronaldo et le Brésilien Kaká. Il s'agit de la troisième édition en cinq ans au cours de laquelle les deux clubs se rencontrent, les quatre matchs précédents ayant eu lieu en phase de poules. Si le club français mène ainsi dans ses confrontations, étant invaincu avec deux victoires et deux nuls, la différence semble cette fois trop grande en faveur du Real. Malgré cet avantage supposé pour les Espagnols, l'OL poursuit cette bonne série en empochant une victoire surprise 1 à 0 au terme d'une solide prestation à l'aller à Gerland. Le but est inscrit en début de seconde période par le milieu défensif camerounais Jean II Makoun sur une frappe depuis l'extérieur de la surface de réparation. Cependant, malgré la défaite en France, les Madrilènes se veulent optimistes avant le retour, en témoignent certaines déclarations de Guti ("ce serait un désastre de ne pas passer Lyon. C’est une bonne équipe, mais pas un grand d’Europe") ou de Sergio Ramos ("Nous gagnerons 3-0, nous allons vivre une autre nuit magique"). Bien que motivés par ce manque d'humilité des Madrilènes (et par un message écrit dans le vestiaire par Lisandro, pourtant habituellement si réservé), les Lyonnais craquent sur une frappe de Cristiano Ronaldo dès les premières minutes du match retour dans la capitale espagnole. Ce but renvoie dos à dos les deux équipes sur l'ensemble des deux matchs. Dès lors, les joueurs lyonnais tiennent bon tout au long de la rencontre et réussissent finalement à inscrire un but dans le dernier quart d'heure, par l'intermédiaire de Miralem Pjanić, sur une remise de Lisandro. Ils décrochent finalement un résultat nul (un partout) suffisant pour se qualifier. C'est une performance majeure dans l'histoire du club, car il s'agit de la première fois que l'OL élimine un grand d'Europe en match aller-retour de Ligue des champions.
En quart de finale, le quatrième de son histoire dans la compétition (après 2004, 2005 et 2006), l'OL fait face à Bordeaux, les champions de France en titre. Il s'agit d'une affiche franco-française, la première de l'histoire de la compétition. Si le club du Rhône dispose d'une plus grande expérience européenne récente, la confrontation s'annonce très indécise. Voilà l'opportunité d'enfin atteindre les demi-finales de Ligue des champions, objectif jamais réalisé par l'OL lors des années précédentes, même avec des effectifs supposés meilleurs que celui de la saison 2009-2010. Dès le match aller, les Lyonnais font la différence en s'imposant 3 à 1, grâce à des buts de Michel Bastos et un doublé de l'incontournable Lisandro López, et une prestation solide du gardien Hugo Lloris. Sans son attaquant argentin, suspendu, l'OL va se montrer assez moyen au match retour, et finira par s'incliner un à zéro en Gironde. Ce score sera suffisant pour assurer au club rhodanien la première qualification de son histoire en demi-finale de Ligue des champions, brisant enfin un plafond de verre.
Le Bayern Munich est alors l'adversaire contre lequel l'OL va disputer la première demi-finale de son histoire dans la compétition. Déjà affronté au cours des années 2000 en phase de poules, l'OL présente un bilan équilibré de 2 victoires, 2 nuls et 2 défaites contre le club allemand, avant cette confrontation aller-retour. Si l'OL rêve à l'exploit, l'armada du Bayern semble toutefois plus forte, et le match aller à Munich confirme cette impression. Malgré l'expulsion en fin de première mi-temps de Franck Ribéry, les Munichois dominent la rencontre et s'imposent finalement un à zéro, grâce à un but du Néerlandais Arjen Robben en milieu de seconde période. Le score aurait même pu être plus lourd sans les parades d'Hugo Lloris. Si l'espoir demeure avant le match retour à Lyon, un but de l'attaquant croate Ivica Olić à la 26e minute douche les ardeurs lyonnaises. Olić inscrira finalement un triplé et le Bayern s'imposera 3 à 0 à Gerland, scellant de bien triste manière cette première demi-finale de Ligue des champions de l'histoire de l'OL.
Un paradoxe évident imprègne donc ce parcours 2010 de l'Olympique lyonnais sur la scène continentale. D'un côté, cette équipe a réussi à se qualifier en demi-finale, alors que le grand OL des années 2000 n'y était jamais parvenu. De l'autre, on perçoit que le club n'est plus sur la pente ascendante et qu'un écart s'est à nouveau creusé entre lui et le gratin européen, ce qui peut être résumé ainsi : "La marche était trop haute. Dans l’air flotte déjà le sentiment qu’il ne retrouvera pas de telles hauteurs de sitôt". Après avoir terminé la saison de L1 dauphin de l'OM, l'OL se qualifiera pour les 8e de finale de Ligue des champions les deux années suivantes mais finira par quitter le Top 16 européen. Il faudra attendre 2019 pour revoir l'OL en huitièmes de finale de Ligue des champions. Un an plus tard, en 2020, l'OL se qualifiera, dix ans après la première, pour la deuxième demi-finale de son histoire dans la compétition… à nouveau contre le Bayern Munich.
Parcours en Ligue des champions
Tour de barrages
Ayant terminé troisième de la saison précédente, l'Olympique lyonnais devait passer par le tour de barrages pour atteindre la phase de groupe. Avec un indice UEFA élevé, il est protégé lors du tirage au sort des barrages : l'OL évite ainsi Arsenal, l'Atletico Madrid, le Sporting Portugal et le Panathinaïkos.
Le tirage au sort du 7 août 2009 désigne le club d'Anderlecht.
| Pays | Club               | Aller | Total | Retour | Club           | Pays |
| ---- | ------------------ | ----- | ----- | ------ | -------------- | ---- |
|      | Olympique lyonnais | 5 - 1 | 8 - 2 | 3 - 1  | RSC Anderlecht |      |

Phase de poules (Groupe E)
Après son match nul 1-1 face aux « reds » de Liverpool, l'Olympique lyonnais comptabilise 10 points, et se qualifie donc pour les huitièmes de finale de la Ligue des champions après seulement quatre journées.
| Rang | Équipe             | Pts | J | G | N | P | Bp | Bc | Diff |  | Résultats (▼ dom., ► ext.) |     |     |     |     |
| ---- | ------------------ | --- | - | - | - | - | -- | -- | ---- |  | -------------------------- | --- | --- | --- | --- |
| 1    | ACF Fiorentina     | 15  | 6 | 5 | 0 | 1 | 14 | 7  | +7   |  | ACF Fiorentina             | 1-0 |     | 2-0 | 5-2 |
| 2    | Olympique lyonnais | 13  | 6 | 4 | 1 | 1 | 12 | 3  | +9   |  | Olympique lyonnais         |     | 1-0 | 1-1 | 4-0 |
| 3    | Liverpool FC       | 7   | 6 | 2 | 1 | 3 | 5  | 7  | -2   |  | Liverpool FC               | 1-2 | 1-2 |     | 1-0 |
| 4    | Debrecen VSC       | 0   | 6 | 0 | 0 | 6 | 5  | 19 | -14  |  | Debrecen VSC               | 0-4 | 3-4 | 0-1 |     |

Huitième de finale
Le 18 décembre 2009, l'Olympique lyonnais connait son adversaire pour les huitièmes de finale : le Real Madrid. En ayant fini deuxième de son groupe, les autres adversaires possibles étaient Manchester United, le FC Barcelone, Chelsea, le Séville FC et Arsenal.
Après avoir gagné 1-0 au match aller à Gerland, Lyon fait match nul 1-1 au Stade Santiago Bernabeu de Madrid et élimine son adversaire.
| Pays | Club               | Aller | Total | Retour | Club        | Pays |
| ---- | ------------------ | ----- | ----- | ------ | ----------- | ---- |
|      | Olympique lyonnais | 1 - 0 | 2 - 1 | 1 - 1  | Real Madrid |      |

Quart de finale
| Pays | Club               | Aller | Total | Retour | Club                  | Pays |
| ---- | ------------------ | ----- | ----- | ------ | --------------------- | ---- |
|      | Olympique lyonnais | 3 - 1 | 3 - 2 | 0 - 1  | Girondins de Bordeaux |      |

| Match aller Mardi 30 mars 2010 | Olympique lyonnais                                          | 3 - 1   | Girondins de Bordeaux | 20:45 - Stade de Gerland - Lyon              |                                              |
|                                | Lisandro López 10e · Bastos 32e · Lisandro López 77e (pen.) | (2 - 1) | Chamakh 14e           | Spectateurs : 37 859 Arbitrage : Felix Brych | Spectateurs : 37 859 Arbitrage : Felix Brych |
|                                | Rapport                                                     |         |                       | Spectateurs : 37 859 Arbitrage : Felix Brych | Spectateurs : 37 859 Arbitrage : Felix Brych |

| Match retour Mercredi 7 avril 2010 | Girondins de Bordeaux | 1 - 0   | Olympique lyonnais | 20:45 - Stade Chaban-Delmas - Bordeaux                    |                                                           |
|                                    | Chamakh 45e           | (1 - 0) |                    | Spectateurs : 31 962 Arbitrage : Alberto Undiano Mallenco | Spectateurs : 31 962 Arbitrage : Alberto Undiano Mallenco |
|                                    | Rapport               |         |                    | Spectateurs : 31 962 Arbitrage : Alberto Undiano Mallenco | Spectateurs : 31 962 Arbitrage : Alberto Undiano Mallenco |

Demi-finale
| Pays | Club          | Aller | Total | Retour | Club               | Pays |
| ---- | ------------- | ----- | ----- | ------ | ------------------ | ---- |
|      | Bayern Munich | 1 - 0 | 4 - 0 | 3 - 0  | Olympique lyonnais |      |

| Match aller Mercredi 21 avril 2010 | Bayern Munich           | 1 - 0   | Olympique lyonnais | 20:45 - Allianz Arena - Munich                   |                                                  |
|                                    | Ribéry 37e · Robben 69e | (0 - 0) | Toulalan 51e, 54e  | Spectateurs : 66 000 Arbitrage : Roberto Rosetti | Spectateurs : 66 000 Arbitrage : Roberto Rosetti |
|                                    | Rapport                 |         |                    | Spectateurs : 66 000 Arbitrage : Roberto Rosetti | Spectateurs : 66 000 Arbitrage : Roberto Rosetti |

| Match retour Mardi 27 avril 2010 | Olympique lyonnais | 0 - 3   | Bayern Munich                  | 20:45 - Stade de Gerland - Lyon                  |                                                  |
|                                  | Cris 59e, 59e      | (0 - 1) | Olić 26e · Olić 67e · Olić 78e | Spectateurs : 39 414 Arbitrage : Massimo Busacca | Spectateurs : 39 414 Arbitrage : Massimo Busacca |
|                                  | Rapport            |         |                                | Spectateurs : 39 414 Arbitrage : Massimo Busacca | Spectateurs : 39 414 Arbitrage : Massimo Busacca |

Ayant terminé troisième du championnat lors de la saison précédente, le club doit passer par les qualifications pour la première fois depuis la saison 2000-2001. Il y rencontre le club belge RSC Anderlecht, qu'il bat cinq buts à un et trois buts à un. Les recrues de l'OL marquent sept des huit buts sur les deux matchs.
Phase de poule
Lors du tirage des phases de poule, encore protégé par sa place dans le deuxième chapeau de tirage, Lyon est l'équipe française qui est confrontée à l'opposition la moins prestigieuse : Liverpool, la Fiorentina et Debrecen. Malgré un parcours de bon niveau (notamment une victoire à Anfield), conclue par un score de treize points, l'équipe ne parvient pas à terminer première de son groupe, dépassée par la Fiorentina. Notons que l'OL se qualifie pour la septième fois d'affilée pour les huitième de finale, ce que seuls trois clubs ont réussi à faire sur cette période : le Real Madrid, Arsenal, et Chelsea.
Cette deuxième place les contraint à un tirage au sort compliqué, qui accouche du Real Madrid. À cette époque, l'équipe rayonne avec une bonne première partie de saison et une politique d'achats de stars qui bat de nombreux records.
Huitième de finale
En huitième de finale, l'OL élimine le Real Madrid en battant les madrilènes à Lyon 1 à 0 et en faisant match nul à Santiago Bernabeu 1 à 1.
Cette qualification contre le Real marque les esprits, France Football qualifiant alors Lyon de « Grand d'Europe », tandis que L'Équipe souligne en une que le club "entre dans la légende du football français". Il l'obtient essentiellement grâce à une très bonne organisation de jeu, un pressing permanent et une solide discipline collective, maintenue tout au long des matchs.
Cette qualification contre le Real Madrid est soulignée par l'ensemble de la presse européenne qui, tout en saluant la performance lyonnaise, pointe du doigt l'échec de la politique du président Florentino Pérez.
Quart de finale
En Ligue des champions, Lyon affronte les Girondins de Bordeaux en quarts. Il rencontre pour la première fois un club français en Ligue des champions. Au match aller, à domicile, l'OL l'emporte par trois buts à un puis, une semaine plus tard, obtient son ticket pour la première demi-finale de Ligue des champions de son histoire, malgré une défaite 0-1 à Bordeaux.
Sur l'ensemble des deux matchs, Lyon gagne sa qualification grâce à « sa faculté à profiter des erreurs adverses, son réalisme offensif, sa capacité à savoir souffrir collectivement, à bien lire les matchs, à bien défendre ensemble et à ne jamais perdre de vue ce qu'il veut faire sur le terrain. ».
Demi-finale
L'adversaire de l'Olympique lyonnais en demi-finale est le Bayern Munich, un club que les supporters lyonnais commencent à bien connaître, pour l'avoir rencontré déjà à trois reprises durant la décennie en 2001, 2003 et 2008. L'équipe ne parvient pas à surmonter l'enjeu d'une place en finale, et perd 0-1 et 0-3.

#### 2010-2011
Pour la troisième année aux commandes de Claude Puel, le club est qualifié pour les phases de groupe de la Ligue des champions grâce à sa deuxième place en championnat. Si le club a perdu de sa superbe ces dernières années sur la scène européenne, l'exploit de la saison passée en Ligue des champions (demi-finale) a ravivé certaines ambitions dans le club, espoirs qui semblaient éteints depuis que le grand OL des années 2000 était progressivement tombé en décrépitude.
Grâce à la non-qualification de Liverpool et l'élimination de Séville en tour de barrages, Lyon se retrouve dans le premier chapeau pour le tirage au sort. Le tirage a lieu le 26 août 2010. Il oppose au club lyonnais trois équipes qu'il n'a encore jamais rencontrées : le Benfica Lisbonne, Schalke 04 et l'Hapoël Tel-Aviv. Contrairement aux discours des dirigeants et de l'entraineur, qui insistent sur l'homogénéité de la poule, les médias estiment que le club rhodanien se doit de passer ce premier tour.
Le Benfica Lisbonne, champion du Portugal, est connu des Français pour avoir éliminé Marseille en Ligue Europa l'année précédente (avant de se faire sortir par Liverpool) et est la 21e équipe européenne au classement UEFA au début du tournoi, avec 60 points.
Schalke 04, 49e équipe européenne au classement UEFA (avec 36 points), est vice-champion d'Allemagne et n'a pas participé à une compétition européenne en 2009-2010.
L'Hapoël Tel-Aviv, champion d'Israël en titre, était sorti des poules de la Ligue Europa la saison précédente, avant d'être éliminé en 16es de finale par le Rubin Kazan. Il s'agit de la 56e équipe européenne au classement UEFA, avec 32 points.
Si la phase aller de l'OL est brillante, avec trois victoires en trois matchs, la phase retour est très faible puisque Lyon ne glane qu'un point contre le club israélien à la dernière journée à domicile, après deux revers contre les clubs allemand et portugais. Le club rhodanien finit alors deuxième du groupe avec 10 points, derrière le club de la Ruhr.
Ensuite, pour son huitième 1/8 de finale de son histoire en Ligue des champions, le club lyonnais rencontre le Real Madrid, comme l'année précédente où l'exploit avait été réalisé. C'est la quatrième confrontation aller-retour (deux en poules, deux en huitième de finale) entre ces deux clubs depuis le début des années 2000. Cette fois, la logique est respectée puisque après un match nul à Gerland (un partout avec un but de Bafetimbi Gomis), les Madrilènes se qualifient aisément à la suite du match retour (perdu 3-0 par l'OL).
Si cette élimination est logique, elle contraste avec l'exploit réalisé la saison précédente au même stade. Une page se tournera à l'été 2011, avec le départ de Claude Puel (en tension avec le président Aulas) et de plusieurs joueurs ayant participé à l'aventure de 2010, tels que Jérémy Toulalan, Miralem Pjanic et Chelito Delgado.
parcours en Ligue des champions}
Phase de poules (Groupe B)
| Rang | Équipe             | Pts | J | G | N | P | Bp | Bc | Diff |  | Résultats (▼ dom., ► ext.) |     |     |     |     |
| ---- | ------------------ | --- | - | - | - | - | -- | -- | ---- |  | -------------------------- | --- | --- | --- | --- |
| 1    | Schalke 04         | 13  | 6 | 4 | 1 | 1 | 10 | 3  | +7   |  | Schalke 04                 |     | 3-0 | 2-0 | 3-1 |
| 2    | Olympique lyonnais | 10  | 6 | 3 | 1 | 2 | 11 | 10 | +1   |  | Olympique lyonnais         | 1-0 |     | 2-0 | 2-2 |
| 3    | Benfica Lisbonne   | 6   | 6 | 2 | 0 | 4 | 7  | 12 | -5   |  | Benfica Lisbonne           | 1-2 | 4-3 |     | 2-0 |
| 4    | Hapoël Tel-Aviv    | 5   | 6 | 1 | 2 | 3 | 7  | 10 | -3   |  | Hapoël Tel-Aviv            | 0-0 | 1-3 | 3-0 |     |

#### 2011-2012
Durant l'été 2011, une page s'est tournée au sein du club du Rhône. Le manager Claude Puel, en place depuis trois saisons, est licencié "pour faute grave" par son président Jean-Michel Aulas, les deux hommes entretenant de très mauvaises relations. Ce conflit durera d'ailleurs pendant des années pour finir en justice. Est alors nommé à la tête de l'équipe A Rémi Garde, ancien joueur international français, formé à Lyon en fin des années 1980. Cadre technique depuis 2003 au club, il a été entraîneur adjoint de Paul Le Guen et de Gérard Houllier, et est devenu directeur du centre de formation en 2010. Il correspond ainsi parfaitement à la nouvelle politique de Jean-Michel Aulas qui souhaite s'appuyer davantage sur les jeunes du centre de formation pour réduire les dépenses et pérenniser le financement du futur Stade des Lumières.
Ayant terminé troisième du championnat lors de la saison précédente, le club doit passer par les qualifications de la Ligue des champions où il se qualifie, non sans labeur, contre le club du Rubin Kazan. Bien que vainqueur 3 à 1 à l'aller en France (malgré l'ouverture du score russe), l'OL encaisse un but dans le dernier quart d'heure du match retour qui met sa qualification en balance en cas de deuxième but. Heureusement, le défenseur burkinabé Bakary Koné, tout juste arrivé de l'EA Guingamp inscrit le but de l'égalisation et assure la qualification aux siens.
Ensuite, les Lyonnais éprouvent des difficultés en poules. Ils retrouvent pour la troisième année consécutive le Real Madrid, cette fois en poules (après deux confrontations aller-retour en huitièmes de finale). Ils sont terrassés par le club merengue, dirigé par José Mourinho, s'inclinant 2-0 à domicile puis 4-0 à l'extérieur. Le bilan entre les deux clubs depuis leur premier affrontement en phases de poules en 2005 est alors parfaitement équilibré : trois victoires, quatre nuls, trois défaites. L'OL est par ailleurs aux coudes à coudes avec l'Ajax Amsterdam, puisqu'il réalise deux matchs nuls et vierges contre le club néerlandais. Le club joue alors sa qualification à la dernière journée contre le Dinamo Zagreb (contre qui les Lyonnais avaient gagné 2-0 à la deuxième journée), en Croatie. Il faut, pour se qualifier, l'emporter largement et miser sur une large défaite de l'Ajax contre le Real Madrid, le club lyonnais ayant sept buts de retard sur le club batave à la différence de buts générale (les deux étant à égalité à la différence particulière). C'est ce qu'il se passe puisque cette dernière soirée de phase de groupes donne lieu à une victoire mémorable chez le Dinamo Zagreb sur le score de 7-1 (avec un quadruplé de Bafetimbi Gomis, qui entre dans l'histoire marquant à ce moment-là le triplé le plus rapide de l'histoire de la Ligue des champions, et devenant le premier joueur français à inscrire quatre buts en une seule rencontre dans la compétition), pendant que les Espagnols battent les Néerlandais trois à zéro. Cette victoire des partenaires d'Hugo Lloris est d'autant plus étourdissante que l'OL avait encaissé l'ouverture du score à la 40e minute et que le score était de un partout à la mi-temps, six buts ayant donc été marqués par les Lyonnais en seconde période. Ce scénario fou jettera un temps des suspicions de tricherie, dénuées de tout fondement. Le club rhodanien termine par conséquent deuxième de sa poule avec 8 points, se qualifiant pour le 9e huitième de finale de son histoire (consécutif, de surcroît).
Ils affrontent l'APOEL Nicosie en huitième de finale, champion de Chypre en titre. Bien que son adversaire ait été un surprenant premier de groupe, les Lyonnais se doivent de se qualifier contre un club néophyte à ce niveau, et en 126e position au classement UEFA. Cependant, après une victoire 1 à 0 à l'aller à Lyon (but du jeune Alexandre Lacazette), les Rhodaniens s'inclinent sur le même score à Chypre. Pour la deuxième séance de tirs au but de son histoire sur la scène européenne (après la fameuse perdue contre le PSV Eindhoven en quart de finale de la Ligue des champions 2004-2005), l'OL s'incline à nouveau, sur le score de 3 à 4 (échecs de Lacazette et de Michel Bastos). Cela reste une des plus grosses déconvenues de l'OL sur la scène européenne.
Cette contre-performance acte officiellement le déclin de l'OL. Bien que vainqueurs de la coupe de France, l'OL terminera quatrième de Ligue 1, à dix points du troisième, ne se qualifiant ainsi pas pour la phase de poules de la prochaine Ligue des champions pour la première fois depuis l'édition 1999-2000. Le club attendra 2015-2016 avant d'accéder de nouveau à la phase de groupe de la compétition reine. Il faudra par ailleurs patienter sept ans pour revoir l'OL en huitièmes de finale de Ligue des champions, lors de la saison 2018-2019.
Parcours en Ligue des champions
Phase de poules (Groupe D)
| Rang | Équipe             | Pts | J | G | N | P | Bp | Bc | Diff |  | Résultats (▼ dom., ► ext.) |     |     |     |     |
| ---- | ------------------ | --- | - | - | - | - | -- | -- | ---- |  | -------------------------- | --- | --- | --- | --- |
| 1    | Real Madrid        | 18  | 6 | 6 | 0 | 0 | 19 | 2  | +17  |  | Real Madrid                |     | 4-0 | 3-0 | 6-2 |
| 2    | Olympique lyonnais | 8   | 6 | 2 | 2 | 2 | 9  | 7  | +2   |  | Olympique lyonnais         | 0-2 |     | 0-0 | 2-0 |
| 3    | Ajax Amsterdam     | 8   | 6 | 2 | 2 | 2 | 6  | 6  | 0    |  | Ajax Amsterdam             | 0-3 | 0-0 |     | 4-0 |
| 4    | Dinamo Zagreb      | 0   | 6 | 0 | 0 | 6 | 2  | 22 | -20  |  | Dinamo Zagreb              | 0-1 | 1-7 | 0-2 |     |

#### 2012-2013

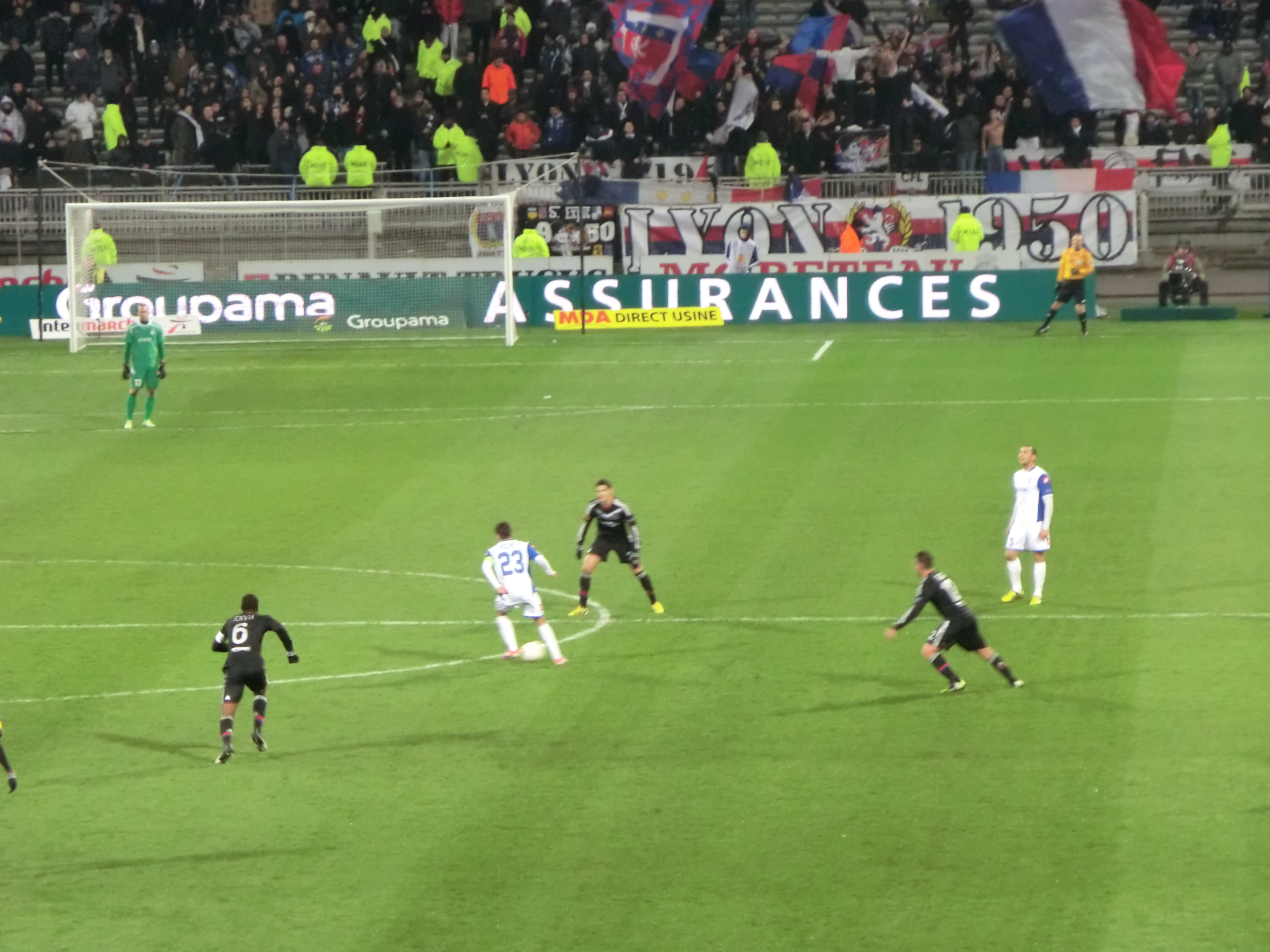
OL - Hapoël Ironi Kiryat Shmona en décembre 2012

Ayant terminé quatrième du championnat lors de la saison précédente, le club entraîné par Rémi Garde (pour sa deuxième saison) participe à la Ligue Europa pour la première fois de son histoire et manque la Ligue des champions pour la première fois depuis douze ans.
En phases de poules (la première du club depuis que la compétition s'intitule ainsi), l'OL affronte pour la première fois le club espagnol de l'Athletic Bilbao, entraîné par le technicien argentin Marcelo Bielsa et guidé l'emblématique attaquant basque Aritz Aduriz. Seulement 10e du Championnat d'Espagne de football 2011-2012, les Basques se sont qualifiés en Ligue Europa grâce à leur finale de Coupe d'Espagne de football 2011-2012). C'est un adversaire sérieux puisqu'il s'agit du finaliste de la dernière édition, perdue contre l'Atlético de Madrid. Les Gones réalisent deux matchs solides lors des journées 3 et 4 (victoire à domicile 2-1 avec des buts de Lisandro et Jimmy Briand à la 86e, puis victoire 3-2 à San Mamés avec des buts de Gomis, Gourcuff et Lacazette). Se trouve aussi sur sa route le club israélien de Hapoël Ironi Kiryat Shmona, champion d'Israël en titre, que l'OL bat 4-3 à l'extérieur puis 2-0 à domicile lors de la dernière journée (avec l'équipe bis). Le dernier club du groupe est le Sparta Prague, vice-champion en titre de Tchéquie, que l'OL a déjà affronté en phase de groupes de Ligue des champions de l'UEFA 2004-2005 (deux victoires françaises). Lyon gagne 2-1 lors de la première journée puis concède le nul à l'extérieur à la cinquième journée (avec l'absence de nombreux joueurs majeurs). Par conséquent, l'OL termine aisément premier de sa poule avec 16 points (cinq victoires, un nul), se qualifiant même officiellement dès la 4e journée.
Le tirage au sort se montre assez rude puisque se profile  en seizième de finale les Anglais de Tottenham, entraînés par le technicien portugais André Villas-Boas qui possède de l'expérience dans la compétition puisqu'il a remporté la Ligue Europa 2010-2011 avec le FC Porto. Le club anglais a fini 4e du dernier championnat anglais et affronte le club français pour la deuxième fois de son histoire en aller-retour. Le premier affrontement était en huitième de finale de Coupe d'Europe des vainqueurs de coupe de football 1967-1968 (l'OL s'était qualifié grâce à sa victoire à domicile à l'aller, malgré sa défaite au match retour en Angleterre). Privé de son ailier brésilien Michel Bastos (parti à Schalke) pendant le mercato hivernal, le club rhodanien est ainsi opposé au club de son ancien gardien Hugo Lloris (remplaçant pour sa première année en Angleterre). Le match aller se déroule à White Hart Lane et s'incline au terme d'un scénario cruel. En effet, bien que menée par un performant trio Fofana-Malbranque-Grenier, l'équipe de Lisandro (qui a demandé à ne plus être capitaine un mois auparavant) concède un but sur coup franc de la star galloise Gareth Bale dans le temps additionnel de la première période. Si l'OL égalise grâce à un somptueux but sur une reprise de volée de son jeune arrière Samuel Umtiti (positionné en latéral gauche), Rémy Vercoutre s'incline sur un autre coup franc de Bale, cette fois dans le temps additionnel de la seconde période. Le match retour commence cependant positivement avec un but de la tête de Maxime Gonalons (sur un coup franc de Clément Grenier) dès la 17e minute. Tenant ce score qui les qualifie (grâce au but à l'extérieur du match aller) et ne concédant que peu d'occasions, l'OL semble se diriger vers les huitièmes de finale. Se reproduit malheureusement le scénario du match aller, puisque le Belge Mousa Dembélé inscrit une frappe depuis l'entrée de la surface, à la 89e minute, mettant les deux équipes à un partout. L'OL s'incline ainsi 2-3 sur l'ensemble des deux matches et est éliminé de la Ligue Europa.
La déception est grande pour les Lyonnais qui ont tenu leur qualification pour les huitièmes de finale durant quasiment l'ensemble du match retour, ne cédant que dans les derniers instants. Le club terminera troisième du championnat, se qualifiant pour le troisième tour préliminaire de la prochaine Ligue des Champions. S'il disputera ce tour préliminaire, l'attaquant argentin Lisandro López, devenu l'un des plus importants joueurs de l'histoire du club, verra son aventure lyonnaise se terminer, puisqu'il s'en ira au Qatar en août 2013. L'OL renforcera alors sa politique consistant à miser sur des joueurs du cru, tels que l'attaquant Alexandre Lacazette, les milieux Jordan Ferri et Corentin Tolisso, le défenseur Samuel Umtiti, ou le gardien Anthony Lopes.
Parcours en Ligue Europa
| Rang | Équipe                     | Pts | J | G | N | P | Bp | Bc | Diff |  | Résultats (▼ dom., ► ext.) |     |     |     |     |
| ---- | -------------------------- | --- | - | - | - | - | -- | -- | ---- |  | -------------------------- | --- | --- | --- | --- |
| 1    | Olympique lyonnais         | 16  | 6 | 5 | 1 | 0 | 14 | 8  | +6   |  | Olympique lyonnais         |     | 2-1 | 2-1 | 2-0 |
| 2    | Sparta Prague              | 9   | 6 | 2 | 3 | 1 | 9  | 6  | +3   |  | Sparta Prague              | 1-1 |     | 3-1 | 3-1 |
| 3    | Athletic Bilbao            | 5   | 6 | 1 | 2 | 3 | 7  | 9  | -2   |  | Athletic Bilbao            | 2-3 | 0-0 |     | 1-1 |
| 4    | Hapoël Ironi Kiryat Shmona | 2   | 6 | 0 | 2 | 4 | 6  | 13 | -7   |  | Hapoël Ironi Kiryat Shmona | 3-4 | 1-1 | 0-2 |     |

| 1/16e de finale aller | Tottenham Hotspur                 | 2 - 1   | Olympique lyonnais | 21 h 05 - White Hart Lane, Tottenham           |                                                |
| Jeudi 14 février 2013 | Gareth Bale 45e Gareth Bale 90+3e | (1 - 0) | Samuel Umtiti 55e  | Spectateurs : 31 762 Arbitrage : Pedro Proença | Spectateurs : 31 762 Arbitrage : Pedro Proença |
| Jeudi 14 février 2013 | Rapport                           |         |                    | Spectateurs : 31 762 Arbitrage : Pedro Proença | Spectateurs : 31 762 Arbitrage : Pedro Proença |

| 1/16e de finale retour | Olympique lyonnais  | 1 - 1   | Tottenham Hotspur  | 19 h 00 - Stade de Gerland, Lyon                |                                                 |
| Jeudi 21 février 2013  | Maxime Gonalons 17e | (1 - 0) | Moussa Dembélé 90e | Spectateurs : 38 761 Arbitrage : Wolfgang Stark | Spectateurs : 38 761 Arbitrage : Wolfgang Stark |
| Jeudi 21 février 2013  | Rapport             |         |                    | Spectateurs : 38 761 Arbitrage : Wolfgang Stark | Spectateurs : 38 761 Arbitrage : Wolfgang Stark |

#### 2013-2014
Cette saison est la troisième (et dernière) de Rémi Garde à la tête de l'équipe. Ayant terminé troisième du championnat lors de la saison précédente, le club accède aux qualifications de la Ligue des champions. Lyon joue le troisième tour qualificatif pour la première fois de son histoire, la France ayant pour l'année 2012-2013 rétrogradé à la sixième place européenne, derrière le Portugal.
La double confrontation contre le club suisse se conclut par deux victoires de l'OL sur le score de un à zéro (but de Milan Bisevac à domicile, but de Clément Grenier à l'extérieur sur une passe de Lisandro pour son dernier match sous les couleurs olympiennes). Cependant, en match de barrages, Lyon hérite pour la première fois de son histoire de la Real Sociedad mené par le jeune attaquant français Antoine Griezmann, promis à un grand avenir. L'OL s'incline 2-0 à domicile (sur de sublimes buts de Seferović et Griezmann) et perdra sur le même score lors du retour dans le Pays basque, au Stade d'Anoeta.
L'OL est par conséquent reversé en poules Ligue Europa où il fait figure de favori. Il y fait face à trois équipes inédites : le club espagnol Betis Séville, les Portugais du Vitória Guimarães et les Croates de HNK Rijeka. Malgré un parcours moins serein que la saison précédente, et un relativement faible nombre de buts marqués (seulement six) compte tenu des équipes rivales, le club rhodanien sort premier avec douze points (une victoire et un nul contre chaque équipe rencontrée).
En seizième et huitième de finale, il joue à nouveau face à deux adversaires jamais rencontrés : les Ukrainiens du Tchernomorets Odessa contre lesquels il gagne difficilement (0-0 à l'aller, 1-0 au retour en France avec un but d'Alexandre Lacazette inscrit seulement à dix minutes de la fin) puis les Tchèques du Viktoria Plzeň (victoire 4-1 à domicile, puis défaite sans conséquence 2-1 à l'extérieur).
Le club rhodanien accède finalement aux quarts de finale où il rencontre la Juventus Turin pour la première fois de son histoire. Si la Vieille Dame a été éliminée de manière surprenante en phase de poules de Ligue des champions, il n'empêche que l'équipe d'Antonio Conte est double championne en titre de Serie A et dispose de joueurs de calibre international tels que Gianluigi Buffon, Andrea Pirlo, Giorgio Chiellini, Carlos Tévez, Paul Pogba, Claudio Marchisio, Arturo Vidal, etc. C'est donc en outsider que la jeunesse lyonnaise s'avance dans cette confrontation. Malgré son infériorité sur le papier, l'OL fait bonne figure lors du match aller à Gerland et s'incline regrettablement sur un but de Leonardo Bonucci à cinq minutes de la fin du temps réglementaire. Au retour, les Turinois semblent plier la partie dès le début du match quand le légendaire meneur de jeu italien Pirlo inscrit un coup franc à la 4e minute. L'espoir renaît toutefois avec un but de la tête de Jimmy Briand autour de la vingtième minute. Un but suffit aux Gones pour se qualifier, et ceux-ci se montrent solides et parfois dangereux sur le but de Buffon. Le sort est malgré tout scellé en milieu de seconde mi-temps quand Samuel Umtiti détourne dans son but une frappe de Marchisio. Ainsi, en dépit de deux matchs serrés, la Juve élimine le club français, qui s'incline deux fois (0-1, 1-2). Il est néanmoins remarquable que dans chacun de ces deux matchs contre le champion d'Italie, l'OL aura eu sept titulaires sur onze issus de son centre de formation (sans compter les entrées en jeu de Nabil Fekir en fin de match aller, et de Clinton Njie en fin de chaque match).
L'OL ne parvient ainsi pas à accéder à la première demi-finale de C3 (UEFA/Ligue Europa) de son histoire (il le fera trois ans plus tard, en 2016-2017), son compteur restant pour l'heure bloqué à deux demi-finales européennes (Coupe des coupes 1963-1964 et Ligue des champions 2009-2010. Cependant, cette double confrontation valeureuse contre l'ogre turinois (vainqueur de son troisième titre consécutif de champion d'Italie cette année-là et finaliste de la Ligue des champions la saison suivante) montre que le club lyonnais n'a pas abdiqué ses ambitions européennes, notamment à travers sa jeunesse  pleine de promesses. Si l'entraîneur Rémi Garde décidera de partir en fin de saison (sur une décevante cinquième place en L1 et une finale de Coupe de la Ligue), de nombreux joueurs formés au club - en sus du déjà capitaine Maxime Gonalons - laissent entrevoir un potentiel certain (le gardien Anthony Lopes, le défenseur Samuel Umtiti, les milieux Jordan Ferri, Corentin Tolisso, ou l'attaquant Alexandre Lacazette) et sont appelés à devenir les cadres de cet OL en reconstruction.
Détails du parcours en barrages de Ligue des champions
| Date                        | Tour                  | Adversaire              | Lieu | Résultat | Buteurs pour l'OL   | Buteurs adverses                            | Affluence | Diffuseur   |
| --------------------------- | --------------------- | ----------------------- | ---- | -------- | ------------------- | ------------------------------------------- | --------- | ----------- |
| Mardi 30 juillet 2013 21h00 | Troisième tour aller  | Grasshopper Club Zurich | Dom. | 1 - 0    | Milan Biševac 64e   | -                                           | 27 331    | beIN Sport  |
| Mardi 6 août 2013 21h00     | Troisième tour retour | Grasshopper Club Zurich | Ext. | 0 - 1    | Clément Grenier 82e | -                                           | 9 500     | L'Équipe 21 |
| Mardi 20 août 2013 20h45    | Barrage aller         | Real Sociedad           | Dom. | 0 - 2    | -                   | Antoine Griezmann 17e · Haris Seferović 50e | 38 156    | beIN Sport  |
| Mercredi 28 août 2013 20h45 | Barrage retour        | Real Sociedad           | Ext. | 2 - 0    | -                   | Carlos Vela 67e 90+1e                       | 28 955    | beIN Sport  |

Détails du parcours en Ligue Europa
Phase de poules
En perdant aux barrages de la Ligue des champions, l'Olympique lyonnais commence son parcours directement en phase de poule. Placé dans le premier chapeau, Lyon hérite d'un groupe composé du Betis Séville, septième d'Espagne en 2012-2013, du Vitória Guimarães, vainqueur de la coupe du Portugal lors de l'exercice précédent, et du HNK Rijeka, troisième du dernier championnat croate.
| Rang | Équipe             | Pts | J | G | N | P | Bp | Bc | Diff |  | Résultats (▼ dom., ► ext.) |     |     |     |     |
| ---- | ------------------ | --- | - | - | - | - | -- | -- | ---- |  | -------------------------- | --- | --- | --- | --- |
| 1    | Olympique lyonnais | 12  | 6 | 3 | 3 | 0 | 6  | 3  | +3   |  | Olympique lyonnais         |     | 1-0 | 1-1 | 1-0 |
| 2    | Betis Séville      | 9   | 6 | 2 | 3 | 1 | 3  | 2  | +1   |  | Betis Séville              | 0-0 |     | 1-0 | 0-0 |
| 3    | Vitória Guimarães  | 5   | 6 | 1 | 2 | 3 | 6  | 5  | +1   |  | Vitória Guimarães          | 1-2 | 0-1 |     | 4-0 |
| 4    | HNK Rijeka         | 4   | 6 | 0 | 4 | 2 | 2  | 7  | -5   |  | HNK Rijeka                 | 1-1 | 1-1 | 0-0 |     |

| Date                          | Tour | Adversaire        | Lieu | Résultat | Buteurs pour l'OL                             | Buteurs adverses    | Affluence | Diffuseur       |
| ----------------------------- | ---- | ----------------- | ---- | -------- | --------------------------------------------- | ------------------- | --------- | --------------- |
| Jeudi 19 septembre 2013 21h05 | J1   | Betis Séville     | Ext. | 0 - 0    | -                                             | -                   | 22 404    | beIN Sport / W9 |
| Jeudi 3 octobre 2013 19h00    | J2   | Vitória Guimarães | Dom. | 1 - 1    | Maxime Gonalons 53e                           | Moussa Maazou 39e   | 30 061    | beIN Sport      |
| Jeudi 24 octobre 2013 19h00   | J3   | HNK Rijeka        | Dom. | 1 - 0    | Clément Grenier 65e                           | -                   | 30 461    | beIN Sport      |
| Jeudi 7 novembre 2013 21h05   | J4   | HNK Rijeka        | Ext. | 1 - 1    | Alassane Pléa 14e                             | Andrej Kramarić 21e | 7 682     | beIN Sport      |
| Jeudi 28 novembre 2013 19h00  | J5   | Betis Séville     | Dom. | 1 - 0    | Bafétimbi Gomis 66e                           | -                   | 24 112    | beIN Sport      |
| Jeudi 12 décembre 2013 21h00  | J6   | Vitória Guimarães | Ext. | 1 - 2    | Bafétimbi Gomis 62e (pen.) · Jordan Ferri 65e | Tómané 11e          | 5 845     | beIN Sport      |

Phase finale
| Date                        | Tour                  | Adversaire           | Lieu | Résultat | Buteurs pour l'OL                                                | Buteurs adverses                        | Affluence | Diffuseur       |
| --------------------------- | --------------------- | -------------------- | ---- | -------- | ---------------------------------------------------------------- | --------------------------------------- | --------- | --------------- |
| Jeudi 20 février 2014 19h00 | 1/16 de finale aller  | Tchernomorets Odessa | Ext. | 0 - 0    | -                                                                | -                                       | 26 250    | beIN Sport / W9 |
| Jeudi 27 février 2014 21h05 | 1/16 de finale retour | Tchernomorets Odessa | Dom. | 1 - 0    | Alexandre Lacazette 80e                                          | -                                       | 25 039    | beIN Sport / W9 |
| Jeudi 13 mars 2014 21h05    | 1/8 de finale aller   | Viktoria Plzeň       | Dom. | 4 - 1    | Gueïda Fofana 12e 70e Alexandre Lacazette 53e Arnold Mvuemba 61e | Tomáš Hořava 1re                        | 28 248    | beIN Sport / W9 |
| Jeudi 20 mars 2014 19h00    | 1/8 de finale aller   | Viktoria Plzeň       | Ext. | 2 - 1    | Bafétimbi Gomis 45+2e                                            | Daniel Kolář 60e Stanislav Tecl 62e     | 10 352    | beIN Sport / W9 |
| Jeudi 3 avril 2014 21h05    | 1/4 de finale aller   | Juventus             | Dom. | 0 - 1    | -                                                                | Leonardo Bonucci 85e                    | 37 084    | beIN Sport / W9 |
| Jeudi 10 avril 2014 21h05   | 1/4 de finale retour  | Juventus             | Ext. | 2 - 1    | Jimmy Briand 18e                                                 | Andrea Pirlo 4e Samuel Umtiti 68e (csc) | 40 710    | beIN Sport / W9 |

#### 2014-2015
Ayant terminé cinquième du championnat lors de la saison précédente, le club, nouvellement entraîné par Hubert Fournier accède au troisième tour de qualification de la Ligue Europa mais ne dépasse pas le tour de barrages, étant défait contre le modeste club roumain de l'Astra Giurgiu, classé au-delà des 150 premières places au classement UEFA. Malgré une victoire 1-0 (but de Jordan Ferri) au retour en Roumanie, la calamiteuse défaite concédée à Gerland sur le score de 2 buts à 1 élimine l'OL. Cet échec est si pitoyable que le vice-président Bernard Lacombe déclarera par la suite, avec arrogance : "Ce n'est pas gentil de dire ça, mais on s'est fait allumer par une équipe de baltringues qu'on ne connaissait pas. La Real Sociedad l'année d'avant, c'était un autre niveau. Là, il y avait trop d'écart pour se faire éliminer comme ça.".
Cela constitue une des pires déconvenues de l'histoire du club rhodanien, qui se classe 79e au classement UEFA sur la saison. Elle atteste du déclin d'un club qui, déjà absent de la Ligue des champions depuis 2012 (et sa piteuse élimination contre l'APOEL Nicosie en huitième de finale), échoue ainsi à se qualifier pour les poules de la Ligue Europa, compétition dans laquelle le club avait perdu en seizième de finale en 2013 (contre Tottenham) et, de manière prometteuse, en quart de finale quelques mois plus tôt (contre la Juventus). Alors que sa courbe de résultats avait toujours témoigné d'une progression depuis le début des années 2000, le club de Jean-Michel Aulas connaît donc une chute progressive, notamment due à l'austérité imposée depuis quelques années : "Lyon a dégringolé les marches de la même manière qu’il les avaient gravies : une à une [...] En Roumanie, le club rhodanien n’a pas seulement touché les limites de sa politique de formation et de restriction des coûts. Il a fait un bond de 18 ans en arrière. Depuis l’exercice 1997-1998, le club dirigé par Jean-Michel Aulas avait toujours été présent sur la scène européenne.".
Cependant, libéré des échéances européennes, l'OL réalisera une bonne saison en championnat, profitant du faible nombre de matchs pour associer fraîcheur physique et cohérence collective, bénéficiant par ailleurs de l'émergence du duo Fekir-Lacazette). Les Lyonnais finissent deuxième derrière le PSG, après avoir même été premier de la 20e à la 29e journée. Cela leur permettra de se qualifier pour les poules de Ligue des champions à l'automne 2015, pour la première fois depuis quatre ans.

#### 2015-2016
Ayant terminé deuxième du championnat lors de la saison précédente, le club retrouve la Ligue des champions en phase de poules, pour la première fois depuis la saison 2011-2012.
Pour sa première phase de poules de Ligue des champions depuis 2011, l'OL, équipe du chapeau 3, tombe dans une poule jugée abordable par un grand nombre de commentateurs. Le président Aulas dira lui-même que "ce tirage laisse une chance raisonnable de pouvoir se qualifier. Ce tirage permet d’espérer". L'équipe tirée au sort dans le chapeau 1 est le Zénith Saint-Pétersbourg (champion de Russie, 15e au classement UEFA), que l'OL affrontera pour la première fois de son histoire. Se trouve aussi dans la poule de l'OL Valence (4e de la Liga 2014-2015 et 12e au classement UEFA), contre qui l'OL s'était incliné à deux reprises lors de la Ligue des champions 2000-2001. Enfin, le club du chapeau 4 est le KAA La Gantoise (champion de Belgique en titre), qui est seulement 135e au classement UEFA et dispute sa première phase de poules de Ligue des Champions. Le parcours de l'OL se révèlera chaotique. Dès le premier match en Belgique, l'OL concède le nul (en dépit de l'ouverture du score de Christophe Jallet), Alexandre Lacazette manquant un penalty en fin de match. Le match suivant, le premier à domicile, se solde par une défaite (1-0) contre les Valenciens, sans que l'OL ne montre grand chose dans le jeu. Dos au mur avec un point seulement en deux matchs, l'équipe d'Hubert Fournier se doit de réagir contre le champion de Russie. Ce ne sera pas le cas avec une défaite 3 à 1 à Saint-Pétersbourg (malgré l'égalisation de Lacazette), puis à nouveau une déroute (0-2) à Gerland où les coéquipiers de Hulk et Artyom Dziouba (auteur d'un doublé, après un but déjà à l'aller) imposent leur loi aux partenaires de Maxime Gonalons (ce dernier étant expulsé en milieu de seconde mi-temps). N'ayant plus son destin entre les mains, la victoire est alors impérative contre La Gantoise lors de la cinquième journée, pour le dernier match européen de l'histoire de l'OL dans son antre de Gerland. Alors que le match commence bien avec un but de Jordan Ferri (sur un service de Rachid Ghezzal) dans les dix premières minutes, les Belges égalisent avant la mi-temps, puis s'offrent même la victoire dans le temps additionnel de la deuxième mi-temps. C'est donc de manière piteuse que l'OL scelle son destin européen pour cette saison en plus de quitter son stade mythique sur une humiliation. Si les Lyonnais iront tout de même chercher une victoire pour l'honneur en Espagne (2-0, premier but européen de Maxwel Cornet et deuxième but de la saison européenne d'Alexandre Lacazette), la première de l'histoire du club contre Valence, ils finissent derniers avec seulement quatre points (une seule victoire, un nul, quatre défaites) et trois matchs à domicile se soldant par des défaites.
Ne réussissant même pas à accrocher la troisième place, l'OL est éliminé de toute compétition européenne, n'étant pas reversé en Ligue Europa, et se positionne seulement autour de la 50e place du classement UEFA propre à cette saison. Cet échec dans une poule à la portée de l'OL est d'autant plus déplorable qu'elle intervient après une sortie de piste précoce la saison écoulée contre le modeste club roumain de l'Astra Giurgiu en barrages de Ligue Europa. Ce bilan est accablant, comme le reconnaîtra le coach Hubert Fournier : "La déception est grande. On ne peut pas dire grand-chose quand on a un point en cinq rencontres. Le bilan parle de lui-même. (...) Ce soir, nous avons plutôt bien commencé avec la chance de marquer rapidement. Nous avons progressivement arrêté de jouer et laissé le ballon à La Gantoise. Nous nous sommes fait punir sur un coup de pied arrêté. La fin est anecdotique, car un résultat nul ne changeait rien à l'affaire, mais c'est cruel de perdre dans les dernières secondes. Il a manqué beaucoup de choses, notamment une certaine solidité défensive, mais ce sur quoi on peut être le plus déçu, c'est de ne pas être parvenu à se sublimer sur ces matchs-là, alors que nous nous sommes battus pour être en Ligue des champions. (...) C'est un échec d'ensemble, d'entraîneur aussi. Nous avions à cœur de faire mieux et montrer une autre image, mais le constat est assez flagrant". Celui-ci, affaibli par cette désillusion continentale et à la peine en Ligue 1 sera licencié en décembre 2015. Il est  remplacé par son adjoint Bruno Génésio, qui réussira à ramener le club à la deuxième place du championnat, le qualifiant ainsi pour la Ligue des champions 2016-2017.
Parcours en Ligue des champions
| Rang | Équipe                   | Pts | J | G | N | P | Bp | Bc | Diff |  | Résultats (▼ dom., ► ext.) |     |     |     |     |
| ---- | ------------------------ | --- | - | - | - | - | -- | -- | ---- |  | -------------------------- | --- | --- | --- | --- |
| 1    | Zénith Saint-Pétersbourg | 15  | 6 | 5 | 0 | 1 | 13 | 6  | +7   |  | Zénith Saint-Pétersbourg   |     | 2-0 | 2-1 | 3-1 |
| 3    | KAA La Gantoise          | 10  | 6 | 3 | 1 | 2 | 8  | 7  | +1   |  | KAA La Gantoise            | 2-1 | 1-0 |     | 1-1 |
| 2    | Valence CF               | 6   | 6 | 2 | 0 | 4 | 5  | 9  | -4   |  | Valence CF                 | 2-3 |     | 2-1 | 0-2 |
| 4    | Olympique lyonnais       | 4   | 6 | 1 | 1 | 4 | 5  | 9  | -4   |  | Olympique lyonnais         | 0-2 | 0-1 | 1-2 |     |

#### 2016-2017
Ayant à nouveau terminé deuxième du championnat lors de la saison précédente, le club retrouve la Ligue des champions en phase de poules, pour la deuxième année de suite. Il s'agit de la première saison complète de l'entraîneur Bruno Génésio, qui découvre la scène européenne.
Le tirage au sort donne les trois adversaires suivants à l'OL au sein du groupe H : la Juventus, champion d'Italie en titre et 9e au classement UEFA (que l'OL retrouve pour la seconde fois de son histoire après le quart de finale de Ligue Europa 2013-2014), les Espagnols du Séville FC, vainqueurs de la Ligue Europa 2015-2016 et 14e au classement UEFA (que l'OL affronte pour la première fois de son histoire), et le Dinamo Zagreb, champions de Croatie en titre et 82e au classement UEFA (que l'OL retrouve après la confrontation épique en Ligue des champions 2011-2012).
Après une victoire inaugurale contre le Dinamo Zagreb à domicile (pour le premier match européen de l'OL dans sa nouvelle enceinte du Parc OL), l'OL s'incline sur la pelouse du Séville FC et à domicile contre la Juventus. Si la phase retour commence par un encourageant match nul en Italie et une victoire en Croatie, l'OL échoue à se qualifier lors du dernier match à domicile en concédant un score de parité contre les Andalous. Finissant donc troisième derrière la Juventus et le Séville FC, avec 8 points, le club est reversé en Ligue Europa.
En seizièmes de finales, l'OL fait face l'AZ Alkmaar, adversaire censé bien plus faible. Les Rhodaniens imposent leur supériorité dès le match aller avec une victoire 4 à 1 aux Pays-Bas, grâce notamment à un doublé de Lacazette. Le match retour est encore plus fructueux puisque l'OL s'impose 7 à 1 à domicile avec un triplé de Nabil Fekir (qui marque pour la première fois de sa carrière sur la scène européenne) et le premier but de la carrière du prometteur milieu de terrain Houssem Aouar. Le score cumulé des deux rencontres est par conséquent de 11-2. L'écart de 9 buts est d'ailleurs le deuxième plus large dans l’histoire de la compétition, de même que le total de 13 buts sur la double confrontation permet d’égaler un record de 2011 en quart de finale de Ligue Europa entre le FC Porto et le Spartak Moscou. À l'échelle du club, c'est la première fois que le Parc OL voit son équipe marquer à sept reprises dans un même match (le record était le 6-1 contre Monaco en L1 en mai 2016). Il s'agit par ailleurs de la quatrième fois que l'OL inscrit sept buts en une seule rencontre sur la scène continentale, après le 7-0 face au club luxembourgeois de Differdange en 32e de finale de Coupe de l’UEFA en 1974 (triplés de Bernard Lacombe et Michel Maillard), le magistral succès 7-2 sur le Werder de Brême en 1/8 de finale retour de Ligue des Champions en 2005 (triplé de Sylvain Wiltord) et évidemment à l'occasion du dernier match de groupe de la Ligue des champions en 2011 avec le carton 7-1 sur les terres du Dinamo Zagreb (quadruplé de Bafetimbi Gomis).
l'OL affronte l'AS Rome de Luciano Spalletti en huitième de finale, pour une revanche des huitièmes de finale de Ligue des champions 2006-2007, où le technicien italien officiait déjà à la tête du club de la Louve. Alors que les Lyonnais étaient dominés dans le jeu et menés 2 à 1 (but de Mouctar Diakhaby) à la mi-temps au match domicile à l'aller, ils s'imposent finalement 4 à 2 grâce à une seconde mi-temps de haut niveau, marquée par trois remarquables buts de Corentin Tolisso, Nabil Fekir et Alexandre Lacazette, tous trois formés au club. L'OL confirmera sa qualification au Stade Olympique de Rome, malgré une défaite 2 à 1 (ouverture du score de Diakhaby) et une fin de match dans la souffrance.
En quart de finale, le deuxième en Ligue Europa de l'OL après 2014, l'OL affronte le Beşiktaş JK, pour la première fois de son histoire. Les Lyonnais s'imposent 2 à 1 à domicile à l'aller grâce à deux buts en fin de match (de Corentin Tolisso et Jeremy Morel), match d'ailleurs émaillé par des incidents en tribunes qui vaudront à Lyon un sursis de la part de l'UEFA. Si le club turc s'impose sur le même score au retour, malgré l'égalisation d'Alexandre Lacazette et de nombreuses occasions rhodaniennes en fin de match. Le sort de la rencontre se joue donc lors de la séance de tirs au but, la troisième disputée par l'OL en Europe. Il s'agit de la première en Ligue Europa/Coupe UEFA, les deux dernières ayant été perdues en Ligue des champions face au PSV Eindhoven en 2005 (quart de finale) et l'APOEL Nicosie en 2012 (huitième de finale). Cette fois, c'est en vainqueur que les Lyonnais ressortent de la séance puisqu'ils triomphent 7 buts à 6 (un seul tir manqué, par Christophe Jallet), le capitaine Maxime Gonalons inscrivant le tir de la victoire. Le club se qualifie ainsi pour les demi-finales de la compétition pour la première fois de son histoire.
Cependant, l'aventure s'arrête aux portes de la finale contre l'Ajax Amsterdam. Le match aller en terre néerlandaise se solde par une lourde défaite lyonnaise, sur le score de 4 buts à 1, à cause d'un manque manifeste de cohérence tactique, capacité à faire le jeu, ainsi qu'une grande fébrilité défensive. Si ce handicap paraît impossible à surmonter, le but de Mathieu Valbuena laisse un petit espoir et le président Aulas incite ses troupes à croire à l'exploit, avec le soutien du public au match retour. La rencontre à Décines débute très mal puisque le Danois Kasper Dolberg ouvre la marque dès la 27e minute, forçant l'OL à devoir inscrire au moins quatre buts pour arracher les prolongations. Le temps passe sans que Lyon ne se crée beaucoup d'occasions mais Alexandre Lacazette inscrit finalement un doublé coup sur coup juste avant la mi-temps, d'abord sur penalty puis à la suite d'un bon travail de Nabil Fekir. Les Lyonnais dominent alors la seconde mi-temps, sans réussir à marquer jusqu'au but à la 81e minute de Rachid Ghezzal sur un centre du Polonais Maciej Rybus. L'Ajax écope ensuite d'un carton rouge, se retrouvant à dix. Il ne manque alors qu'un but à l'OL pour arracher des prolongations au cours desquelles il serait surement en position de force. Ce but ne viendra malheureusement jamais, une reprise de volée ratée de Maxwel Cornet dans les derniers instants du match scellant le sort de cette confrontation, et faisant le lit des regrets lyonnais.
Bien qu'ayant vécu une épopée européenne marquante (et terminant 7e au classement UEFA sur cette saison), l'OL ne vivra donc pas sa première finale européenne, ce qui constitue une énorme déception. Le club s'apprête en outre à changer de cycle, avec les départs de Corentin Tolisso, Alexandre Lacazette et Maxime Gonalons, trois cadres formés au club et joueurs phares au cours des années 2010. Un sentiment de gâchis marque alors cette génération, que l'on peut résumer avec ces mots : "Un scénario tout autant magnifique que frustrant, à l'image d'une équipe lyonnaise capable du meilleur, mais qui, trop régulièrement, se sabote toute seule. [Un OL qui] n'avait par séquences pas énormément de choses à envier aux plus grands d'Europe non plus. À l'exception notable que, quand les plus grandes équipes brillent par leur constance, Lyon a écrit son histoire européenne sur courant alternatif. Entre fulgurances et faux pas retentissants. À ne plus savoir s'il faut en rire, en pleurer, s'en réjouir, enrager".
Parcours en Ligue des champions
| Rang | Équipe             | Pts | J | G | N | P | Bp | Bc | Diff |  | Résultats (▼ dom., ► ext.) |     |     |     |     |
| ---- | ------------------ | --- | - | - | - | - | -- | -- | ---- |  | -------------------------- | --- | --- | --- | --- |
| 1    | Juventus FC        | 14  | 6 | 4 | 2 | 0 | 11 | 2  | +9   |  | Juventus FC                |     | 0-0 | 1-1 | 2-0 |
| 2    | Séville FC         | 11  | 6 | 3 | 1 | 2 | 7  | 3  | +4   |  | Séville FC                 | 1-3 |     | 1-0 | 4-0 |
| 3    | Olympique lyonnais | 8   | 6 | 2 | 2 | 2 | 5  | 3  | +2   |  | Olympique lyonnais         | 0-1 | 0-0 |     | 3-0 |
| 4    | Dinamo Zagreb      | 0   | 6 | 0 | 0 | 6 | 0  | 15 | -15  |  | Dinamo Zagreb              | 0-4 | 0-1 | 0-1 |     |

Parcours en Ligue Europa
| 16e finale aller            | AZ Alkmaar                               | 1 - 4   | Olympique lyonnais                             | AFAS Stadion, Alkmaar                                                   |                                                                         |
| Jeudi 16 février 2017 19:00 | 68e (pen.) Jahanbakhsh · 66e Jahanbakhsh | (0 - 2) | 26e Tousart · 45+2e 57eLacazette · 90+5e Ferri | Spectateurs : 16 098 Diffuseur : beIN Sports 1 Arbitrage : Bobby Madden | Spectateurs : 16 098 Diffuseur : beIN Sports 1 Arbitrage : Bobby Madden |
| Jeudi 16 février 2017 19:00 | Rapport                                  |         |                                                | Spectateurs : 16 098 Diffuseur : beIN Sports 1 Arbitrage : Bobby Madden | Spectateurs : 16 098 Diffuseur : beIN Sports 1 Arbitrage : Bobby Madden |

| 16e finale retour           | Olympique lyonnais                                                                                | 7 - 1   | AZ Alkmaar                         | Parc Olympique lyonnais, Décines-Charpieu                                      |                                                                                |
| Jeudi 23 février 2017 21:05 | 4e, 27e, 78e Fekir · 17e Cornet · 34e Darder · 87e Aouar · 89e Diakhaby · 63e Cornet · 66e Jallet | (4 - 1) | 26e Garcia · 45e Garcia · 60e Haps | Spectateurs : 25 743 Diffuseur : beIN Sports 1, W9 Arbitrage : Alexey Kulbakov | Spectateurs : 25 743 Diffuseur : beIN Sports 1, W9 Arbitrage : Alexey Kulbakov |
| Jeudi 23 février 2017 21:05 | Rapport                                                                                           |         |                                    | Spectateurs : 25 743 Diffuseur : beIN Sports 1, W9 Arbitrage : Alexey Kulbakov | Spectateurs : 25 743 Diffuseur : beIN Sports 1, W9 Arbitrage : Alexey Kulbakov |

| 8e finale aller         | Olympique lyonnais                                                    | 4 - 2   | AS Rome                                           | Parc Olympique lyonnais, Décines-Charpieu                                     |                                                                               |
| Jeudi 9 mars 2017 21:05 | 8e Diakhaby · 47e Tolisso · 74e Fekir · 90+2e Lacazette · 62e Tousart | (1 - 2) | 20e Salah · 33e Fazio · 41e Emerson · 61e Manolas | Spectateurs : 50 588 Diffuseur : beIN Sports 1, W9 Arbitrage : Anthony Taylor | Spectateurs : 50 588 Diffuseur : beIN Sports 1, W9 Arbitrage : Anthony Taylor |
| Jeudi 9 mars 2017 21:05 | Rapport                                                               |         |                                                   | Spectateurs : 50 588 Diffuseur : beIN Sports 1, W9 Arbitrage : Anthony Taylor | Spectateurs : 50 588 Diffuseur : beIN Sports 1, W9 Arbitrage : Anthony Taylor |

| 8e finale retour         | AS Rome                           | 2 - 1  | Olympique lyonnais | Stade olympique de Rome, Rome                                                |                                                                              |
| Jeudi 16 mars 2017 21:05 | Strootman 17e · Tousart 60e (csc) | (1- 1) | Diakhaby 15e       | Spectateurs : 46 453 Diffuseur : beIN Sports 1, W9 Arbitrage : Viktor Kassai | Spectateurs : 46 453 Diffuseur : beIN Sports 1, W9 Arbitrage : Viktor Kassai |
| Jeudi 16 mars 2017 21:05 | Rapport                           |        |                    | Spectateurs : 46 453 Diffuseur : beIN Sports 1, W9 Arbitrage : Viktor Kassai | Spectateurs : 46 453 Diffuseur : beIN Sports 1, W9 Arbitrage : Viktor Kassai |

| 1/4 finale aller          | Olympique lyonnais                                                                           | 2 - 1   | Beşiktaş JK                          | Parc Olympique lyonnais, Décines-Charpieu                                          |                                                                                    |
| Jeudi 13 avril 2017 21:50 | Tolisso 83e · Morel 84e · 20e Rafael · 58e Lacazette · 67e Fekir · 73e Jallet · 80e Valbuena | (0 - 1) | Babel 17e · 21e Marcelo · 83e Arslan | Spectateurs : 55 452 Diffuseur : beIN Sports 1, W9 Arbitrage : Antonio Mateu Lahoz | Spectateurs : 55 452 Diffuseur : beIN Sports 1, W9 Arbitrage : Antonio Mateu Lahoz |
| Jeudi 13 avril 2017 21:50 | Rapport                                                                                      |         |                                      | Spectateurs : 55 452 Diffuseur : beIN Sports 1, W9 Arbitrage : Antonio Mateu Lahoz | Spectateurs : 55 452 Diffuseur : beIN Sports 1, W9 Arbitrage : Antonio Mateu Lahoz |

| 1/4 finale retour         | Beşiktaş JK                                                              | 2 - 1 (6-7 tab)       | Olympique lyonnais                                                          | Vodafone Arena, Istanbul                                                     |                                                                              |
| Jeudi 20 avril 2017 21:05 | Talisca 27e, 58e · Adriano 29e · Tošić 78e · Gönül 119e                  | (1 - 1, 2 - 1, 2 - 1) | Gonalons 32e · Lacazette 35e                                                | Spectateurs : 39 623 Diffuseur : beIN Sports 1, W9 Arbitrage : Milorad Mažić | Spectateurs : 39 623 Diffuseur : beIN Sports 1, W9 Arbitrage : Milorad Mažić |
| Jeudi 20 avril 2017 21:05 | Rapport                                                                  |                       |                                                                             | Spectateurs : 39 623 Diffuseur : beIN Sports 1, W9 Arbitrage : Milorad Mažić | Spectateurs : 39 623 Diffuseur : beIN Sports 1, W9 Arbitrage : Milorad Mažić |
| Jeudi 20 avril 2017 21:05 | Babel · Tosun · Hutchinson · Arslan · Talisca · Necip · Tošić · Mitrović | Tirs au but 6 - 7     | Fekir · Tolisso · Ghezzal · Rybus · Valbuena · Diakhaby · Jallet · Gonalons | Spectateurs : 39 623 Diffuseur : beIN Sports 1, W9 Arbitrage : Milorad Mažić | Spectateurs : 39 623 Diffuseur : beIN Sports 1, W9 Arbitrage : Milorad Mažić |

| 1/2 finale aller          | Ajax Amsterdam                                                  | 4 - 1   | Olympique lyonnais          | Amsterdam ArenA, Amsterdam                                                     |                                                                                |
| Mercredi 3 mai 2017 18:45 | 25e Traoré · 34e Dolberg · 49e Younes · 71e Traoré · 62e Traoré | (2 - 0) | 66e Valbuena · 41e Gonalons | Spectateurs : 52 141 Diffuseur : beIN Sports 1, W9 Arbitrage : Gianluca Rocchi | Spectateurs : 52 141 Diffuseur : beIN Sports 1, W9 Arbitrage : Gianluca Rocchi |
| Mercredi 3 mai 2017 18:45 | Rapport                                                         |         |                             | Spectateurs : 52 141 Diffuseur : beIN Sports 1, W9 Arbitrage : Gianluca Rocchi | Spectateurs : 52 141 Diffuseur : beIN Sports 1, W9 Arbitrage : Gianluca Rocchi |

| 1/2 finale retour       | Olympique lyonnais                                                                                             | 3 - 1   | Ajax Amsterdam                                                           | Parc Olympique lyonnais, Décines-Charpieu                                       |                                                                                 |
| Jeudi 11 mai 2017 21:05 | 45e (pen.) , 45+1e Lacazette · 81e Ghezzal · 18e Morel · 19e Tolisso · 48e Diakhaby · 61e N'Koulou · 61e Fekir | (2 - 1) | 27e Dolberg · 49e Veltman · 50e Klaassen · 68e Viergever · 84e Viergever | Spectateurs : 53 810 Diffuseur : beIN Sports 1, W9 Arbitrage : Szymon Marciniak | Spectateurs : 53 810 Diffuseur : beIN Sports 1, W9 Arbitrage : Szymon Marciniak |
| Jeudi 11 mai 2017 21:05 | Rapport |         |                                                                          | Spectateurs : 53 810 Diffuseur : beIN Sports 1, W9 Arbitrage : Szymon Marciniak | Spectateurs : 53 810 Diffuseur : beIN Sports 1, W9 Arbitrage : Szymon Marciniak |

#### 2017-2018
Ayant terminé seulement quatrième du championnat lors de la saison précédente, le club joue les phases de poule de Ligue Europa pour la troisième fois de son histoire (en plus des barrages en 2014-2015 et de la phase finale post Ligue des champions en 2016-2017).
Cette saison doit aussi être celle du renouveau de Nabil Fekir, deux ans après sa grave blessure, de la confirmation du talent de l'attaquant néerlandais Memphis Depay, arrivé à l'hiver 2017 de Manchester United pour 16 millions d'euros, et de l'éclosion de la pépite du centre de formation Houssem Aouar.
Les trois adversaires de la poule de l'OL sont inédits puisqu'il s'agit de l'Atalanta Bergame (entraîné par l'Italien Gian Piero Gasperini), d'Everton (mené par son entraîneur néerlandais Ronald Koeman) et de l'Apollon Limassol. Les débuts sont poussifs avec un nul médiocre à Chypre (1-1, avec le premier but européen sous ses nouvelles couleurs de Memphis Depay sur penalty) puis un autre à domicile contre le club italien (encore un partout, et le premier but en Europe avec l'OL de Bertrand Traoré). Par la suite, Lyon se réveille et s'impose deux fois de suite contre le club anglais, d'abord deux à un à l'extérieur puis trois buts à zéro à domicile (dans le sillage d'un très bon Memphis buteur et passeur décisif pour Aouar), avant de battre largement Limassol à domicile (4-0). Malgré une défaite finale en Italie, Lyon se qualifie en terminant deuxième de sa poule, avec 11 points.
Se présente alors un autre adversaire inédit en seizième de finale, les Espagnols de Villareal. Lyon s'impose brillamment à domicile 3 à 1 (buts de Ndombele de la tête, Fekir sur un contre lancé par Mariano, et Memphis d'une frappe lointaine), puis entérine sa qualification en gagnant 1 à 0 en Espagne (but de Bertrand Traoré sur une passe de Fekir).
En huitième de finale, le tirage au sort donne comme opposant le club russe du CSKA Moscou au club rhodanien. À nouveau, c'est la première confrontation entre ces deux clubs. L'OL semble avoir fait le plus dur avec une victoire 1 à 0 en Russie grâce à une tête de Marcelo sur un corner de Memphis. Cependant, privés de Nabil Fekir et Houssem Aouar au match retour, l'OL est éliminé à cause d'une défaite 3 à 2 dans son antre de Décines. Concédant l'ouverture du score en fin de première période, Lyon revient à la marque (se qualifiant provisoirement) en début de seconde période, mais deux buts successifs des Russes dans la dernière demi-heure envoient de pâles Gones au tapis, malgré la réduction du score de Mariano à la 72e (défaite 2-3). Au cours de cette rencontre Le manque d'esprit d'équipe de certains joueurs trop individualistes est criant, autant qu'un déficit d'envie et une absence de cohérence tactique globale. Le symbole de ce désastre collectif est l'altercation entre l'entraîneur lyonnais Bruno Génésio et son latéral brésilien Marçal, à la sortie de celui-ci, nécessitant même l'intervention du quatrième arbitre. Le coach lyonnais confessera d'ailleurs "un sentiment de honte vis-à-vis du club, de l'institution et de[s] supporters qui étaient venus en nombre".
Demi-finaliste la saison précédente, il s'agit d'une nouvelle désillusion pour l'équipe de Bruno Génésio et ses hommes car la finale de la compétition était programmée cette année-là au Groupama Stadium, finale que disputera le rival marseillais. Le club se consolera en partie avec une troisième place de championnat, et donc une qualification en Ligue des champions.
Parcours en Ligue Europa
| Rang | Équipe             | Pts | J | G | N | P | Bp | Bc | Diff |  | Résultats (▼ dom., ► ext.) |     |     |     |     |
| ---- | ------------------ | --- | - | - | - | - | -- | -- | ---- |  | -------------------------- | --- | --- | --- | --- |
| 1    | Atalanta Bergame   | 14  | 6 | 4 | 2 | 0 | 14 | 4  | +10  |  | Atalanta Bergame           |     | 1-0 | 3-0 | 3-1 |
| 2    | Olympique lyonnais | 11  | 6 | 3 | 2 | 1 | 11 | 4  | +7   |  | Olympique lyonnais         | 1-1 |     | 3-0 | 4-0 |
| 3    | Everton FC         | 4   | 6 | 1 | 1 | 4 | 7  | 15 | -8   |  | Everton FC                 | 1-5 | 1-2 |     | 2-2 |
| 4    | Apollon Limassol   | 3   | 6 | 0 | 3 | 3 | 5  | 14 | -9   |  | Apollon Limassol           | 1-1 | 1-1 | 0-3 |     |

| 16e finale aller                    | Olympique lyonnais                   | 3 - 1   | Villarreal CF                                | Groupama Stadium, Décines-Charpieu                                           |                                                                              |
| Jeudi 15 février 2018 21:05 (UTC+1) | Ndombele 46e · Fekir 49e · Depay 82e | (0 - 0) | Fornals 62e                                  | Spectateurs : 46 846 Diffuseur : beIN Sports 1, W9 Arbitrage : Viktor Kassai | Spectateurs : 46 846 Diffuseur : beIN Sports 1, W9 Arbitrage : Viktor Kassai |
| Jeudi 15 février 2018 21:05 (UTC+1) | Marçal 73e                           |         | González 42e · Cheryshev 43e · Hernández 89e | Spectateurs : 46 846 Diffuseur : beIN Sports 1, W9 Arbitrage : Viktor Kassai | Spectateurs : 46 846 Diffuseur : beIN Sports 1, W9 Arbitrage : Viktor Kassai |

| 16e finale retour                   | Villarreal CF                                                                    | 0 - 1   | Olympique lyonnais                  | Estadio de la Cerámica, Castellón                                     |                                                                       |
| Jeudi 22 février 2018 19:00 (UTC+1) |                                                                                  | (0 - 0) | 85e Traoré                          | Spectateurs : 22 000 Diffuseur : beIN Sports 1 Arbitrage : Luca Banti | Spectateurs : 22 000 Diffuseur : beIN Sports 1 Arbitrage : Luca Banti |
| Jeudi 22 février 2018 19:00 (UTC+1) | Soberón 30e · Fuego Martínez 59e · Costa 78e · Castillejo 89e · Gaspar Pérez 90e |         | Marcelo 36e · Fekir 37e · Depay 89e | Spectateurs : 22 000 Diffuseur : beIN Sports 1 Arbitrage : Luca Banti | Spectateurs : 22 000 Diffuseur : beIN Sports 1 Arbitrage : Luca Banti |

| 8e finale aller                 | CSKA Moscou                | 0 - 1   | Olympique lyonnais       | VEB Arena, Moscou                                         |                                                           |
| Jeudi 8 mars 2018 19:00 (UTC+1) |                            | (0 - 0) | 68e Marcelo              | Diffuseur : beIN Sports 1 Arbitrage : Antonio Mateu Lahoz | Diffuseur : beIN Sports 1 Arbitrage : Antonio Mateu Lahoz |
| Jeudi 8 mars 2018 19:00 (UTC+1) | Nababkine 29e · Natkho 59e |         | Tousart 89e · Cornet 90e | Diffuseur : beIN Sports 1 Arbitrage : Antonio Mateu Lahoz | Diffuseur : beIN Sports 1 Arbitrage : Antonio Mateu Lahoz |

| 8e finale retour                 | Olympique lyonnais       | 2 - 3   | CSKA Moscou                             | Groupama Stadium, Décines-Charpieu                                          |                                                                             |
| Jeudi 15 mars 2018 21:05 (UTC+1) | Cornet 58e · Mariano 71e | (0 - 1) | Golovine 39e · Musa 60e · Wernbloom 65e | Spectateurs : 38 600 Diffuseur : beIN Sports 1, W9 Arbitrage : Bobby Madden | Spectateurs : 38 600 Diffuseur : beIN Sports 1, W9 Arbitrage : Bobby Madden |
| Jeudi 15 mars 2018 21:05 (UTC+1) | Mariano 78e              |         | Nababkine 36e · Musa 36e                | Spectateurs : 38 600 Diffuseur : beIN Sports 1, W9 Arbitrage : Bobby Madden | Spectateurs : 38 600 Diffuseur : beIN Sports 1, W9 Arbitrage : Bobby Madden |

#### 2018-2019
Ayant terminé troisième du championnat lors de la saison précédente, le club retrouve la Ligue des champions en phase de poules. Le tirage au sort donne trois adversaires inédits à l'OL au sein du groupe F : Manchester City, champion d'Angleterre en titre entraîné par le tacticien espagnol Pep Guardiola (et 8e au classement UEFA), les Ukrainiens du Chakhtar Donetsk, champions d'Ukraine en titre (et 14e au classement UEFA) et les Allemands de Hoffenheim, troisièmes de Bundesliga (et 99e au classement UEFA).
Le parcours de l'OL commence par un exploit en Angleterre avec une victoire 2 à 1 à Manchester grâce à une performance collective de haut niveau et des buts de Maxwel Cornet et Nabil Fekir. Malgré cette victoire à l'extérieur contre l'équipe supposée la plus forte de la poule, les Lyonnais doivent attendre la dernière journée pour se qualifier après un parcours riche en rebondissements. En effet, le deuxième match, contre les Ukrainiens à domicile à huis clos, se solde par un match nul 2 à 2 alors que Lyon était mené 2 à 0 à la mi-temps. Ensuite, la double rencontre contre les Allemands débouche sur deux nuls (3-3 outre Rhin et 2-2 à domicile) lors desquels Lyon se fait à chaque fois rejoindre dans le temps additionnel (alors que Lyon était à 11 contre 10 au match retour notamment).
À la suite de ces deux déceptions, Lyon réalise à nouveau une grande prestation contre Manchester City, avec un doublé du surprenant Maxwel Cornet (qui aura donc marqué trois fois en deux matchs contre le champion d'Angleterre), alors que les Anglais restaient sur une série de 12 victoires et 1 nul (42 buts marqués pour seulement 3 encaissés) toutes compétitions confondues depuis le match aller. Cette performance, certes positive, laisse à nouveau des regrets car l'OL se fait encore rattraper en fin de match, laissant échapper la première place, ne remportant donc aucun match de poule à domicile. Aussi, bien que qualifié au coup de sifflet final, la victoire du Chakhtar Donetsk à Hoffenheim dans les dernières secondes de l'autre match oblige l'OL à jouer une finale en Ukraine lors de la dernière journée, avec l'interdiction de perdre. Celle-ci, disputée à Kiev en raisons des troubles politiques locaux, sous la neige, commence de mauvaise manière puisque l'OL encaisse un but en première mi-temps. Cependant, dominateurs, les Rhodaniens égalisent grâce à Nabil Fekir et assurent ainsi la deuxième place du groupe, avec 8 points (12 buts marqués, 11 encaissés), terminant invaincus (seules quatre équipes sur 32 dans ce cas à la fin de la phase de poules) pour la troisième fois de leur histoire, avec une victoire et cinq matchs nuls. Cette qualification en huitièmes de finale de la compétition, la première depuis la saison 2011-2012, est la dixième de l'histoire du club, total le plus élevé pour un club français.
Pour le dixième huitième de finale de l'histoire du club, le tirage au sort désigne le FC Barcelone comme adversaire de l'OL, pour ce qui est la quatrième confrontation aller-retour entre les deux équipes. Lors du match aller, à domicile, les Lyonnais sont privés de leur capitaine Nabil Fekir, suspendu à l'issue de la phase de groupe. Malgré un début de match ponctué par deux grosses occasions de Houssem Aouar et Martin Terrier, les Lyonnais subissent la domination des Catalans. Ils réussissent tout de même à accrocher le match nul 0 à 0, grâce notamment aux solides performances de Jason Denayer et du portier Anthony Lopes.
Cependant, au retour en Catalogne, l'OL ne pèse pas le poids et s'incline sur le score de 5 à 1. Si les faits de jeu ont été défavorables au club rhodanien (premier but du Barça marqué sur un penalty inexistant, sortie d'Anthony Lopes sur blessure…), l'élimination est logique tant les Blaugrana ont dominé sur l'ensemble des deux matchs, bien que l'espoir soit légèrement revenu après la réduction du score (à 2 à 1) de Lucas Tousart. On note que Lionel Messi, double buteur et double passeur décisif lors du match retour, devient le meilleur buteur face à l'OL en Ligue des Champions (5 buts), à égalité avec Thierry Henry. D'ailleurs, le prodige argentin inscrit à cette occasion son 26e but en huitième de finale de la Ligue des Champions, autant que l'ensemble du club rhodanien à ce stade de la compétition dans son histoire.
Ainsi, l'OL n’accédera pas pour la cinquième fois de son histoire aux quarts de finale de Ligue des Champions. Bien que de retour au stade des huitièmes de finale pour la première fois depuis 2012, le parcours est en demi-teinte, puisque les Lyonnais n'auront gagné qu'un seul match sur huit, et auront témoigné d'importantes lacunes tactiques et collectives tout au long de la compétition.
Parcours en Ligue des champions
| Rang | Équipe             | Pts | J | G | N | P | Bp | Bc | Diff |  | Résultats (▼ dom., ► ext.) |     |     |     |     |
| ---- | ------------------ | --- | - | - | - | - | -- | -- | ---- |  | -------------------------- | --- | --- | --- | --- |
| 1    | Manchester City    | 13  | 6 | 4 | 1 | 1 | 16 | 6  | +10  |  | Manchester City            |     | 1-2 | 6-0 | 2-1 |
| 2    | Olympique lyonnais | 8   | 6 | 1 | 5 | 0 | 12 | 11 | +1   |  | Olympique lyonnais         | 2-2 |     | 2-2 | 2-2 |
| 3    | Chakhtar Donetsk   | 6   | 6 | 1 | 3 | 2 | 8  | 16 | -8   |  | Chakhtar Donetsk           | 0-3 | 1-1 |     | 2-2 |
| 4    | TSG Hoffenheim     | 3   | 6 | 0 | 3 | 3 | 11 | 14 | -3   |  | TSG Hoffenheim             | 1-2 | 3-3 | 2-3 |     |

| 8e finale aller               | Olympique lyonnais | 0 - 0   | FC Barcelone | Groupama Stadium, Décines-Charpieu            |                                               |
| 19 février 2019 21:00 (UTC+1) |                    | (0 - 0) |              | Spectateurs : 57 889 Arbitrage : Cüneyt Çakır | Spectateurs : 57 889 Arbitrage : Cüneyt Çakır |
| 19 février 2019 21:00 (UTC+1) | Rapport            |         |              | Spectateurs : 57 889 Arbitrage : Cüneyt Çakır | Spectateurs : 57 889 Arbitrage : Cüneyt Çakır |

| 8e finale retour           | FC Barcelone                                                  | 5 - 1 | Olympique lyonnais | Camp Nou, Barcelone                               |                                                   |
| 13 mars 2019 21:00 (UTC+1) | Messi 18e (pen.) 78e · Coutinho 31e · Piqué 81e · Dembélé 86e |       | 58e Tousart        | Spectateurs : 92 346 Arbitrage : Szymon Marciniak | Spectateurs : 92 346 Arbitrage : Szymon Marciniak |
| 13 mars 2019 21:00 (UTC+1) | Rapport                                                       |       |                    | Spectateurs : 92 346 Arbitrage : Szymon Marciniak | Spectateurs : 92 346 Arbitrage : Szymon Marciniak |

### Années 2020

#### 2019-2020
La saison 2019-2020 de l'OL sur la scène continentale est l'une des plus mémorables de l'histoire du club. C'est aussi l'une de ses plus paradoxales, du fait des nombreux rebondissements qui l'ont émaillée.
Ayant terminé troisième du championnat lors de la saison précédente, le club retrouve la Ligue des champions. Il s'agira de la première campagne européenne en tant qu'entraîneur du nouveau coach lyonnais Sylvinho, choisi par le directeur sportif lyonnais Juninho, le mythique numéro 8 de l'OL étant revenu au club en mai 2019.
Le tirage au sort désigne comme adversaires de l'OL (chapeau 3) en phase de poules, au sein du groupe G : le Zénith Saint-Pétersbourg (chapeau 1, champion de Russie en titre et 19e au classement UEFA), le Benfica Lisbonne (chapeau 2, champion du Portugal en titre et 21e au classement UEFA), et le RB Leipzig (chapeau 4, troisième du championnat d'Allemagne 2018-2019 et 69e au classement UEFA), poule a priori homogène.
Alors que l'OL rencontre pour la première fois de son histoire le club allemand, il s'agira de la deuxième confrontation aller-retour des Lyonnais contre les clubs russe et portugais. Lyon s'était incliné à deux reprises contre le Zenith en phase de poules 2015-2016 et a un bilan de une victoire et une défaite contre le club lisboète, en phase de poules 2010-2011.
Le premier match a lieu à domicile contre le champion russe en titre. Il se solde par un match nul décevant, tant sur le plan comptable qu'en termes de fond de jeu, l'ensemble manquant à la fois d'intensité et de qualité technique, signe que le changement de staff à l'intersaison n'a pas encore guéri les maux rhodaniens. Mené en fin de première mi-temps, l'OL égalise en début de seconde période, grâce à un penalty de Memphis Depay, mais ne réussit pas à forcer la victoire par la suite. Le club rhodanien enchaîne à ce titre un sixième match nul consécutif à domicile en Ligue des champions : contre le Séville FC (phase de poules) lors de l'édition 2016-2017, puis contre le Chakhtar Donetsk, le TSG 1899 Hoffenheim, Manchester City (phase de poules) et le FC Barcelone (huitième de finale) en 2018-2019, ce qui constitue un record dans l'histoire de la compétition.
Dans une période difficile, l'OL se rend pour le second match à Leipzig, chez le leader de la poule, seul vainqueur lors de la première journée. Menacé car restant sur sept matchs sans victoire toutes compétitions confondues (trois nuls et trois défaites en championnat, un nul en Ligue des Champions), le coach Sylvinho décide d'aligner un 3-5-2 inédit avec Martin Terrier et Memphis Depay en pointe. Ce choix se révèle payant car les deux attaquants marquent en profitant d'erreurs adverses. Lyon s'impose finalement 2 à 0 pour sa première victoire dans la compétition depuis son succès surprenant à Manchester City en septembre 2018, soit la fin d'une série de huit matchs sans succès en Ligue des Champions. Les joueurs, à l'image de Memphis et Anthony Lopes, en profitent pour réaffirmer leur soutien en leur entraîneur et le club rhodanien se retrouve donc avec quatre points, en tête du groupe à égalité avec le Zénith Saint-Pétersbourg.
Le troisième match se déroule au Portugal contre le Benfica, dans le Stade de Luz. C'est le second match de Rudi Garcia en tant que coach de l'OL, le premier en Ligue des champions, à la suite du licenciement de Sylvinho deux semaines auparavant à la suite de la défaite en championnat dans le derby. Contre le dernier de la poule, l'OL concède rapidement l'ouverture du score et réalise une première mi-temps médiocre, faisant notamment preuve d'énormément de déchet technique et souffrant d'un schéma tactique (4-2-4) ne laissant que peu de place à la construction car appauvrissant le milieu de terrain. La seconde partie du match est de meilleure facture, notamment après l'entrée en jeu de Thiago Mendes permettant de rééquilibrer le milieu de terrain, et l'OL égalise grâce à Memphis Depay, son troisième but de la compétition. Néanmoins, à la suite d'une erreur du portier Anthony Lopes, pourtant souvent irréprochable, l'OL encaisse un second but en fin de partie et s'incline pour la première fois de l'année dans la compétition, réalisant en conséquence une très mauvaise opération comptable.
Lyon prend cependant sa revanche au match retour contre le club lisboète, en l'emportant 3 à 1 à domicile. Après une première période de bonne facture, ponctuée par deux buts du défenseur danois Joachim Andersen et de l'inévitable Memphis Depay (quatrième but en autant de journées dans la compétition) et une performance de haut niveau de Houssem Aouar, l'OL recule en début de seconde période (après la sortie sur blessure de l'attaquant néerlandais à la mi-temps) et concède un but, mais s'impose finalement trois à un grâce à Bertrand Traoré en fin de match. Cette victoire rhodanienne replace les Gones à la deuxième place du groupe G, avec sept points, à deux points du RB Leipzig et trois points devant le Zénith Saint-Pétersbourg. Il s'agit aussi de la première victoire de l'OL à domicile dans la compétition depuis septembre 2016 (contre le Dinamo Zagreb), puisque Lyon restait sur une défaite et six matchs nuls dans son stade en Ligue des Champions. Il s'agit aussi de la première victoire de Garcia sur la scène européenne depuis son arrivée à la tête du club.
Lors du cinquième match, l'OL se rend en Russie où il peut décrocher sa qualification en huitièmes. Cependant, privé de plusieurs joueurs (Memphis, Aouar, Terrier, Mendes), l'OL s'incline (0-2) après un match de très mauvaise facture. Troisièmes de groupe avant la dernière journée, les Lyonnais sont donc en ballotage défavorable et devront gagner la dernière rencontre pour avoir leur destin entre leurs mains.
Le dernier match, joué contre Leipzig (déjà qualifié mais pas assuré de terminer premier de groupe) à domicile, connaît un scénario assez rocambolesque. L'OL est mené 2 à 0 à la mi-temps (sur deux pénalties) et la qualification semble donc loin puisque l'OL est alors seulement troisième de groupe à ce moment-là. Au début de la seconde période, le Benfica marque contre le Zénith dans l'autre match et l'OL est alors provisoirement quatrième, éliminé de toute compétition. Cependant, la victoire du club portugais se confirmant, les Lyonnais peuvent encore finir deuxièmes (et dépasser tant le club portugais que russe) en cas de match nul contre les Allemands. C'est ce qu'il se passe finalement, avec un sublime but de Houssem Aouar et le but salvateur de Memphis Depay à la 80e minute (cinquième but du Batave dans la compétition cette saison, avec un but durant cinq matchs consécutifs : meilleure série de ce genre d'un joueur lyonnais dans l'histoire de la compétition). Le match se termine sur un score de parité (2-2) et Lyon finit donc deuxième de son groupe avec huit points (comme la saison précédente). Cela n'empêche pas de nombreux incidents en fin de match entre supporters et joueurs à la suite d'une banderole déployée contre le défenseur Marcelo ayant provoqué l'ire du capitaine Memphis.
Il s'agit de la onzième qualification en huitièmes de finale de la compétition dans l'histoire du club rhodanien.
Le tirage au sort leur désigne comme adversaires les champions italiens en titre, la Juventus de Turin, double vainqueur de la compétition et sept fois finaliste, notamment en 2015 et 2017, et classé cinquième à l'indice UEFA. Il s'agit de la troisième fois où les clubs se retrouveront (donc des cinquième et sixième rencontres), après le quart de finale de Ligue Europa en 2014 et la phase de groupe de Ligue des champions en 2017. Le bilan est largement en défaveur de l'OL avec trois défaites, un nul, et aucune victoire. Privés de ses armes offensives Memphis et Jeff Reine-Adélaïde (tous deux blessés aux ligaments croisés du genou lors de la 18e journée de Ligue 1), en mauvaise posture en championnat national, produisant un fond de jeu décevant, les Lyonnais abordent donc le match aller sans trop de confiance face aux Turinois de Cristiano Ronaldo. Pourtant, l'entame de match rhodanienne est bonne, avec notamment une barre transversale trouvée de la tête par la recrue hivernale camerounaise Karl Toko-Ekambi. Dans un 3-5-2 original, l'OL pose de nombreux problèmes aux Italiens, sous la houlette d'un milieu performant composé par Houssem Aouar, Lucas Tousart et l'espoir brésilien Bruno Guimarães (fraîchement arrivé en janvier d'Amérique du Sud pour 20 millions d'€). C'est un débordement puis un centre du premier pour le deuxième qui permettent aux Lyonnais d'ouvrir la marque. En dépit d'une forte domination des Bianconeri en seconde période (malgré aucun tir cadré sur l'ensemble du match pour les Italiens), l'équipe française tient bon et empoche ainsi le premier succès de son histoire contre le club turinois. C'est aussi la première victoire de Lyon en huitièmes de finale de Ligue des Champions depuis 2012 (succès 1-0 à l'aller contre l'APOEL Nicosie). Le match retour se déroule en août, cinq mois après le match aller, en raison de la pandémie de Covid-19, à huis clos à Turin. L'OL maintient son 3-5-2 avec notamment la titularisation du jeune milieu formé au club Maxence Caqueret (à la place de Tousart, buteur à l'aller, entre-temps vendu au Hertha Berlin pour 25 millions d'€) et surtout de son capitaine Memphis, de retour de sa longue blessure contractée en décembre aux ligaments croisés. C'est lui qui ouvre le score en tout début de match sur un penalty inscrit grâce à une panenka. Il s'agit du deuxième joueur de l'histoire de l'OL à inscrire six buts lors d'une saison en Ligue des Champions (après Sylvain Wiltord en 2004/2005). Il devient aussi le huitième joueur de l'histoire de la compétition (le premier pour l'OL) à marquer lors de six rencontres consécutives. À ce moment du match, la Juventus doit donc marquer trois buts pour renverser la vapeur. Dans un match fermé, les Italiens vont alors frapper à deux reprises, par Cristiano Ronaldo (dont un penalty). Cependant, les Rhodaniens vont tenir le score et ainsi se qualifier pour la cinquième fois en quart de finale de Ligue des Champions (après 2004, 2005, 2006 et 2010). Lyon devient par conséquent la première équipe française à éliminer la Juventus en phase à élimination directe de C1/C2/C3, le club italien s’étant toujours qualifié face à un club de l’Hexagone lors de ses 9 précédentes confrontations de la sorte en aller-retour. Il s'agit en outre de la première qualification de l'histoire du club sur une confrontation aller-retour en compétition européenne contre un club classé dans le Top 5 au classement UEFA. À titre indicatif, sur le plan statistique, c'est aussi la première fois que Cristiano Ronaldo est éliminé au stade des huitièmes de finale de la Ligue des Champions depuis 2010...déjà contre l'OL. Le club gone est d'ailleurs l'adversaire que le quintuple Ballon d'Or a le plus affronté en Ligue des Champions (à douze reprises).
À la suite de cette qualification, l'OL accèdent donc au Final 8 à Lisbonne, formule spéciale à cette édition particulière, se déroulant sur des rencontres uniques sur terrain neutre. Les Lyonnais se retrouvent en quart de finale contre Manchester City, le champion d'Angleterre en 2019, qui a éliminé le Real Madrid au tour précédent. L'OL a affronté pour la première fois de son histoire le club mancunien en poules la saison précédente pour une victoire et un nul. Contre l'ogre citizen, l'OL, à nouveau solide avec son 3-5-2, ouvre la marque par Maxwel Cornet, l'Ivoirien inscrivant alors son quatrième but en deux ans contre le club anglais. Bien que dominé, l'OL tient bon jusqu'à l'égalisation adverse en milieu de seconde mi-temps. Alors que les Gones souffrent, c'est par surprise que Moussa Dembélé, remplaçant au coup d'envoi, marque à la suite d'une récupération de Maxence Caqueret et une passe d'Houssem Aouar (cinquième passe décisive du meneur dans cette édition). Alors que City manque une énorme occasion à cinq minutes de la fin, l'attaquant français récidive sur un contre emmené par Aouar, scellant le destin du match. L'OL gagne ainsi son premier match en déplacement en phase à élimination directe de Ligue des Champions depuis le 21 février 2006 face au PSV Eindhoven (huitième de finale aller) et, surtout, se qualifie pour la deuxième demi-finale de son histoire en Ligue des Champions, après celle de 2010. Il s'agit par ailleurs de la quatrième demi-finale de son histoire sur la scène européenne après celle en Coupe des coupes 1964 contre le Sporting Portugal (0-0, 1-1, 0-1 match d’appui), puis lors de la Ligue des Champions 2010 contre le Bayern Munich (0-1, 0-3) et en Ligue Europa 2017 contre l’Ajax Amsterdam (1-4, 3-1). L’OL devient ainsi le sixième club français à atteindre ce stade de la plus prestigieuse compétition européenne plus d’une fois, après le Stade de Reims, l'AS Saint-Étienne, l'Olympique de Marseille, l'AS Monaco et donc le Paris Saint-Germain (lui aussi pour la deuxième fois de son histoire en demi-finale de la compétition grâce à son parcours en 2020). Avec la qualification du Paris Saint-Germain, c'est la première fois dans l'histoire que deux clubs français sont qualifiés en demi-finales de la Ligue des champions.
Comme dix ans auparavant, c'est le Bayern Munich qui attend le club rhodanien à ce stade. Les demi-finales sont franco-allemandes, puisque le PSG est opposé au RB Leipzig (qui avait fini premier de la poule G - d'abord supposée faible - devant l'OL). Le club lié au Qatar s'imposant 3 à 0 contre le club de Red Bull, l'OL a l'occasion de se qualifier pour la première finale franco-française de l'histoire de la Ligue des Champions et de devenir la sixième équipe française à disputer une finale dans la compétition. Néanmoins, le défi est immense face à l'ogre bavarois, qui vise le sixième titre de son histoire dans la compétition. Par ailleurs, l'OL est mené quatre victoires à deux (pour deux nuls) dans ses face à face avec le club allemand, dont deux défaites en demi-finale en 2010. En termes de dynamique, le Bayern semble aussi invincible, l'équipe d'Hansi Flick ayant gagné 27 matches sur 28 depuis sa dernière défaite en décembre 2019 (le seul match nul de cette période ayant été concédé contre le RB Leipzig en février), restant sur 19 victoires consécutives en match officiel (nouveau record pour le club allemand), dont 13 victoires d'affilée toutes compétitions confondues depuis la reprise mi-mai. Offensivement, Thomas Müller et ses partenaires disposent d’ailleurs de la meilleure attaque d'Europe avec 155 buts marqués en 49 matchs, soit un ratio exceptionnel de 3,16 buts/match. Le Bayern vient ainsi de décrocher son trentième titre de champion d'Allemagne (le huitième de suite) et sa vingtième Coupe d'Allemagne. En Ligue des Champions, il a remporté les neuf matchs disputés durant cette édition, battant notamment le FC Barcelone 8 à 2 en quart de finale (victoire record en match à élimination directe dans l'histoire de la Ligue des champions), après avoir battu 7-1 (score cumulé) Chelsea en huitième de finale. Statistiquement, la mission semble alors impossible pour l'OL, le seul motif d'espoir résidant dans le fait que le club bavarois a perdu ses quatre dernières demi-finales de Ligue des Champions, n'ayant plus atteint la finale depuis son cinquième et dernier sacre en 2013. Malgré ce statut de grand favori, le début de match est équilibré, le schéma tactique en 3-5-2 reconduit par Rudi Garcia laissant peu d'espaces à l'attaque munichoise et permettant aux Lyonnais d'agir en contre. C'est même le club français qui se procure en premier deux immenses occasions avec un face à face raté par Memphis Depay face à Manuel Neuer dès la 4e minute puis un poteau de Toko-Ekambi à la 17e minute. Ce manque de réalisme coûte cher contre une équipe aussi efficace et, à peine une minute plus tard, le Bayern ouvre la marque sur un exploit individuel de Serge Gnabry. Le coup est rude pour le mental des lyonnais, dont le schéma tactique consistait à attendre l'adversaire. L'attaquant international allemand récidive quinze minutes plus tard et le champion de Bundesliga mène 2 à 0 à la pause, un score laissant des regrets aux Lyonnais. La seconde mi-temps est moins rythmée et l'OL ne parvient pas à renverser la vapeur en dépit d'une nouvelle occasion de Toko-Ekambi. Gérant leur match, sans briller, les Munichois inscrivent même un troisième but par l'incontournable Robert Lewandowski, qui marque de la tête son quinzième but de cette édition (devenant le deuxième joueur de l'histoire à atteindre cette barre des 15 buts en une saison de Ligue des champions, après Cristiano Ronaldo), son 24e but en phase à élimination directe.
Pour la seconde fois de leur histoire, les lyonnais s'inclinent aux portes de la finale de la Ligue des champions, à nouveau contre le Bayern Munich. Ils peuvent toutefois sortir la tête haute, après avoir réussi à éliminer deux favoris de la compétition (la Juventus en 1/8 et Manchester City en 1/4) et s'étant montré à la hauteur en 1/2 finale, ayant surtout pêché par manque d'expérience et de réalisme. Le club se positionne à la 8e place du classement UEFA sur l'année, et remonte au 15e rang du classement sur cinq ans (après être sorti du top 20 six ans auparavant). L'équipe a clairement retrouvé un supplément d'âme lors de la phase à élimination directe, un esprit de groupe, de l'envie et de la cohérence tactique : « l'immense mérite de Lyon aura été de s'adapter le mieux au format inédit de cette C1 remodelée. Ce format où, sur un match, un David peut terrasser un Goliath grâce à son envie et sa pugnacité. Son immense mérite aura été d'évoluer avec ses armes, sans surjouer, sans chercher à se prendre pour ce qu'il n'est pas [...] Là où tant d'équipes cherchent coûte que coûte à imposer leurs préceptes sur toute la durée d'un match, ces Gones se sont toujours escrimés à canaliser d'abord les points forts adverses, à briser les certitudes de leur opposant ». Ce parcours est d'autant plus surprenant qu'il intervient au terme d'une saison compliquée en championnat. Celui-ci a été stoppé après la 28e journée en raison de la pandémie de Covid-19, seul championnat majeur dans ce cas. La Ligue 1 fige donc le classement à dix journées de la fin et l'OL est déclaré 7e, payant son début de saison catastrophique. Ce rang est son pire depuis 23 ans (la saison 1996/97) et met le club hors de la zone de qualification pour l'Europe la saison suivante. Après la défaite en finale de Coupe de la Ligue, la seule possibilité qui restait d'accéder à l'Europe étant de gagner la C1. Il est ainsi officiel que l'OL ne disputera pas de coupe d'Europe sur l'exercice 2020/2021 pour la première fois depuis 1996-1997. S'achève par conséquent une série de 23 saisons avec qualification en coupe d'Europe (record en France) pour le club de Jean-Michel Aulas. Si certains joueurs sont sur le départ afin de renouveler l'effectif (départs de Bertrand Traoré, Martin Terrier, Kenny Tete, Fernando Marçal, Ciprian Tătărușanu, Rafael, Mapou Yanga-Mbiwa notamment), les derniers matchs de C1 ont témoigné que l'OL disposait d'un potentiel à exploiter, notamment parmi ses jeunes, symbolisé par l'éclosion de Maxence Caqueret (on note aussi que le jeune Rayan Cherki est, à la suite de son entrée en demi-finale, devenu à 17 ans et 2 jours le plus jeune joueur de l'histoire à disputer une rencontre en phase à élimination directe de Ligue des champions). Surtout, cette fin de parcours a rétabli le lien entre le club est ses supporters, permis de trouver une osmose collective absente en début de saison, ces ingrédients devant servir de moteur pour la suite : « la relance de l'OL sera aussi validée par une reconquête nationale. Redevenir crédible, redevenir un vrai adversaire au PSG, redevenir l'un des trois meilleurs clubs de l'hexagone après un exercice 2019-20 bien pénible. Lisbonne ressemble à un premier acte fondateur qu'il faut désormais capitaliser. »
Parcours en Ligue des champions
| Rang | Équipe                   | Pts | J | G | N | P | Bp | Bc | Diff |  | Résultats (▼ dom., ► ext.) |     |     |     |     |
| ---- | ------------------------ | --- | - | - | - | - | -- | -- | ---- |  | -------------------------- | --- | --- | --- | --- |
| 1    | RB Leipzig               | 11  | 6 | 3 | 2 | 1 | 10 | 8  | +2   |  | RB Leipzig                 |     | 0-2 | 2-2 | 2-1 |
| 2    | Olympique lyonnais       | 8   | 6 | 2 | 2 | 2 | 9  | 8  | +1   |  | Olympique lyonnais         | 2-2 |     | 3-1 | 1-1 |
| 3    | Benfica Lisbonne         | 7   | 6 | 2 | 1 | 3 | 10 | 11 | -1   |  | Benfica Lisbonne           | 1-2 | 2-1 |     | 3-0 |
| 4    | Zénith Saint-Pétersbourg | 7   | 6 | 2 | 1 | 3 | 7  | 9  | -2   |  | Zénith Saint-Pétersbourg   | 0-2 | 2-0 | 3-1 |     |

| 8e finale aller            | Olympique lyonnais | 1 - 0   | Juventus FC | Groupama Stadium, Décines-Charpieu                 |                                                    |
| 26 février 2020 21h00 CEST | Tousart 31e        | (1 - 0) |             | Spectateurs : 57 335 Arbitrage : Jesús Gil Manzano | Spectateurs : 57 335 Arbitrage : Jesús Gil Manzano |
| 26 février 2020 21h00 CEST | Rapport            |         |             | Spectateurs : 57 335 Arbitrage : Jesús Gil Manzano | Spectateurs : 57 335 Arbitrage : Jesús Gil Manzano |

| 8e finale retour       | Juventus FC            | 2 - 1   | Olympique lyonnais | Allianz Stadium, Turin                               |                                                      |
| 7 août 2020 21h00 CEST | Ronaldo 43e (pen.) 60e | (1 - 1) | 12e (pen.) Depay   | Spectateurs : 0 (huis clos) Arbitrage : Felix Zwayer | Spectateurs : 0 (huis clos) Arbitrage : Felix Zwayer |
| 7 août 2020 21h00 CEST | Rapport                |         |                    | Spectateurs : 0 (huis clos) Arbitrage : Felix Zwayer | Spectateurs : 0 (huis clos) Arbitrage : Felix Zwayer |

| Quart de finale    | Manchester City | 1 - 3   | Olympique lyonnais         | Stade José Alvalade, Lisbonne                          |                                                        |
| 15 août 2020 21h00 | de Bruyne 69e   | (0 - 1) | 24e Cornet 79e 87e Démbélé | Spectateurs : 0 (huis clos) Arbitrage : Danny Makkelie | Spectateurs : 0 (huis clos) Arbitrage : Danny Makkelie |

| Demi-Finale        | Olympique lyonnais | 0 - 3   | Bayern Munich                    | Stade José Alvalade, Lisbonne                               |                                                             |
| 19 août 2020 21h00 |                    | (0 - 2) | 18e 33e Gnabry · 88e Lewandowski | Spectateurs : 0 (huis clos) Arbitrage : Antonio Mateu Lahoz | Spectateurs : 0 (huis clos) Arbitrage : Antonio Mateu Lahoz |

#### 2021-2022
Après une saison 2020-2021 sans participation à une compétition européenne pour la première fois depuis 23 ans, l'OL dispute en 2021-2022 la Ligue Europa. Il s'agit de la quatrième fois que le club rhodanien dispute la phase de poules de Ligue Europa (après 2012-13, 2013-14 et 2017-18), sachant qu'il avait aussi disputé la phase finale en 2016-17 et les barrages en 2014-15. Malgré un titre de champion d'automne lors du championnat de France 2020-2021, l'OL de Rudi Garcia n'a fini que quatrième sur la scène domestique et le coach français, ayant échoué à remplir ses objectifs, est parti en froid avec son directeur sportif Juninho. C'est alors le coach néerlandais Peter Bosz, ancien entraîneur de l'Ajax Amsterdam, du Borussia Dortmund et du Bayer Leverkusen, qui est nommé, prônant un « jeu offensif et attractif ». L'ironie du sort est que le tacticien néerlandais était sur le banc du club amstellodamois lors de la demi-finale de Ligue Europa 2016-2017 qui a vu l'OL échouer aux portes de la finale.
Pour la première fois, l'OL, 19e au classement UEFA avec 76 points avant ce début de saison (en tenant encore en compte son parcours européen de 2016-2017), s'avance au tirage au sort (prévu le 27 août) avec le meilleur coefficient UEFA des clubs engagés, devant par exemple Naples, le Bayer Leverkusen, le Dinamo Zagreb, la Lazio, Olympiakos, l'AS Monaco, Leicester City, etc. Les Lyonnais sont donc évidemment placés dans le premier chapeau et héritent comme adversaires des écossais des Rangers (cinquième équipe du chapeau 2), des tchèques du Sparta Prague (dernière équipe du chapeau 3) et des danois de Brøndby IF (dernière équipe du chapeau 4). Aucun de ces adversaires n'est inédit pour l'OL. En effet, les champions d'Ecosse en titre (et détenteurs du record de titres nationaux (55)), seulement 52e au classement UEFA à l'issue de la saison écoulée, ont déjà affronté l'OL en poules de Ligue des champions 2007-2008 pour une victoire de part et d'autre, 3 à 0 à chaque fois pour l'équipe visiteuse, avec une qualification pour les huitièmes acquise lors du dernier match en Ecosse pour les Rhodaniens. Concernant le club tchèque, le plus titré sur le plan domestique et deuxième du dernier championnat national (et actuel 92e au classement UEFA), ce sera la troisième double confrontation entre les deux clubs après s'être fait face en poules de Ligue des champions 2004-2005 (deux victoires lyonnaises) et en poules de Ligue Europa 2012-2013 (une victoire lyonnaise et un nul), pour un bilan par conséquent largement en faveur de l'OL jusqu'à présent. Enfin, les Danois, champions en titre sur la scène nationale et 163e au classement UEFA, ont croisé le fer avec le club rhônalpin en 32e de finale de la Coupe de l'UEFA 1997-1998 pour des succès lyonnais à l'aller comme au retour.
Ainsi, tant au regard du contexte présent que de l'historique contre les équipes de sa poule, l'OL se doit de finir premier du groupe A, en étant le grand favori. Le président Jean-Michel Aulas annonce d'ailleurs clairement viser au moins les demi-finales de la compétition : « Lyon était premier au ranking de l'UEFA pour l'Europa League, une grande première pour un club français [...] L'objectif est d'aller le plus loin possible. Je ne sais pas si on peut la gagner mais on doit être dans le dernier carré. » L'exigence est aussi de mise chez le directeur sportif Juninho qui vise également la tête du groupe.
Le match d'ouverture est supposé être le plus dur, l'OL se déplaçant à l'Ibrox Stadium de Glasgow. Pour ce premier match du club de Jean-Michel Aulas depuis la demi-finale de Ligue des champions en 2020, Peter Bosz propose un 4231 avec la recrue italienne Emerson sur le couloir gauche de la défense, le jeune formé au club Malo Gusto sur le couloir droit pour son premier match européen tandis que le nouveau venu et expérimenté Allemand Jérôme Boateng (notamment vainqueur à deux reprises de la Ligue des champions et de la Supercoupe de l'UEFA, ainsi que de neuf Bundesliga et une Coupe du monde) aux côtés de l'international belge Jason Denayer. Au milieu, Maxence Caqueret et Bruno Guimarães forment le double pivot tandis que Houssem Aouar, capitaine du soir, est en position de meneur de jeu, entouré de l'international camerounais Karl Toko-Ekambi, à l'aile gauche, et du milieu international brésilien Lucas Paquetá à droite. Ce trio soutient l'attaquant de pointe algérien Islam Slimani, en l'absence de Moussa Dembélé. Si la première mi-temps est plutôt timide de la part des joueurs français, avec notamment un Anthony Lopes de retour "en grande forme" aux cages pour repouser les différentes tentatives des hommes de l'ancien international anglais Steven Gerrard, l'attaquant camerounais Toko-Ekambi trouve la faille d'une frappe enroulée des vingt mètres après être rentré vers l'intérieur du terrain depuis son aile et un double passement de jambes. Il inscrit ainsi son premier but de la saison et ouvre son compteur sur la scène européenne avec l'OL. Ensuite, dix minutes après le retour des vestiaires, les Rhônalpins doublent la mise après un cafouillage faisant suite à un bon relais entre Aouar et Paquetá : les deux milieux lyonnais tentent leur chance et la balle retombe sur Slimani qui voit sa frappe rentrer dans les cages adverses après avoir été contré par deux défenseurs. Il s'agira d'un but csc du capitaine James Tavernier. Malgré quelques occasions écossaises, dont un coup franc sur le poteau, l'OL, plus réaliste (11 tirs à 8 pour les Rangers, 3 tirs cadrés à 2 pour les Lyonnais), s'impose finalement 2 à 0, après avoir notamment "remporté la bataille au milieu du terrain" avec un Caqueret essentiel à la récupération et un Aouar malin dans la distribution. Il s'agit de son troisième succès toutes compétitions confondues, preuve d'un regain de forme après un début de saison compliqué en championnat. Les Lyonnais prennent seuls la tête du groupe A, profitant du match nul entre Brøndby et le Sparta Prague.
Deux semaines plus tard, l'OL reçoit les Danois du Brøndby. Forts de leur succès initial dans la compétition et de leur bonne dynamique sur la scène domestique, les hôtes s'avancent en grands favoris de cette rencontre. Pour le dixième match de C3 du club rhodanien au Groupama Stadium (7 victoires, 1 nul et 1 défaite jusque là), l'équipe est à nouveau organisée en 4231. Trois éléments de la défense changent par rapport au match précédent, la charnière Da Silva-Diomandé remplaçant les habituels titulaires belge et allemand, blessés. À gauche Emerson tient sa place et le capitaine Léo Dubois, de retour de blessure, retrouve son couloir droit. Au milieu, le coach batave a choisi de laisser au repos Bruno Guimarães en titularisant Thiago Mendes aux côtés de Maxence Caqueret. Devant, c'est un trio Toko Ekambi - Aouar (qui devient le troisième joueur le plus capé dans l'histoire du Parc OL) - Shaqiri qui soutient Lucas Paquetá, ce dernier ayant été installé en pointe en l'absence des avants-centres de l'effectif rhodanien. Si l'OL va outrageusement dominer le premier acte avec notamment un poteau de Paquetá et des occasions nettes d'Aouar ou Mendes, le score est vierge à la pause. Il faut attendre la 64e minute pour que Toko-Ekambi inscrive son deuxième but dans la compétition d'une tête dans le but vide à la suite d'une remise dans la surface de Paquetá, admirablement lancé par Mendes. L'ailier camerounais doublera la mise sept minutes plus tard, à la suite d'un très bon travail du nouvel entrant Rayan Cherki, encore lancé par Mendes. Il s'agit de son vingtième but en compétition officielle avec l'OL et son cinquième doublé. Le numéro 7 lyonnais ajoutera une passe décisive pour Aouar à la 86e minute, sur un centre conclu par une tête rageuse du no 8 lyonnais. Ce dernier inscrit son premier but de la saison après avoir été plusieurs fois mis en échec par le gardien adverse lors de cette soirée, touchant aussi le poteau danois. Les statistiques témoignent d'une domination flagrante de l'OL sur ce match : 30 tirs à 6, 9 tirs cadrés à 0, 72% de possession. Sur le plan individuel, la performance de qualité d'un "grand Toko-Ekambi" est soulignée par la presse, le Lion Indomptable étant considéré comme "largement homme du match". Il devient par ailleurs le premier Lyonnais à inscrire trois buts lors des deux premiers matches européens de la saison depuis Lisandro López ainsi que le premier Lyonnais à inscrire un doublé lors d'un match européen au Parc OL depuis Maxwel Cornet en novembre 2018 contre Manchester City. Plus globalement, l'OL, premier de son groupe, compte donc six points en deux matches, deux de plus que le Sparta Prague (vainqueur contre les Glasgow Rangers), son prochain adversaire. Il s'agit de la première fois depuis quatre ans qu'un club français gagne ses deux premiers matches en poules de Ligue Europa et Peter Bosz devient le premier coach de l'OL depuis Gérard Houiller en 2005 à remporter ses deux premiers matches en phase de groupes de Coupe d'Europe. Enfin, avec ce match, les Gones atteignent la barre des 450 buts inscrits en Coupe d'Europe dans leur histoire : c'est le total le plus élevé pour un club français devant le PSG.
La troisième journée voit l'OL se déplacer en Tchéquie, chez le Sparta Prague, alors deuxième du groupe avec 4 points. L'OL aligne à nouveau un 4231. Sa charnière titulaire Boateng-Denayer est alignée, accompagnée des latéraux remplaçants Gusto et Henrique. Au milieu Mendes est reconduit, cette fois aux côtés de Guimarães. La ligne de 3 demeure Toko Ekambi - Aouar - Shaqiri. En pointe, Kadewere est titularisé pour la première lors d'un match européen alors que le plan initial était de mettre Paquetá en faux 9, meilleur Lyonnais de ce début de saison. Cependant, ce dernier est mis sur le banc du fait d'être arrivé en retard à la causerie d'avant match, tant Peter Bosz que Juninho ne souhaitant pas faire d'exception à l'application des règles. Le match commence très mal pour les Rhodaniens puisqu'ils encaissent en vingt minutes un doublé de l'ailier slovaque Lukáš Haraslín. C'est la première fois que Lyon encaisse deux buts en 19 minutes de jeu en Coupe d'Europe depuis 2008. Après deux occasions de Kadewere, l'OL ne réduit la marque qu'à la 42e minute grâce à Toko-Ekambi, sur un service de Boateng. Sont alors lancés en jeu en début de seconde mi-temps Emerson et Paquetá. Très vite, l'OL égalise grâce à Aouar (son deuxième but dans cette édition), à la suite d'un bon relais entre Paquetá et Shaqiri. Quinze minutes plus tard, à la 68e, c'est le nouvel entrant brésilien, qui avait touché le poteau juste avant, qui permet à l'OL de prendre l'avantage. Il marque son premier but européen sur un service de Toko-Ekambi (la deuxième passe décisive du Camerounais dans cette phase de poules) "à un nouveau mouvement collectif somptueux" alors que les Lyonnais étaient enfin "dominateurs et supérieurs techniquement". Malgré le carton rouge (deuxième carton jaune) de Gusto à un quart d'heure de la fin, l'OL inscrira un quatrième but à la 88e minute, à nouveau par Toko-Ekambi (son cinquième en trois matches), à la suite d'un centre de Guimarães. Il devient le premier joueur de l'histoire du club à inscrire 5 buts après 3 journées de phase de groupes lors d'une saison en Coupe d'Europe. La victoire lyonnaise est actée, malgré le troisième but pragois dans le temps additionnel. Il s'agit du quatrième match de Coupe d'Europe remporté par l'OL après avoir été mené par deux buts d'écart et c'est la sixième fois de l'histoire du club qu'il remporte ses trois premiers matches de poule en Coupe d'Europe . L'OL conserve donc la tête de son groupe avec 9 points et réalise "un grand pas vers la qualification", avec cinq points d'avance sur son adversaire du soir et six sur les Rangers.
Pour la quatrième rencontre de cette phase de groupes, l'OL reçoit le club tchèque. Au milieu d'une série de matches importants en championnat, Peter Bosz remanie son équipe en titularisant Diomandé en latéral droit, Henrique en arrière gauche et Da Silva aux côtés de Denayer en défense centrale. Au milieu Thiago Mendes est reconduit aux côtés de Caqueret, derrière un trio Aouar (capitaine du soir) - Shaqiri - Rayan Cherki (qui devient le quatrième plus jeune joueur titulaire de l’histoire avec l’OL en Coupe d’Europe). En pointe, c'est Islam Slimani qui commence le match, en l'absence de Moussa Dembélé. Malgré une domination en termes de possession de balle, l'OL ne concrétise pas en première mi-temps, notamment pénalisé par la maladresse de son avant-centre. Cependant, celui-ci se reprend en seconde période en inscrivant un doublé en trois minutes, autour de l'heure de jeu. Le premier est inscrit après un duel avec le gardien adverse à la suite d'une bonne passe en profondeur de Cherki (qui devient le plus jeune joueur de l’histoire à délivrer une passe décisive avec l’OL en Coupe d’Europe) tandis que le second est marqué de la tête à la réception d'un centre de Caqueret. L'attaquant algérien devient le plus vieux joueur de l’histoire à réaliser un doublé dans l'histoire européenne du club. L'OL gère son avance, notamment grâce à un très bon match de son portier Lopes. Le troisième but n'est d'abord pas inscrit du fait des ratés successifs de Shaqiri puis de Bruno Guimarães (entré en jeu aux côtés de son compère brésilien Lucas Paquetá) mais c'est finalement Karl Toko-Ekambi qui score sur un centre du jeune Bradley Barcola, les deux étant aussi remplaçants au coup d'envoi. Tandis que ce dernier délivre une passe décisive pour son premier match professionnel, l'ailier camerounais marque pour sa part son sixième but sur la scène européenne cette saison (meilleur buteur de la compétition après quatre journées), son dixième de la saison tcc. Il est aussi le premier joueur à inscrire six buts  lors des quatre premiers matchs disputés par l’OL lors d’une saison en Coupe d’Europe depuis Nestor Combin en 1963/64 et le premier à marquer lors de cinq rencontres consécutives à domicile pour l'OL en compétition officielle depuis Lacazette en février 2017. Finalement, l'OL remporte son deuxième match à domicile sur le même score que le premier et s'assure la première place du groupe avec 12 points sur 12 (ses rivaux tchèques et écossais étant deuxièmes avec 4 points, 8 points derrière le leader rhodanien). Les Gones sont ainsi la première équipe de la compétition directement qualifiée pour les huitièmes de finale, s'évitant ainsi un barrage contre un troisième de groupe de Ligue des Champions. C'est la première fois de l'histoire qu'une équipe est mathématiquement assurée d'être première du classement en 4 matchs. Plus globalement, l'OL disputera ainsi pour la seizième fois depuis le début du 21e siècle un 1/8 de finale de Coupe d'Europe, record du football français.
L'OL se déplace au Danemark pour la cinquième journée de poules. L'équipe est remaniée avec une défense Henrique-Lukeba (premier match de Coupe d'Europe pour le jeune défenseur central formé au club)-Da Silva-Gusto. Au milieu, le jeune Habib Keita, qui honore sa première titularisation en Coupe d'Europe, accompagne Thiago Mendes. Les côtés sont occupés par Rayan Cherki et Tino Kadewere, derrière un duo de pointes Dembélé-Slimani. En manque d'automatismes, l'OL est mené à la 50e par un but de Uhre. Cependant, le jeune Cherki remettra le club rhodanien devant en inscrivant un doublé aux 57e et 66e minutes de jeu, d'abord en profitant d'une erreur défensive puis à la suite d'une action individuelle de grande classe. Il devient ainsi le troisième plus jeune buteur de l'OL en Coupe d'Europe à 18 ans et 100 jours et le plus jeune joueur à inscrire son neuvième but avec l'OL en compétition officielle. Surtout, il devient le plus jeune joueur de l’histoire à inscrire un doublé avec l’OL en Coupe d’Europe et le deuxième plus jeune joueur français de l'histoire à en inscrire un en C3. Ensuite, à la 76e, c'est Slimani qui inscrira un dernier but, sur un centre de l'entrant Lucas Paquetá, portant le score à 3-1. L'OL continue ainsi son sans faute, avec 15 points sur 15 (et demeurant la meilleure attaque de la compétition avec 15 buts inscrits), en ayant pu faire tourner son effectif, ne faisant jouer que quelques minutes à Paquetá, Toko-Ekambi, Guimarães ou Caqueret. À pu aussi entré en jeu pour sa première en pro le jeune latéral Hugo Vogel. Peter Bosz devient ainsi le premier entraîneur de l’OL à remporter ses cinq premiers matchs sur le banc avec l’OL en Coupe d’Europe. Plus globalement, c'est la première fois de son histoire que l'OL marque au moins trois buts lors de quatre rencontres consécutives en Coupe d'Europe et il n'avait plus remporté cinq matches européens de suite depuis août-octobre 2009.
L'ultime journée voit ainsi l'OL accueillir les Rangers sans grand enjeu puisque les Rhodaniens sont déjà qualifiés en 1/8 tandis que les Ecossais sont assurés des 16e de finale. Cependant, le contexte est tendu pour les Lyonnais puisque les derniers jours ont donné lieu tant à l'officialisation du départ de leur directeur sportif Juninho qu'à la sanction rendue par la Commission de discipline de la Ligue de football professionnel pour les évènements ayant eu lieu lors du match OL-OM en championnat. L'équipe en 4231 alignée pour ce dernier match de poules est quasiment intégralement composée de remplaçants : le portier Julian Pollersbeck honore sa première titularisation en Europe avec l'OL, la défense est une ligne Henrique-Lukeba-Da Silva-Vogel (le latéral de 17 ans est titularisé pour la première fois en pro et devient ainsi le plus jeune joueur titulaire avec l'OL en Coupe d'Europe depuis 1960), le duo au milieu est Keita-Caqueret derrière le trio Toko Ekambi-Shaqiri-Cherki tandis que Dembélé est titulaire en pointe. Le match est assez insipide, peu d'occasions étant à souligner. Les Ecossais ouvrent la marque à la 41e minute sur un tir dévié mais l'OL égalise en début de seconde mi-temps sur un centre de Cherki (impliqué sur trois des quatre derniers buts de l'OL en Europe) dévié dans son but par Bassey. Le score en restera là malgré un duel perdu dans les dernières minutes par Kadewere (rentré en jeu en fin de première période à la place de Toko-Ekambi, touché). Au total, les joueurs olympiens n'auront cadré que trois fois contre deux pour les Ecossais. L'OL n'a ainsi perdu aucun de ses onze derniers matches disputés à domicile en Coupe d'Europe (4 victoires, 7 nuls), sa meilleure série d'invincibilité à domicile en compétition européenne depuis septembre 2003-décembre 2006 (18). Il termine premier de sa poule, étant par ailleurs l'équipe comptabilisant le plus de points et la meilleure attaque de cette phase de poules.
Parcours en Ligue Europa
| Rang | Équipe             | Pts | J | G | N | P | Bp | Bc | Diff |  | Résultats (▼ dom., ► ext.) |     |     |     |     |
| ---- | ------------------ | --- | - | - | - | - | -- | -- | ---- |  | -------------------------- | --- | --- | --- | --- |
| 1    | Olympique lyonnais | 16  | 6 | 5 | 1 | 0 | 16 | 5  | +11  |  | Olympique lyonnais         |     | 1-1 | 3-0 | 3-0 |
| 2    | Rangers FC         | 8   | 6 | 2 | 2 | 2 | 6  | 5  | +1   |  | Rangers FC                 | 0-2 |     | 2-0 | 2-0 |
| 3    | Sparta Prague      | 7   | 6 | 2 | 1 | 3 | 6  | 9  | -3   |  | Sparta Prague              | 3-4 | 1-0 |     | 2-0 |
| 4    | Brøndby IF         | 2   | 6 | 0 | 2 | 4 | 2  | 11 | -9   |  | Brøndby IF                 | 1-3 | 1-1 | 0-0 |     |

| 8e finale aller       | FC Porto                     | 0 - 1   | Olympique lyonnais | Stade du Dragon, Porto                                       |                                                              |
| 9 mars 2022 18h45 CET |                              | (0 - 0) | 59e Paquetá        | Spectateurs : 26 309 Arbitrage : José María Sánchez Martínez | Spectateurs : 26 309 Arbitrage : José María Sánchez Martínez |
| 9 mars 2022 18h45 CET | Otávio 74e · Conceição 90+6e | Rapport | 64e Dubois         | Spectateurs : 26 309 Arbitrage : José María Sánchez Martínez | Spectateurs : 26 309 Arbitrage : José María Sánchez Martínez |

| 8e finale retour       | Olympique lyonnais        | 1 - 1   | FC Porto                      | Groupama Stadium, Décines-Charpieu              |                                                 |
| 17 mars 2022 21h00 CET | Dembélé 13e               | (1 - 1) | 27e Pepê                      | Spectateurs : 54 551 Arbitrage : Ovidiu Hațegan | Spectateurs : 54 551 Arbitrage : Ovidiu Hațegan |
| 17 mars 2022 21h00 CET | Dubois 60e · Caqueret 83e | Rapport | 18e Eustáquio · 82e Evanilson | Spectateurs : 54 551 Arbitrage : Ovidiu Hațegan | Spectateurs : 54 551 Arbitrage : Ovidiu Hațegan |

| Quart de finale aller   | West Ham                                                      | 1 - 1   | Olympique lyonnais       | London Stadium, Londres                       |                                               |
| 7 avril 2022 21h00 CEST | Jarrod Bowen 52e                                              | (0 - 0) | 66e Tanguy Ndombele      | Spectateurs : 59 978 Arbitrage : Felix Zwayer | Spectateurs : 59 978 Arbitrage : Felix Zwayer |
| 7 avril 2022 21h00 CEST | Aaron Cresswell 45+3e · Moyes 46e · Antonio 88e · Bowen 90+6e | Rapport | 42e Faivre · 45+5e Aouar | Spectateurs : 59 978 Arbitrage : Felix Zwayer | Spectateurs : 59 978 Arbitrage : Felix Zwayer |

| Quart de finale retour   | Olympique lyonnais | 0 - 3   | West Ham                                                                                | Groupama Stadium, Décines-Charpieu              |                                                 |
| 14 avril 2022 21h00 CEST |                    | (0 - 2) | 38e Craig Dawson ( Pablo Fornals) · 44e Declan Rice · 48e Jarrod Bowen ( Pablo Fornals) | Spectateurs : 50 000 Arbitrage : Sandro Schärer | Spectateurs : 50 000 Arbitrage : Sandro Schärer |
| 14 avril 2022 21h00 CEST | Barcola 84e        | Rapport | 22e Diop · 85e Fornals                                                                  | Spectateurs : 50 000 Arbitrage : Sandro Schärer | Spectateurs : 50 000 Arbitrage : Sandro Schärer |

#### 2024-2025
Parcours en Ligue Europa
| Rang | Équipe              | Pts | J | G | N | P | Bp | Bc | Diff | Qualification ou relégation                                                       |
| ---- | ------------------- | --- | - | - | - | - | -- | -- | ---- | --------------------------------------------------------------------------------- |
| 1    | SS Lazio            | 19  | 8 | 6 | 1 | 1 | 17 | 5  | +12  | Qualification pour les Huitièmes de finale (Tête de série)                        |
| 2    | Athletic Bilbao     | 19  | 8 | 6 | 1 | 1 | 15 | 7  | +8   | Qualification pour les Huitièmes de finale (Tête de série)                        |
| 3    | Manchester United   | 18  | 8 | 5 | 3 | 0 | 16 | 9  | +7   | Qualification pour les Huitièmes de finale (Tête de série)                        |
| 4    | Tottenham Hotspur   | 17  | 8 | 5 | 2 | 1 | 17 | 9  | +8   | Qualification pour les Huitièmes de finale (Tête de série)                        |
| 5    | Eintracht Francfort | 16  | 8 | 5 | 1 | 2 | 14 | 10 | +4   | Qualification pour les Huitièmes de finale (Tête de série)                        |
| 6    | Olympique lyonnais  | 15  | 8 | 4 | 3 | 1 | 16 | 8  | +8   | Qualification pour les Huitièmes de finale (Tête de série)                        |
| 7    | Olympiakós C4       | 15  | 8 | 4 | 3 | 1 | 9  | 3  | +6   | Qualification pour les Huitièmes de finale (Tête de série)                        |
| 8    | Rangers FC          | 14  | 8 | 4 | 2 | 2 | 16 | 10 | +6   | Qualification pour les Huitièmes de finale (Tête de série)                        |
| 9    | FK Bodø/Glimt       | 14  | 8 | 4 | 2 | 2 | 14 | 11 | +3   | Qualification pour les Barrages de la phase à élimination directe (Tête de série) |
| 10   | RSC Anderlecht      | 14  | 8 | 4 | 2 | 2 | 14 | 12 | +2   | Qualification pour les Barrages de la phase à élimination directe (Tête de série) |
| 11   | FCSB                | 14  | 8 | 4 | 2 | 2 | 10 | 9  | +1   | Qualification pour les Barrages de la phase à élimination directe (Tête de série) |

| 1re journée                               | Olympique lyonnais        | 2 - 0   | Olympiakós                           | Groupama Stadium, Décines-Charpieu                                                                   | |
| Jeudi 26 septembre 2024 21 h heure locale | Cherki 65e · Benrahma 71e | (0 - 0) |                                      | Spectateurs : 24 412 Arbitrage : Lawrence Visser Arbitres assistants : Thibaud Nijssen Rien Vanyzere | Spectateurs : 24 412 Arbitrage : Lawrence Visser Arbitres assistants : Thibaud Nijssen Rien Vanyzere |
| Jeudi 26 septembre 2024 21 h heure locale | Nicolás Tagliafico 77e    |         | García 33e · Hezze 57e · Rodinei 90e | Spectateurs : 24 412 Arbitrage : Lawrence Visser Arbitres assistants : Thibaud Nijssen Rien Vanyzere | Spectateurs : 24 412 Arbitrage : Lawrence Visser Arbitres assistants : Thibaud Nijssen Rien Vanyzere |

| 2e journée                 | Glasgow Rangers                      | 1 - 4   | Olympique lyonnais                             | Ibrox Stadium, Glasgow                          |                                                 |
| Jeudi 3 octobre 2025 21h00 | Lawrence 14e                         | (1 - 3) | Fofana 10e 55e · Alexandre Lacazette 19e 45+1e | Spectateurs : 41 981 Arbitrage : Sven Jablonski | Spectateurs : 41 981 Arbitrage : Sven Jablonski |
| Jeudi 3 octobre 2025 21h00 | John Souttar 24e · Connor Barron 53e |         | Cherki 65e · Veretout 72e · Benrahma 83e       | Spectateurs : 41 981 Arbitrage : Sven Jablonski | Spectateurs : 41 981 Arbitrage : Sven Jablonski |

| Saison    | Compétition  | Tour           | Pays | Club                | Résultat domicile | Résultat extérieur |
| --------- | ------------ | -------------- | ---- | ------------------- | ----------------- | ------------------ |
| 2024-2025 | Ligue Europa | Phase de ligue |      | Olympiakós          | 2-0               | NC                 |
| 2024-2025 | Ligue Europa | Phase de ligue |      | Rangers FC          | NC                | 4-1                |
| 2024-2025 | Ligue Europa | Phase de ligue |      | Beşiktaş            | 0-1               | NC                 |
| 2024-2025 | Ligue Europa | Phase de ligue |      | TSG Hoffenheim      | NC                | 2-2                |
| 2024-2025 | Ligue Europa | Phase de ligue |      | Qarabağ FK          | NC                | 4-1                |
| 2024-2025 | Ligue Europa | Phase de ligue |      | Eintracht Francfort | 3-2               | NC                 |
| 2024-2025 | Ligue Europa | Phase de ligue |      | Fenerbahçe          | NC                | 0-0                |
| 2024-2025 | Ligue Europa | Phase de ligue |      | Ludogorets Razgrad  | 1-1               | NC                 |
| 2024-2025 | Ligue Europa | 1/8            |      | FCSB                | 4-0               | 3-1                |
| 2024-2025 | Ligue Europa | 1/4            |      | Manchester United   | 2-2               | 4-5 ap             |

#### 2025-2026
Parcours en Ligue Europa
| Saison    | Compétition  | Tour           | Pays | Club | Résultat domicile | Résultat extérieur |
| --------- | ------------ | -------------- | ---- | ---- | ----------------- | ------------------ |
| 2025-2026 | Ligue Europa | Phase de ligue |      |      |                   |                    |
| 2025-2026 | Ligue Europa | Phase de ligue |      |      |                   |                    |
| 2025-2026 | Ligue Europa | Phase de ligue |      |      |                   |                    |
| 2025-2026 | Ligue Europa | Phase de ligue |      |      |                   |                    |
| 2025-2026 | Ligue Europa | Phase de ligue |      |      |                   |                    |
| 2025-2026 | Ligue Europa | Phase de ligue |      |      |                   |                    |
| 2025-2026 | Ligue Europa | Phase de ligue |      |      |                   |                    |
| 2025-2026 | Ligue Europa | Phase de ligue |      |      |                   |                    |

## Bilan des performances lyonnaises en Europe

### Participations
| 1e         |    |    |    |    |    |    |    |    |    |    |    |    |    |    |    |    |    |    |    |    |    |    |    |    |    |    |    |    |    |    |    |    |    |    |    |    |    |    |    |    |    |    |    |    |    |    |    |    |    |    |    |    |    |    |    |    |    |    |    |    |    |    |    |    |
| 2e         |    |    |    |    |    |    |    |    |    |    |    |    |    |    |    |    |    |    |    |    |    |    |    |    |    |    |    |    |    |    |    |    |    |    |    |    |    |    |    |    |    |    |    |    |    |    |    |    |    |    |    |    |    |    |    |    |    |    |    |    |    |    |    |    |
| 1/2        |    |    |    |    |    |    |    |    |    |    |    |    |    |    |    |    |    |    |    |    |    |    |    |    |    |    |    |    |    |    |    |    |    |    |    |    |    |    |    |    |    |    |    |    |    |    |    |    |    |    |    |    |    |    |    |    |    |    |    |    |    |    |    |    |
| 1/4        |    |    |    |    |    |    |    |    |    |    |    |    |    |    |    |    |    |    |    |    |    |    |    |    |    |    |    |    |    |    |    |    |    |    |    |    |    |    |    |    |    |    |    |    |    |    |    |    |    |    |    |    |    |    |    |    |    |    |    |    |    |    |    |    |
| 1/8        |    |    |    |    |    |    |    |    |    |    |    |    |    |    |    |    |    |    |    |    |    |    |    |    |    |    |    |    |    |    |    |    |    |    |    |    |    |    |    |    |    |    |    |    |    |    |    |    |    |    |    |    |    |    |    |    |    |    |    |    |    |    |    |    |
| 1/16       |    |    |    |    |    |    |    |    |    |    |    |    |    |    |    |    |    |    |    |    |    |    |    |    |    |    |    |    |    |    |    |    |    |    |    |    |    |    |    |    |    |    |    |    |    |    |    |    |    |    |    |    |    |    |    |    |    |    |    |    |    |    |    |    |
| 1/32       |    |    |    |    |    |    |    |    |    |    |    |    |    |    |    |    |    |    |    |    |    |    |    |    |    |    |    |    |    |    |    |    |    |    |    |    |    |    |    |    |    |    |    |    |    |    |    |    |    |    |    |    |    |    |    |    |    |    |    |    |    |    |    |    |
| Groupes    |    |    |    |    |    |    |    |    |    |    |    |    |    |    |    |    |    |    |    |    |    |    |    |    |    |    |    |    |    |    |    |    |    |    |    |    |    |    |    |    |    |    |    |    |    |    |    |    |    |    |    |    |    |    |    |    |    |    |    |    |    |    |    |    |
| Barrages   |    |    |    |    |    |    |    |    |    |    |    |    |    |    |    |    |    |    |    |    |    |    |    |    |    |    |    |    |    |    |    |    |    |    |    |    |    |    |    |    |    |    |    |    |    |    |    |    |    |    |    |    |    |    |    |    |    |    |    |    |    |    |    |    |
| 3e t. pré. |    |    |    |    |    |    |    |    |    |    |    |    |    |    |    |    |    |    |    |    |    |    |    |    |    |    |    |    |    |    |    |    |    |    |    |    |    |    |    |    |    |    |    |    |    |    |    |    |    |    |    |    |    |    |    |    |    |    |    |    |    |    |    |    |
| Années     | 62 | 63 | 64 | 65 | 66 | 67 | 68 | 69 | 70 | 71 | 72 | 73 | 74 | 75 | 76 | 77 | 78 | 79 | 80 | 81 | 82 | 83 | 84 | 85 | 86 | 87 | 88 | 89 | 90 | 91 | 92 | 93 | 94 | 95 | 96 | 97 | 98 | 99 | 00 | 01 | 02 | 03 | 04 | 05 | 06 | 07 | 08 | 09 | 10 | 11 | 12 | 13 | 14 | 15 | 16 | 17 | 18 | 19 | 20 | 21 | 22 | 23 | 24 | 25 |

| Coupe des clubs champions / Ligue des champions | Coupe des coupes | Coupe de l'UEFA / Ligue Europa |

### Meilleures performances
Demi-finale de Ligue des champions
- Éliminé par le Bayern Munich en 2009-2010 (0-3 ; 0-1) et en 2019-2020 (0-3).

Demi-finale de Coupe des coupes
- 1963-1964 : éliminé par le Sporting Portugal (0-0 ; 1-1 ; match d'appui : 0-1).

Demi-finale de la Coupe de l'UEFA / Ligue Europa
- 2016-2017 : éliminé par l'Ajax Amsterdam (1-4 ; 3-1)

Coupe Intertoto
- Vainqueur en 1997.

### Bilan selon la compétition
Ce tableau présente les nombres de matches pour chaque compétition européenne. Ces chiffres incluent les résultats en tour de qualification.
| Compétition               | Participations                         | Domicile | Domicile | Domicile | Domicile | Domicile | Domicile | Extérieur + Terrain neutre | Extérieur + Terrain neutre | Extérieur + Terrain neutre | Extérieur + Terrain neutre | Extérieur + Terrain neutre | Extérieur + Terrain neutre | Total | Total | Total | Total | Total | Total |
| Compétition               | Participations                         | J        | V        | N        | D        | Bp       | Bc       | J                          | V                          | N                          | D                          | Bp                         | Bc                         | J     | V     | N     | D     | Bp    | Bc    |
| ------------------------- | -------------------------------------- | -------- | -------- | -------- | -------- | -------- | -------- | -------------------------- | -------------------------- | -------------------------- | -------------------------- | -------------------------- | -------------------------- | ----- | ----- | ----- | ----- | ----- | ----- |
| Ligue des champions       | 18                                     | 73       | 35       | 22       | 16       | 127      | 77       | 73+2                       | 29+1                       | 15                         | 29+1                       | 105                        | 101                        | 148   | 65    | 37    | 46    | 232   | 178   |
| Coupe des Coupes          | 4                                      | 10       | 7        | 2        | 1        | 19       | 7        | 10+2                       | 2                          | 3                          | 5+2                        | 12                         | 21                         | 22    | 9     | 5     | 8     | 31    | 28    |
| UEFA & Ligue Europa       | 16 (9 & 7)                             | 48       | 31       | 8        | 9        | 103      | 49       | 47                         | 24                         | 8                          | 15                         | 71                         | 66                         | 95    | 55    | 16    | 24    | 174   | 115   |
| Coupe des Villes de Foire | 4                                      | 5        | 2        | 1        | 2        | 8        | 8        | 5                          | 1                          | 0                          | 4                          | 4                          | 19                         | 10    | 3     | 1     | 6     | 12    | 27    |
| Coupe Intertoto           | 1                                      | 4        | 4        | 0        | 0        | 12       | 4        | 4                          | 3                          | 0                          | 1                          | 9                          | 3                          | 8     | 7     | 0     | 1     | 21    | 7     |
| Total                     | 37 saisons (6 avec double compétition) | 140      | 79       | 33       | 28       | 269      | 145      | 139+4                      | 59+1                       | 26                         | 54+3                       | 201                        | 210                        | 283   | 139   | 59    | 85    | 470   | 355   |

Mis à jour après le match Olympique lyonnais - Beşiktaş JK (le 25 octobre 2024).

### Adversaires rencontrés à plusieurs reprises
L'Olympique lyonnais possède une riche histoire européenne, ayant affronté des clubs de la plupart des nations européennes et notamment les meilleurs à chaque époque où le club a participé à une coupe d'Europe. En comptant les trois adversaires inédits rencontrés lors de la Ligue Europa 2024-2025, le club rhodanien a déjà affronté 100 clubs européens, issus de 32 nations différentes.
De cette longue histoire, il est possible de faire ressortir les particularités suivantes[réf. nécessaire] :
- Le deuxième club le plus affronté par l'OL en Europe est le Bayern Munich, Lyon ayant affronté le club allemand à neuf reprises entre 2000 et 2020. Trois confrontations aller-retour ont eu lieu en phase de poules de Ligue des champions tandis que les dernières en date se sont déroulées en demi-finale de la compétition. C'est en effet contre le club bavarois que l'OL s'inclina pour la première demi-finale de son histoire dans la compétition lors de la Ligue des Champions 2009-2010 (défaites à l'aller et au retour). Ironiquement, c'est à nouveau contre le club bavarois que les Lyonnais ont joué leur deuxième demi-finale dans la compétition, dix ans après, en 2019-2020. La qualification en finale a cette fois été jouée en rencontre unique sur terrain neutre (du fait de la formule spéciale de cette édition, sous forme de Final 8 à Lisbonne) et les Lyonnais ont à nouveau été éliminés par les Allemands. Dans l'ensemble, l'OL a donc remporté deux matches, fait deux nuls et s'est incliné cinq fois contre les Munichois.
- Le FC Barcelone complète le podium des adversaires les plus rencontrés en Europe pour un total de huit matchs contre le club catalan, entre 2001 et 2019. Si les deux premières double confrontations ont eu lieu en phase de groupes de Ligue des champions, l'OL a ensuite joué le club catalan en huitième de finale de la compétition en 2009 et 2019. À chaque fois l'OL a réussi à accrocher le match nul à domicile avant de lourdement s'incliner au retour (5 à 2 en 2009, 5 à 1 en 2019). Les Blaugrana sont le club qui réussit le moins à l'OL car ils ne l'ont jamais remporté en huit rencontres, concédant trois nuls et cinq défaites.
- Vient ensuite le club grec de l'Olympiakós contre lequel l'OL a disputé sept rencontres. C'est le seul club que l'OL a rencontré à la fois en C1, C2 et C3. En effet, les deux clubs se sont rencontrés lors de la Coupe des coupes (C2) 1963-1964, lors de la Ligue des champions (C1) 2000-2001 et 2005-2006 et lors de la Ligue Europa (C3) 2024-2025. A chaque fois ces oppositions ont eu lieu en poules, d'abord en confrontations domicile et extérieur en C1 et C2 puis en match unique (à Lyon) pour le nouveau format de la C3 en 2024-25. Au total, les Rhodaniens ont un bilan positif contre le club d'Athènes avec 5 victoires pour 2 défaites.
- Par ailleurs, le Club Bruges, l'Inter Milan, l'Ajax Amsterdam, la Juventus FC, le Sparta Prague, le FC Porto, le Steaua Bucarest et Manchester United sont des clubs que l'OL a rencontrés à six reprises chacun (trois confrontations aller-retour). Parmi les faits notables dans ces oppositions, Lyon s'est incliné contre l'Ajax Amsterdam en demi-finale de la Ligue Europa 2016-2017, sa meilleure performance à ce jour dans cette compétition, malgré une victoire 3-1 au retour à domicile (à la suite d'une défaite 1-4 à Amsterdam) ; contre le club néerlandais, l'OL a un bilan négatif de 1 victoire, 2 nuls et 3 défaites, étant donné que le club rhônalpin avait précédemment concédé deux nuls et deux défaites lors de phases de poules de Ligue des champions. Concernant la Juve, si l'OL a été sorti par elle en quart de finale de la Ligue Europa 2013-2014 et concédé un nul et une défaite en phase de poules de Ligue des champions 2016-2017, il a aussi réalisé l'un des plus marquants exploits de son histoire en éliminant le club italien en huitième de finale de la Ligue des champions 2019-2020 ; bilan total de 1 victoire, 1 nul et 4 défaites contre la Vieille Dame. Contre le Club Bruges, après avoir été éliminé par le club belge en 32ème de finale de la Coupe UEFA 1975-1976 puis avoir pris sa revanche en 8ème de la Coupe UEFA 1998-1999, l'OL réalisera l'une des plus mémorables performances de son histoire en 16ème de finale de la Coupe UEFA 2001-2002 où après avoir perdu 1-4 en Belgique, l'OL se qualifiera grâce à une victoire 3-0 à Gerland avec un triplé de Sonny Anderson ; bilan positif de 4 victoires et 2 défaites pour l'OL. Enfin, contre le FC Porto, après une double défaite au 1er tour de Coupe des coupes 1964-1965, puis une élimination en quart de Ligue des champions 2003-2004 (une défaite à l'extérieur, un nul à domicile), l'OL rééquilibrera un peu la balance en s'imposant en huitième de finale de la Ligue Europa 2021-2022 en devenant le premier club français à battre sur sa pelouse le FC Porto depuis plus de 50 ans ; bilan négatif de 1 victoire, 2 nuls et 3 défaites contre les Portuans.
- Le club écossais du Rangers FC est le seul club contre lequel l'OL a joué cinq matchs. Ce fut à chaque fois en phase de poules, d'abord en Ligue des champions 2007-2008 (aller et retour) puis en Ligue Europa 2021-2022 (aller et retour) et Ligue Europa 2024-2025 (match unique, à l'extérieur). Malgré une lourde défaite pour leur premier match contre les écossais, l'OL s'est bien reprise par la suite, avec notamment une victoire essentielle à la qualification sur la pelouse écossaise lors de la dernière journée de la phase de poules de Ligue des champions 2007-2008 (match qui a notamment permis de révéler Karim Benzema, auteur d'un doublé ce soir-là). Au total, le bilan est de 3 victoires, 1 nul et 1 défaite pour l'OL.
- Aussi, de nombreux autres clubs se sont retrouvés une deuxième fois face au club rhodanien après une première confrontation aller-retour : les Anglais de Tottenham et Manchester City, les Italiens de l'AS Rome et la Fiorentina,les Espagnols de Valence et la Real Sociedad, les Portugais du Benfica Lisbonne, les Allemands du Werder Brême et Hambourg SV, les Néerlandais du PSV Eindhoven, les Turcs de Fenerbahçe et du Beşiktaş, les Écossais du Celtic FC, les Norvégiens de Rosenborg BK, les danois de Brøndby IF, les Croates du Dinamo Zagreb, les Belges du RSC Anderlecht et les Russes du Zénith Saint-Pétersbourg.

### Meilleurs buteurs de l'OL sur la scène européenne
Le meilleur buteur en coupe d'Europe de l'Olympique lyonnais est Alexandre Lacazette avec 19 buts en 67 rencontres (meilleur buteur en Ligue Europa). Il est suivi par le meneur de jeu brésilien Juninho, spécialiste des coups francs et considéré par de nombreux observateurs comme le meilleur joueur de l'histoire du club, avec 18 buts en 65 rencontres (meilleur buteur en Ligue des champions de l'UEFA). Il a vécu 8 campagnes européennes au cœur de la grande période européenne des années 2000 de l'OL.
Ils sont suivis par différents attaquants de pointe qui ont marqué l'histoire du club à divers moments : Bafétimbi Gomis (17 buts en 40 rencontres), Sonny Anderson (16 buts en 34 rencontres), Alain Caveglia (13 buts en 24 rencontres, recordman lyonnais de buts en Coupe Intertoto à égalité avec Joseph-Désiré Job), Karim Benzema (12 buts en 19 rencontres) et Lisandro López (12 buts en 31 rencontres).
Enfin, parmi les joueurs à au moins dix buts inscrits pour l'OL sur la scène européenne, trois en ont marqué onze. Il s'agit de Sidney Govou, ailier ayant vécu dix campagnes européennes pendant la grande période de l'OL (11 buts en 75 rencontres), et deux avants-centre emblématiques des années 1960 et 1970 : Fleury Di Nallo (11 buts en 21 rencontres, meilleur buteur de l'histoire de l'OL en général et aussi en Coupe des Coupes, surnommé le « Petit Prince de Gerland ») et Nestor Combin (11 buts en 12 rencontres, surnommé la 'Foudre').
Viennent ensuite avec dix buts européens deux joueurs de la fin des années 2010, l'attaquant néerlandais Memphis Depay et le milieu offensif formé au club Nabil Fekir, tous deux présents lors du retour de l'OL en huitièmes de finale de Ligue des champions en 2019.
Le tableau ci-dessous recense les joueurs ayant inscrit au moins quatre buts pour l'OL dans les diverses compétitions européennes :
| Nom                 |  | Nb de buts total | Ligue des champions | Coupe des Coupes | Coupe UEFA Ligue Europa | Coupe Intertoto | Coupe des villes de foire |
| ------------------- |  | ---------------- | ------------------- | ---------------- | ----------------------- | --------------- | ------------------------- |
| Alexandre Lacazette |  | 19               | 5                   | 0                | 14                      | 0               | 0                         |
| Juninho             |  | 18               | 18                  | 0                | 0                       | 0               | 0                         |
| Bafétimbi Gomis     |  | 17               | 12                  | 0                | 5                       | 0               | 0                         |
| Sonny Anderson      |  | 16               | 10                  | 0                | 6                       | 0               | 0                         |
| Alain Caveglia      |  | 13               | 0                   | 0                | 8                       | 5               | 0                         |
| Karim Benzema       |  | 12               | 12                  | 0                | 0                       | 0               | 0                         |
| Lisandro López      |  | 12               | 10                  | 0                | 2                       | 0               | 0                         |
| Sidney Govou        |  | 11               | 10                  | 0                | 1                       | 0               | 0                         |
| Fleury Di Nallo     |  | 11               | 0                   | 11               | 0                       | 0               | 0                         |
| Nestor Combin       |  | 11               | 0                   | 10               | 0                       | 0               | 1                         |
| Memphis Depay       |  | 10               | 7                   | 0                | 3                       | 0               | 0                         |
| Nabil Fekir         |  | 10               | 3                   | 0                | 7                       | 0               | 0                         |

- Joueurs présents au club en 2024-2025

 NB : Classement par ordre de buts marqués. En cas d'égalité, les buteurs sont d'abord départagés en fonction de la compétition dans laquelle ils ont marqué (Ligue des champions au rang 1, Coupe des Coupes au rang 2, Coupe UEFA/Ligue Europa au rang 3, Coupe Intertoto au rang 4, Coupe des villes de foire au rang 5).
S'il y a toujours égalité, la priorité est donnée au premier joueur à avoir réussi la performance.